# آدولف هیتلر
آدولف هیتلِر (آلمانی: Adolf Hitler; آلمانی: [ˈadɔlf ˈhɪtlɐ] ()؛ ۲۰ آوریل ۱۸۸۹ – ۳۰ آوریل ۱۹۴۵) سیاستمدار آلمانی زادهٔ اتریش و رهبر حزب ناسیونال سوسیالیست کارگران آلمان بود که از سال ۱۹۳۴ تا زمان مرگ خود در سال ۱۹۴۵ به‌عنوان پیشوای آلمان بر این کشور حکومت کرد. او در سال ۱۹۳۳ با انتخاب به‌عنوان صدر اعظم آلمان به قدرت رسیده بود. آلمان تحت رهبری هیتلر با تهاجم به لهستان در ۱ سپتامبر ۱۹۳۹ باعث آغاز جنگ جهانی دوم در اروپا شد. او در طول جنگ در عملیات‌های نظامی نقش پررنگی داشت و از طراحان اصلی هولوکاست بود.
هیتلر در شهر برانائو ام این اتریش-مجارستان (اتریش کنونی) متولد شد و در شهر لینتس اتریش پرورش یافت. در سال ۱۹۱۳ که ۲۴ ساله بود، به امپراتوری آلمان نقل مکان و در طول جنگ جهانی اول در ارتش این کشور خدمت کرد. در سال ۱۹۱۹ به حزب کارگران آلمان که بعداً به حزب ناسیونال سوسیالیست کارگران آلمان تغییر نام داد، پیوست و به سال ۱۹۲۱ رهبر حزب شد. دو سال بعد تلاش کرد با کودتا در مونیخ قدرت را به دست بگیرد، اما ناموفق بود و به زندان افتاد. در زندان، جلد اول نبرد من،اتوبیوگرافی و مانیفست سیاسی‌اش، را تکمیل کرد. تنها بعد از چند ماه و به سال ۱۹۲۴ از زندان آزاد شد. هیتلر بعد از آزادی با انتقاد از پیمان ورسای و ترویج پان‌ژرمنیسم، یهودستیزی و مخالفت با کمونیسم و از طریق رهبری کاریزماتیک خود و پروپاگاندای حزب، به محبوبیت عظیمی بین عامهٔ مردم رسید. او سرمایه‌داری بین‌المللی و کمونیسم را از توطئه‌های یهودیان می‌دانست.
در نوامبر سال ۱۹۳۲، حزب نازی علی‌رغم داشتن بیشترین کرسی در رایشستاگ، اکثریت را در اختیار نداشت. در نتیجه، هیچ حزبی قادر نبود با گردآوری آرای کافی نامزد خود را صدارت برساند. فرانتس فن پاپن، صدر اعظم سابق و طرفداران محافظه‌کارش رئیس‌جمهوری پاول فن هیندنبورگ را راضی کردند هیتلر را به صدارت برگزیند. بدین ترتیب هیتلر در ۳۰ ژانویه سال ۱۹۳۳ به این عنوان رسید. اندکی بعد، رایشستاگ قانون تفویض اختیارات را به تصویب رساند که نقطهٔ آغازِ پایان جمهوری وایمار و ظهور آلمان نازی — نظام تک‌حزبی بر پایهٔ تمامیت‌خواهی و ایدئولوژی نازیسم — محسوب می‌شود. هیتلر خواستار یک آلمان بدون یهودیان بود و تلاش داشت نظم نوینی را در برابر نظم بین‌المللی که به دید او به شکل ناعادلانه‌ای پس از جنگ جهانی اول توسط فرانسه و بریتانیا شکل یافته بود، به کرسی بنشاند. آلمان در ۶ سال نخستِ حضور او در قدرت احیای اقتصادی سریعی را پس از رکود بزرگ تجربه کرد و رهایی کشور از بند محدودیت‌های تحمیل شده پس از جنگ جهانی اول و ضمیمه کردن مناطق آلمان‌نشین کشورهای اطراف، هیتلر را در میان مردم بسیار محبوب ساخت.
هیتلر قصد داشت تا برای مردم آلمان در اروپای شرقی «فضای حیاتی» مهیا کند زیرا تصور می‌شد آلمان از نظر جغرافیایی منابع کافی برای تأمین مایحتاج جمعیت خود را ندارد. سیاست خارجی تهاجمی هیتلر با همین مسئله مرتبط بود و دلیل اصلی آغاز جنگ جهانی دوم در اروپا به حساب می‌آید. او در مقیاس وسیعی آلمان را تجدید تسلیحاتی و در ۱ سپتامبر ۱۹۳۹ حمله به لهستان را رهبری کرد که سبب اعلان جنگ بریتانیا و فرانسه به این کشور گردید. در ماه ژوئن سال ۱۹۴۱، عملیات بارباروسا — تهاجم آلمان به شوروی — آغاز شد و تا پایان این سال، بیشتر اروپا و شمال آفریقا توسط آلمان و متحدانش (نیروهای محور) اشغال شده بود. پس از سال ۱۹۴۱، آلمان رفته‌رفته فتوحات خود را از دست داد و متفقین تا سال ۱۹۴۵، ورماخت را به‌طور کامل شکست دادند. آدولف هیتلر در ۲۹ آوریل سال ۱۹۴۵ با معشوقهٔ خود اوا براون ازدواج و کمتر از ۲ روز بعد به همراه او خودکشی کرد تا به اسارت ارتش سرخ شوروی در نیاید. اجساد هیتلر و همسرش پس از مرگ سوزانده شدند.
آلمان تحت رهبری هیتلر و ایدئولوژی نژادی او، مسبب مرگ شش میلیون یهودی و میلیون‌ها قربانی دیگر شد؛ قربانیانی که در نظر هیتلر و طرفدارانش «مادون انسان» یا «نامطلوب» تلقی می‌شدند. هیتلر و رژیم نازی همچنین مسئول مرگ حدود ۱۹٫۳ میلیون غیرنظامی و اسیر جنگی نیز بودند. بدین جهت اعمال هیتلر و ایدئولوژی نازیسم تقریباً در سراسر دنیا مسائلی شدیداً پلید به‌حساب می‌آیند.

## اوایل زندگی

### کودکی و تحصیل

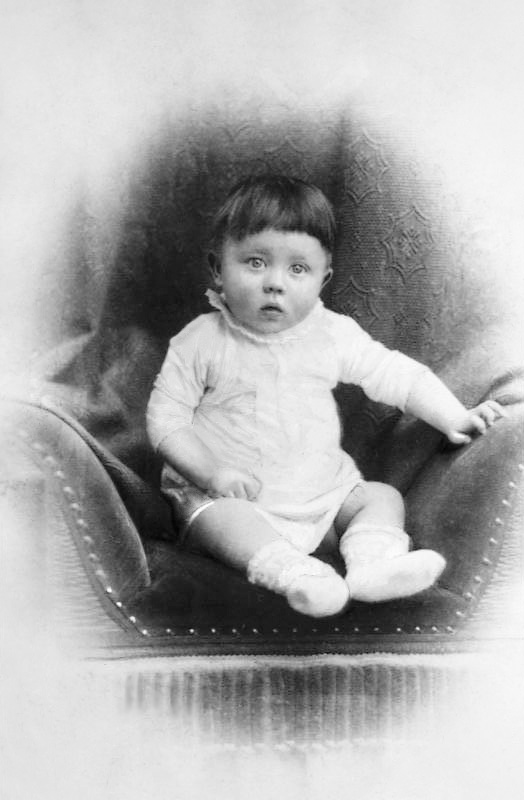
هیتلر در خردسالی (c. ۱۸۸۹–۹۰)

آدولف هیتلر ۲۰ آوریل ۱۸۸۹ در برانائو ام این، شهری در اتریش-مجارستان (واقع در قلمرو کشور کنونی اتریش)، نزدیک به مرز امپراتوری آلمان متولد شد. او چهارمین بچه از میان شش فرزند آلویس هیتلر و همسر سومش کلارا پولتزِل بود. سه تن از خواهران و برادران هیتلر — گوستاو، ایدا و اتو — در نوزادی درگذشتند. آدولف در خانه‌ای متولد شد و زندگی کرد که فرزندان آلویس از ازدواج دومش آلویس جونیور و آنگلا نیز، در آن زندگی می‌کردند. پدر هیتلر فرزند نامشروع ماریا شیکل گروبر بود و به همین سبب، در شناسنامه تعمیدش نام پدرش را درج نکردند. نتیجتاً، آلویس در ابتدا نام خانوادگی مادرش شیکل گروبر را روی خود گذاشت. در سال ۱۸۴۲، یوهان گئورگ هیدلر با مادر آلویس ازدواج کرد. سرپرستی آلویس به برادر یوهان گئورگ، یعنی یوهان نپوموک هیدلر داده شد. در سال ۱۸۷۶، آلویس مجدداً غسل تعمید داده شد و یک کشیش او را حلال‌زاده اعلام کرد. در شناسنامه تعمیدش، نام یوهان گئورگ هیدلر (به شکل گئورگ هیتلر) به‌عنوان نام پدر ثبت شد. پس از آن، آلویس نام خانوادگی «هیتلر» را برای خود برگزید. هیتلر در لغت احتمالاً به معنای «کسی که در کلبه زندگی می‌کند» است. زمانی که آدولف ۳ ساله بود، خانواده‌اش به پاساو در آلمان مهاجرت کردند. در آن منطقه، هیتلر زبان آلمانی را — به جای اینکه با گویش اتریشی یاد بگیرد — با گویش بایرنی فراگرفت و در سخنرانی‌هایش نیز این مسئله پیداست. خانواده هیتلر سال ۱۸۹۴ مجدداً به اتریش بازگشتند و در لئودینگ ساکن شدند. یک سال بعد، آلویس بازنشسته شد و با خانواده خود به هافلد در نزدیکی لامباخ، نقل مکان کرد. در آنجا به زراعت در مزرعه و پرورش زنبور پرداخت. هیتلر در یک مدرسه دولتی نزدیک فیشلام ثبت‌نام کرد.
نقل مکان به هافلد همزمان شد با درگیری‌های شدید پدر-پسری میان آلویس و آدولف، که سبب آن عدم انطباق آدولف با نظم سختگیرانه مدرسه بود. پدر هیتلر او را همیشه کتک می‌زد، درحالی که مادرش تلاش می‌کرد از او محافظت کند. تلاش آلویس هیتلر برای زراعت در هافلد با شکست مواجه شد و در سال ۱۸۹۷، محل زندگی خانواده به لامباخ منتقل شد. هیتلر که در این زمان ۸ ساله بود، در کلاس‌های آوازخوانی شرکت کرد و در کلیسا، به خواندن سرودهای مذهبی پرداخت؛ او حتی احتمال کشیش شدن را هم بررسی کرد. در سال ۱۸۹۸، خانواده به صورت دائمی به لئوندینگ بازگشت. ادموند، برادر کوچکتر آدولف، سال ۱۹۰۰ از سرخک درگذشت که این موضوع، عمیقاً او را تحت تأثیر قرار داد. هیتلر از یک دانش‌آموز با اعتماد به نفس، اجتماعی و مسئولیت‌پذیر مبدل شد به یک پسر منزوی و عبوس، که دائماً مشغول بحث و جدل با پدر و دبیران خود بود.
آلویس هیتلر، کارمند بازنشسته گمرک بود و آرزو داشت که پسرش نیز جای پای پدر بگذارد و وارد این شغل شود اما آدولف، علاقه‌ای به کار در گمرک نداشت. هیتلر، بعدها داستان روزی که پدرش او را به یک دفتر گمرک برای بازدید برد را، به‌عنوان اتفاقی که باعث شد تا یک خصومت پایان‌ناپذیر میان پدر و پسری که هردو سخت بااراده بودند به وجود آید، تلقی کرده بود. آلویس، خواسته پسرش جهت رفتن به مدرسه هنر و هنرمند شدن را نادیده گرفت و در سال ۱۹۰۰، او را به مدرسه فنی در لینتس فرستاد. آدولف، تصمیم گرفت زیر بار این موضوع نرود و در نبرد من، تصریح می‌کند که عمداً در درس‌های خود موفق نشدم تا «زمانی که پدرم دید چقدر در مدرسه فنی پیشرفت کمی داشته‌ام، به من اجازه داد به دنبال رؤیای خود بروم.»
مانند خیلی از آلمانی‌های اتریش، هیتلر از جوانی به ملی‌گرایی آلمانی گرایش داشت و وفاداری خود را تنها به آلمان می‌دید. او از سلسله هابسبورگ متنفر بود و از اینکه آن‌ها بر قلمرویی متشکل از قومیت‌های گوناگون حکومت می‌کردند، راضی نبود. هیتلر و دوستانش، سرود آلمانی‌ها را به جای سرود امپراتوری اتریش سرمی‌دادند. آدولف در این مسئله هم با پدرش اختلاف داشت، زیرا آلویس هوادار سلسله هابسبورگ بود.
مرگ ناگهانی آلویس هیتلر در ۳ ژانویه ۱۹۰۳، باعث شد تا وضعیت درسی آدولف بدتر شود؛ مادرش به او اجازه داد تا مدرسه را ترک کند. او در سپتامبر ۱۹۰۴، بار دیگر در یک مدرسه فنی در اشتایر ثبت‌نام کرد، که آنجا رفتار و عملکردش بهبود یافت. هیتلر سال ۱۹۰۵ در امتحان نهایی قبول شد، اما بدون هیچ‌گونه قصدی برای ادامه تحصیل، مدرسه فنی را نیز ترک کرد.

### جوانی در وین و مونیخ
در سال ۱۹۰۷ هیتلر لینتس را با کمک یک مؤسسه حمایت از ایتام و حمایت مادرش به مقصد وین ترک کرد تا آنجا به تحصیل هنر بپردازد. در وین آدولف دو مرتبه برای پذیرش در آکادمی هنرهای زیبای وین درخواست داد، اما رد شد. رئیس دانشگاه به او پیشنهاد کرد که به مدرسه معماری برود، اما از آنجا که هیتلر درسش در دوره متوسطه را به اتمام نرسانده بود، شرایط آن را نداشت.

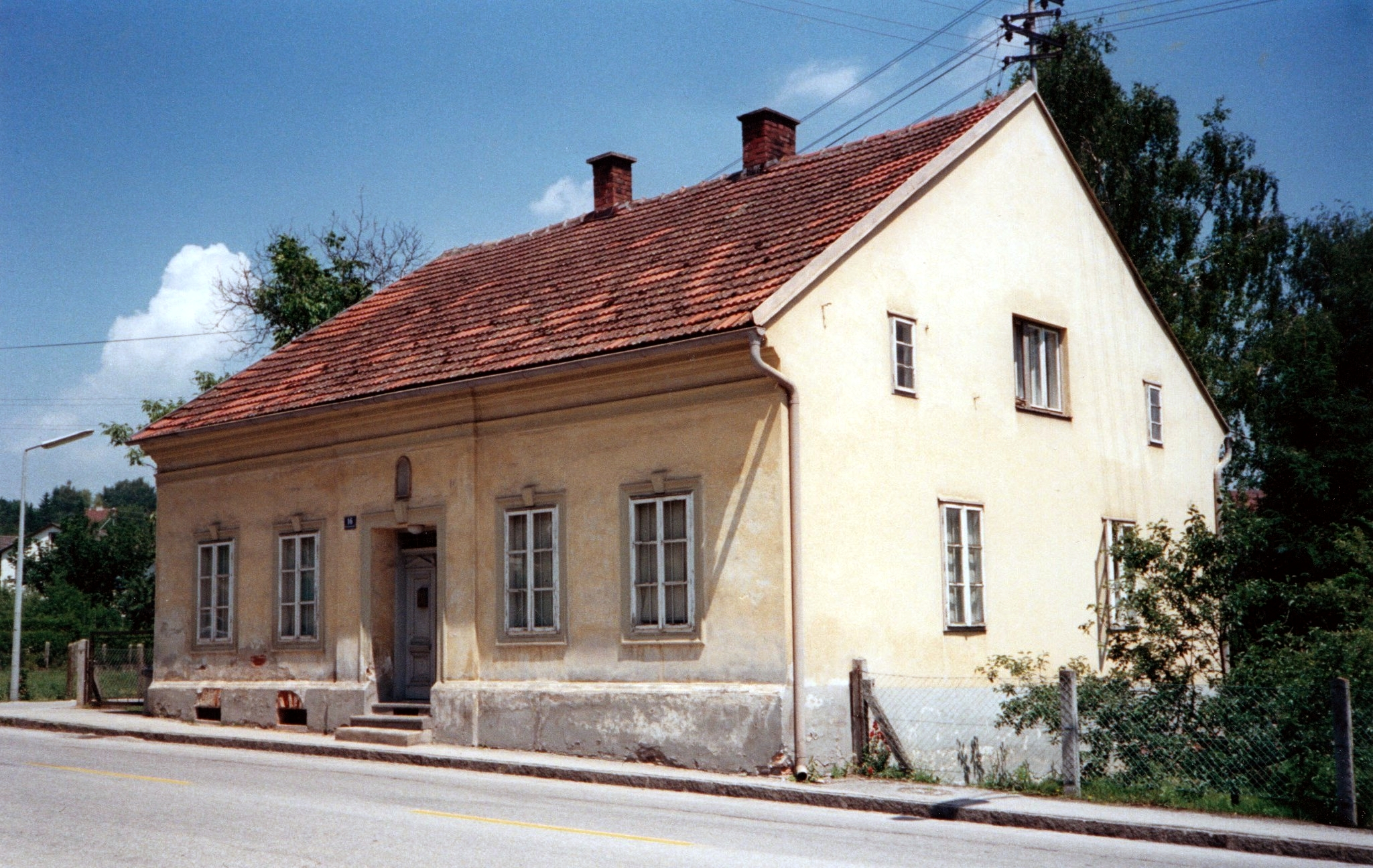
خانه‌ای در لئودینگ که هیتلر نوجوانی خود را در آن سپری کرد.

در ۲۱ دسامبر ۱۹۰۷، مادر هیتلر به دلیل سرطان پستان در سن ۴۷ سالگی درگذشت؛ آدولف در این زمان ۱۸ ساله بود. او در سال ۱۹۰۹، دچار بی‌پولی شد و مجبور گردید تا مانند کولی‌ها در پناهگاه‌های بی‌خانمان‌ها و خوابگاه‌های شبانه‌روزی زندگی کند. منبع درآمد او کارگری و فروش نقاشی‌هایی که از مناظر وین می‌کشید، بود. او از روی کارت پستال‌ها طرح می‌کشید و به کاسب‌ها و گردشگرها می‌فروخت. تا قبل از جنگ جهانی اول وی حدود ۲۰۰۰ تابلوی این چنینی نقاشی کرد. در زمان حضورش در وین، هیتلر به معماری و موسیقی علاقه‌مند شد؛ وی ۱۰ مرتبه اجرای لوهنگرین، اپرای موردعلاقه‌اش از ریشارد واگنر، را تماشا کرد.
اولین بار در وین بود که هیتلر با ایده‌های نژادپرستانه مواجه شد. کارل لوگر، شهردار عوام‌گرای شهر، با اهداف سیاسی و برای کسب محبوبیت در بین عامه مردم در گفته‌های خود به‌طور متداول به یهودستیزی متوسل می‌شد و به دفاع از ناسیونالیسم آلمانی می‌پرداخت. هیتلر در محله ماریاهیلف زندگی می‌کرد و ناسیونالیسم آلمانی در آنجا محبوبیت زیادی داشت. هیتلر در زمان اقامت در وین تحت تأثیر عقیده‌های گئورگ ریتر فن شنرر قرار گرفت؛ علاوه بر آن حس ستایش مارتین لوتر نیز در او شکل گرفت. آدولف هیتلر به‌طور روزانه روزنامه محلی Deutsches Volksblatt که متعلق به مسیحیان متعصب بود و خوانندگانش را از یهودیان اروپای شرقی می‌ترساند، را مطالعه می‌کرد. او روزنامه‌ها و رساله‌هایی را می‌خواند که عقیده‌های فیلسوفانی مانند هیوستون استیوارت چمبرلین، چارلز داروین، فریدریش نیچه، گوستاو لوبون و آرتور شوپنهاور را منتشر می‌کردند.

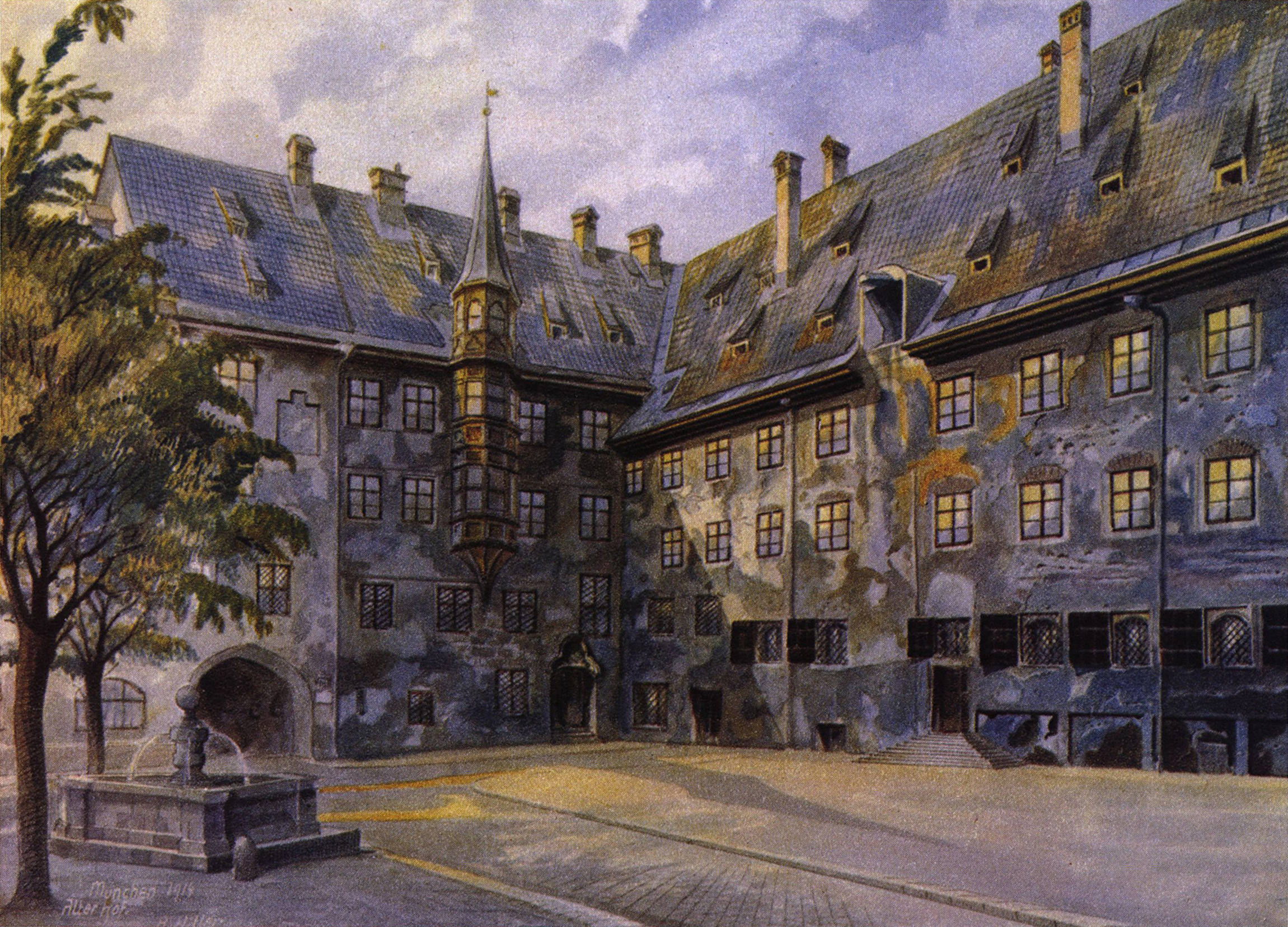
حیاط اقامت‌گاه قدیمی در مونیخ، یکی از آثار آدولف هیتلر به تاریخ ۱۹۱۴

اینکه حس یهودستیزی چه زمانی و به چه دلیلی در هیتلر شکل گرفت، به‌طور دقیق مشخص نیست. دوست او، آگوست کوبیزک، ادعا کرد که هیتلر حتی پیش از ترک لینتس هم یک یهودستیز واقعی بود. اما بریگیت‌هامان، از مورخان، ادعای کوبیزک را «مشکل‌دار» می‌داند. هیتلر شخصاً در نبرد من ذکر می‌کند که او برای نخستین‌بار در وین به یک یهودستیز تبدیل شد، اما راینهولد هانیسش که در امر فروش نقاشی‌هایش به او کمک می‌کرد، این گفته را رد می‌کند زیرا آدولف در زمان اقامت در وین مشتریان یهودی هم داشت. ریچارد جی. ایوانز می‌گوید که «مورخان در حال حاضر اتفاق نظر دارند که یهودستیزی مرگبار او پس از شکست آلمان در جنگ جهانی اول و در نتیجه پارانویای «از پشت خنجر خوردن» که برای توجیه فاجعه رواج پیدا کرده بود، پرورش یافت.»
هیتلر آخرین بخش از ارث پدری‌اش را در مه ۱۹۱۳ دریافت کرد و سپس راهی مونیخ در آلمان شد. زمانی که برای خدمت سربازی در ارتش اتریش-مجارستان فراخوانده شد، در ۵ فوریه ۱۹۱۴ راهی خدمت در زالتسبورگ شد و در بخش کمک‌های پزشکی فعالیت کرد. مشخص شد که برای خدمت در ارتش مناسب نیست و مجدداً به مونیخ بازگشت. هیتلر بعدها ادعا کرد که به دلیل چند نژاده بودن ارتش امپراتوری هابسبورگ، علاقه‌ای به جنگیدن برای آن‌ها نداشته و سقوط اتریش-مجارستان را حتمی می‌دیده.

### جنگ جهانی اول
هنگام آغاز جنگ جهانی اول در سال ۱۹۱۴، هیتلر در مونیخ ساکن بود و به صورت داوطلبانه برای حضور در نیروی زمینی پادشاهی بایرن نام‌نویسی کرد. بر اساس یک گزارش اداری پادشاهی بایرن مربوط به سال ۱۹۲۴، اجازه دادن به هیتلر برای شرکت در جنگ یک اشتباه اداری بود زیرا به عنوان یک شهروند اتریشی، او باید به اتریش بازمی‌گشت. او را به هنگ ۱۶ پیاده‌نظام ذخیره بایرن فرستادند و آنجا به عنوان دونده در جبهه غربی در فرانسه و بلژیک خدمت کرد. تقریباً نیمی از زمان حضورش در جنگ را در مقر هنگ در فورنس-ان-وپس که از خط مقدم فاصله زیادی داشت، سپری کرد. هیتلر در نبردهای ایبر، سُم، آراس و پساندل حاضر بود و در جریان نبرد سم زخمی شد. از او به خاطر شجاعت تقدیر شد و نشان درجه ۲ صلیب آهنین را به پاس خدماتش به وی اهدا کردند. بعدها در سال ۱۹۱۸، مطابق پیشنهاد هوگو گوتمان، مافوق یهودی هیتلر، به او نشان درجه یک صلیب آهنی نیز اهدا شد که اتفاق کم‌نظیری برای شخصی با درجه نظامی او بود. او همچنین در مه سال ۱۹۱۸ نشان زخم سیاه را نیز دریافت کرد.

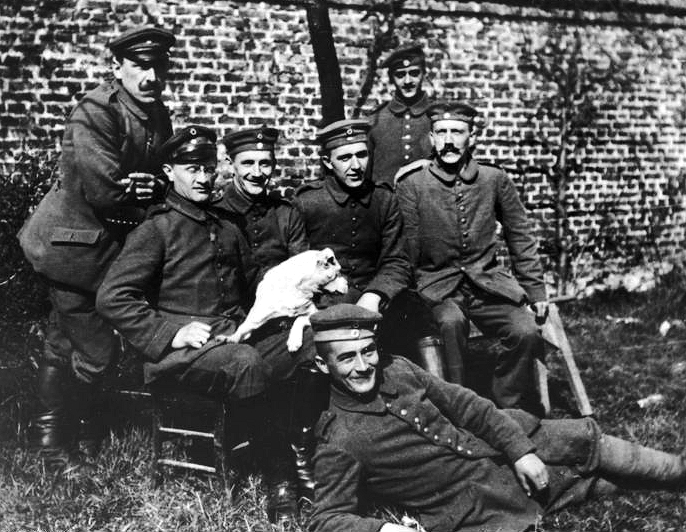
هیتلر (سمت راست، نشسته) و هم‌خدمتی‌هایش در جنگ جهانی اول

در زمان حضور در مقر هنگ، هیتلر هنر را فراموش نکرد. او برای یک روزنامه نظامی کاریکاتور و دستورالعمل‌ها را طراحی می‌کرد. در اکتبر سال ۱۹۱۶، از ناحیه ران پا در نتیجه یک انفجار زخمی شد. دو ماه آینده را در بیمارستانی در بیلتز سپری کرد و در ۵ مارس سال ۱۹۱۷ به محل خدمت خود بازگشت. ۱۵ اکتبر سال ۱۹۱۸، هیتلر در نتیجه یک حمله با گاز خردل به صورت موقتی بینایی خود را از دست داد و در بیمارستانی در پازواک بستری گردید. زمانی که در بیمارستان بود، خبر شکست آلمان را شنید و مطابق گفته خودش، با شنیدن این خبر مجدداً دومین دوره نابینایی را تجربه کرد.
هیتلر جنگ جهانی اول را به عنوان «بزرگ‌ترین در میان همه تجربه‌ها» توصیف کرد و توسط افسران مافوقش به خاطر شجاعت مورد تحسین واقع شد. حضور در جنگ حس میهن‌پرستی او را تقویت کرد و شکست و تحقیر آلمان باعث شوکه شدن او شد. ناراحتی که به دلیل شکست به او تحمیل شد، سرآغاز شکل گرفتن ایدئولوژی او گردید. مانند سایر میهن‌پرستان آلمانی، هیتلر به «از پشت خنجر خوردن» معتقد بود؛ به اینکه ارتش آلمان در «میدان نبرد جنگ را نباخت»، بلکه توسط غیرنظامی‌ها از «از پشت خنجر خورد.» او یهودیان، مارکسیست‌ها و کسانی که عهدنامه آتش‌بس را برای پایان دادن به جنگ امضا کردند (کسانی که بعدها به «مجرمان نوامبر» معروف شدند) را به خاطر شکست آلمان سرزنش می‌کرد.
پیمان ورسای آلمان را مجبور کرد که بخش بزرگی از قلمروی خود را به فاتحان واگذار کند و راینلاند را غیرنظامی‌سازی کند. این عهدنامه آلمان را در شرایط تحریم اقتصادی قرار داد و مجبور به پرداخت غرامت‌های سنگینی کرد. بسیاری از آلمانی‌ها این عهدنامه را ناعادلانه و تحقیرآمیز می‌دیدند؛ به خصوص به خاطر ماده ۲۳۱ که آلمان را مسئول آغاز جنگ اعلام کرده بود. پیمان ورسای و مشکلات اقتصادی، اجتماعی و سیاسی که پس از آن در آلمان ایجاد شد، بعدها به دستاویزی برای هیتلر جهت اهداف سیاسی خود تبدیل گشت.

## ورود به سیاست
بعد از پایان جنگ جهانی اول، هیتلر به مونیخ بازگشت. او که تحصیلات مرسوم را دارا نبود و چشم‌اندازی شغلی برای خود نمی‌دید، در ارتش ماند. در ژوئیه ۱۹۱۹، او به یک مأمور اطلاعاتی یکی از واحدهای شناسایی رایشسور تبدیل و وظیفه اثرگذاری بر دیگر سربازان و نفوذ در حزب کارگران آلمان به او محول شد. در یکی از میتینگ‌های حزب کارگران به تاریخ ۱۲ سپتامبر ۱۹۱۹، دبیرکل حزب آنتون درکسلر تحت‌تاثیر توانایی سخنوری هیتلر قرار گرفت. او یک نسخه از رساله خود به نام بیداری سیاسی من که شامل تفکرات ضدیهودی، ناسیونالیستی، ضدسرمایه‌داری و ضد مارکسیسم بود را به او داد. مطابق دستور مافوق‌هایش در ارتش، هیتلر خواستار عضویت در حزب شد و بعد از یک هفته، درخواستش را پذیرفتند و با شماره عضویت ۵۵۵ به آن حزب پیوست (هیتلر در واقع پنجاه و پنجمین عضو حزب کارگران آلمان بود، اما آن‌ها برای اینکه خود را حزب بزرگ‌تری بنمایانند، شمارش اعضا را از ۵۰۰ شروع کردند).

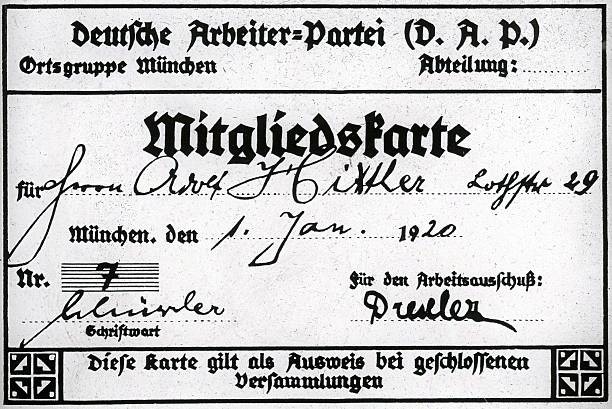
کارت عضویت هیتلر در حزب کارگران آلمان

در همین اوقات هیتلر قدیمی‌ترین نظر ثبت شده خود در ربط با یهودیان را ابراز کرد؛ او در نامه‌ای به تاریخ ۱۶ سپتامبر ۱۹۱۹ به آدولف گیملیخ دربارهٔ مسئله یهود نوشت و در آن نامه هیتلر گفت که هدف دولت باید «حذف همه یهودیان» باشد.
در حزب کارگران آلمان، هیتلر با دیتریش اکارت، یکی از مؤسسان حزب و اعضای جمعیت ثول، ملاقات کرد. اکارت به راهنمای هیتلر تبدیل شد و آن دو به رد و بدل کردن تفکرات خود پرداختند و اکارت هیتلر را با بخش‌های مختلف جامعه مونیخ آشنا کرد. حزب کارگران آلمان برای اینکه افراد بیشتری را جذب کند، نام خود را به حزب ناسیونال سوسیالیست کارگران آلمان (به صورت مخفف حزب نازی) تغییر داد. پرچم حزب توسط هیتلر طراحی شد: یک سواستیکا در یک دایره سفید، بر روی پس‌زمینه‌ای قرمز.
هیتلر در ۳۱ مارس ۱۹۲۰ از ارتش خارج شد و به صورت تمام وقت شروع به کار برای حزب نازی کرد. مقرهای حزب در مونیخ، از مراکز ناسیونالیسم ضد دولتی و طرفداری نابودی مارکسیسم و جمهوری وایمار، واقع بود. هیتلر در فوریه ۱۹۲۱—درحالی‌که همان زمان هم در اثرگذاری بر جمعیت مهارت داشت—برای ۶٬۰۰۰ نفر سخنرانی کرد. هیتلر به سرعت به خاطر سخنرانی‌های تندش علیه عهدنامه ورسای، سیاستمداران رقیب و مخصوصاً مارکسیست‌ها و یهودیان معروف شد.

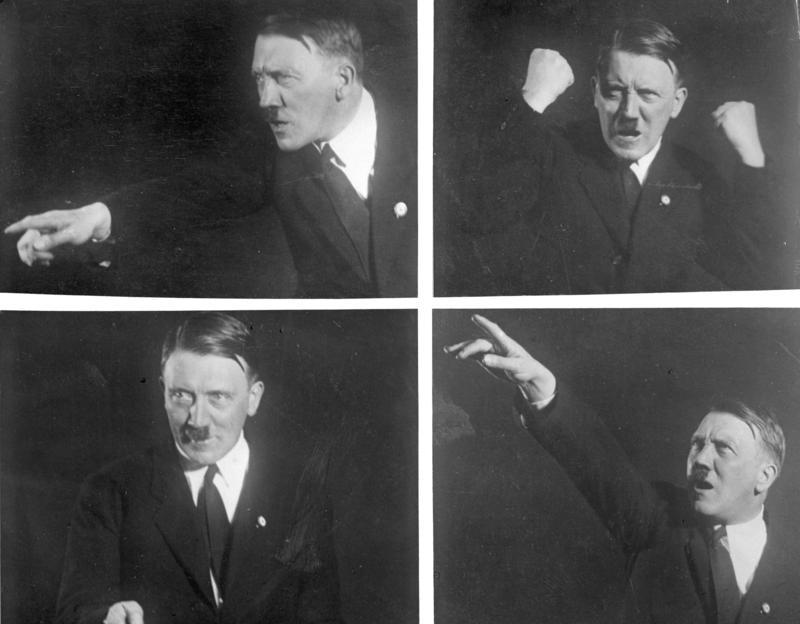
هیتلر در برابر دوربین، ۱۹۳۰

در ژوئن ۱۹۲۱، زمانی که هیتلر و اکارت برای جمع‌آوری کمک مالی به برلین سفر کرده بودند، در مونیخ حزب نازی شاهد درگیری‌هایی بود و اعضای کمیته اجرایی آن می‌خواستند حزب را با حزب سوسیالیست آلمان که رقیبشان بود، ادغام کنند. هیتلر در ۱۱ ژوئیه به مونیخ بازگشت و با عصبانیت استعفا داد. اعضای کمیته دریافتند که استعفای چهره عمومی اصلی و سخنگوی حزب، ممکن است به معنای پایانی برای حزبشان باشد. هیتلر اعلام کرد در صورتی که او به جای درکسلر دبیرکل حزب شود و مقرهای حزب در مونیخ بماند، حاضر است بازگردد. کمیته پذیرفت و آدولف در ۲۶ ژوئیه به عنوان عضو ۳٬۶۸۰ دوباره به حزب نازی پیوست. علی‌رغم این، هیتلر با مخالفت‌های در درون حزب نازی روبرو بود: رقبای او در رهبری هرمان اسر را از حزب بیرون کردند و ۳٬۰۰۰ جزوه که در آن هیتلر را «خائن به حزب» نامیده بودند، چاپ و پخش کردند اما او چنان از خود و اسر دفاع کرد که اعضا شروع به تشویقش کردند. استراتژی‌اش جواب داد و در کنگره ویژه حزب در ۲۹ ژوئیه، او با آرای ۵۳۳ به ۱ درکلسر را شکست داد و به دبیرکل حزب نازی تبدیل شد.
سخنرانی‌های تند و تیز هیتلر در آبجو فروشی‌ها باعث افزایش محبوبیتش شدند. به عنوان یک عوام‌فریب، او در سخنرانی‌هایش از مضامین پوپولیستی شامل چون بز طلیعه قربانی‌کردن کسانی که آن‌ها را باعث وضعیت سخت اقتصادی مخاطبانش می‌خواند، بهره می‌برد.هیتلر در زمان سخنرانی عمومی از جذابیت شخصی و درک وضعیت روانی جمعیت به سود خود استفاده می‌کرد. مورخان تأثیر هیپنوتیزم‌کننده بلاغت و لفاظی او بر جمعیت در زمان سخنرانی، و چشمانش بر جمعی کوچک را قابل توجه یافته‌اند. الگیس بودریس سر و صدا و رفتار جمعیت زمانی که هیتلر در یک گردهمایی به سال ۱۹۳۶ حاضر شد را به خاطر می‌آورد؛ برخی بر روی زمین افتادند و پیچ می‌خوردند و حتی قدرت نگهداری مدفوع خود را از دست داده بودند. آفونتس هِک، یکی از اعضای سابق جوانان هیتلری، نیز تجربه مشابهی داشته است:
غرور ناسیونالیستی دیوانه‌واری که چون هیستری بود در ما فوران کرد. در دقایق پایانی، ما از درون ریه‌هایمان، درحالی که اشک بر روی گونه‌هایمان جاری بود فریاد می‌کشیدیم: زیگ هایل، زیگ هایل، زیگ هایل! از آن لحظه به بعد، من با روح و تن خود به آدولف هیتلر تعلق داشتم.
نخستین پیروان او شامل رودلف هس، خلبان سابق نیروی هوایی هرمان گورینگ و افسر ارتش ارنست روم بودند. فرماندهی اس‌آ، ارگان نظامی‌نمای نازی‌ها که وظیفه نگهبانی از میتینگ‌های حزب و حمله به رقبای سیاسی را داشت، به روم سپرده شد. اوفبا فرنگوینگ، یک گروه از روس‌های سفید تبعیدی در مونیخ و از اولین ناسیونال سوسیالیست‌ها، هم تأثیر به‌سزایی بر تفکرات هیتلر داشتند. این گروه که توسط صنعت‌گران ثروتمند تغذیه مالی می‌شد، هیتلر را با نظریاتی چون یک «توطئه بزرگ یهودی» و ارتباط میان بلشویک‌ها و بازار بین‌المللی آشنا کرد. تا سال ۱۹۲۴، یهودیان در تصورات هیتلر با بلشویک‌ها مترادف پنداشته می‌شدند.
در ۲۴ فوریه، حزب ناسیونال سوسیالیست کارگران آلمان، به‌طور مخفف حزب نازی، یک برنامه ۲۵ بندی را منتشر کرد. این برنامه شامل تفکرات منسجمی نبود و در عوض، حاوی نظراتی چون التراناسیونالیسم، مخالفت با عهدنامه ورسای، بی‌اعتمادی به سرمایه‌داری و چندی از نظرات سوسیالیستی بود که در جنبش فلکیشی پان‌ژرمنیسم طرفداران زیادی داشتند. برای هیتلر، مهم‌ترین بخش آن تفکرات یهودستیزانه آن بود. او این برنامه را به عنوان ابزاری جهت کسب محبوبیت برای حزب در میان مردم می‌دید.

### کودتای مونیخ و زندان لاندسبرگ
در ۱۹۲۳، هیتلر ابراز آمادگی کرد تا به اریش لودندورف، از ژنرال‌های جنگ جهانی اول، در کودتایی که به «کودتای آبجو فروشی» معروف شد، کمک کند. حزب نازی آلمان از فاشیست‌های ایتالیایی به عنوان مدلی برای نمایش‌ها و سیاست‌های خود الگو می‌گرفت. هیتلر قصد داشت با برنامه‌ریزی کودتای خودش در باواریا و سپس به چالش طلبیدن دولت برلین، از رژه به سوی رم بنیتو موسولینی تقلید کند. هیتلر و لودندورف از گوستاو ریتر فن کار، کمیسر ایالتی و رهبر دوفاکتوی باواریا خواستند که از آن‌ها حمایت کند. اما کار، در کنار رئیس پلیس هانتس ریتر فون زایسر و ژنرال رایشسور اتو فون لاساو قصد داشتند یک دیکتاتوری ناسیونالیست بدون حضور هیتلر برپا کنند.

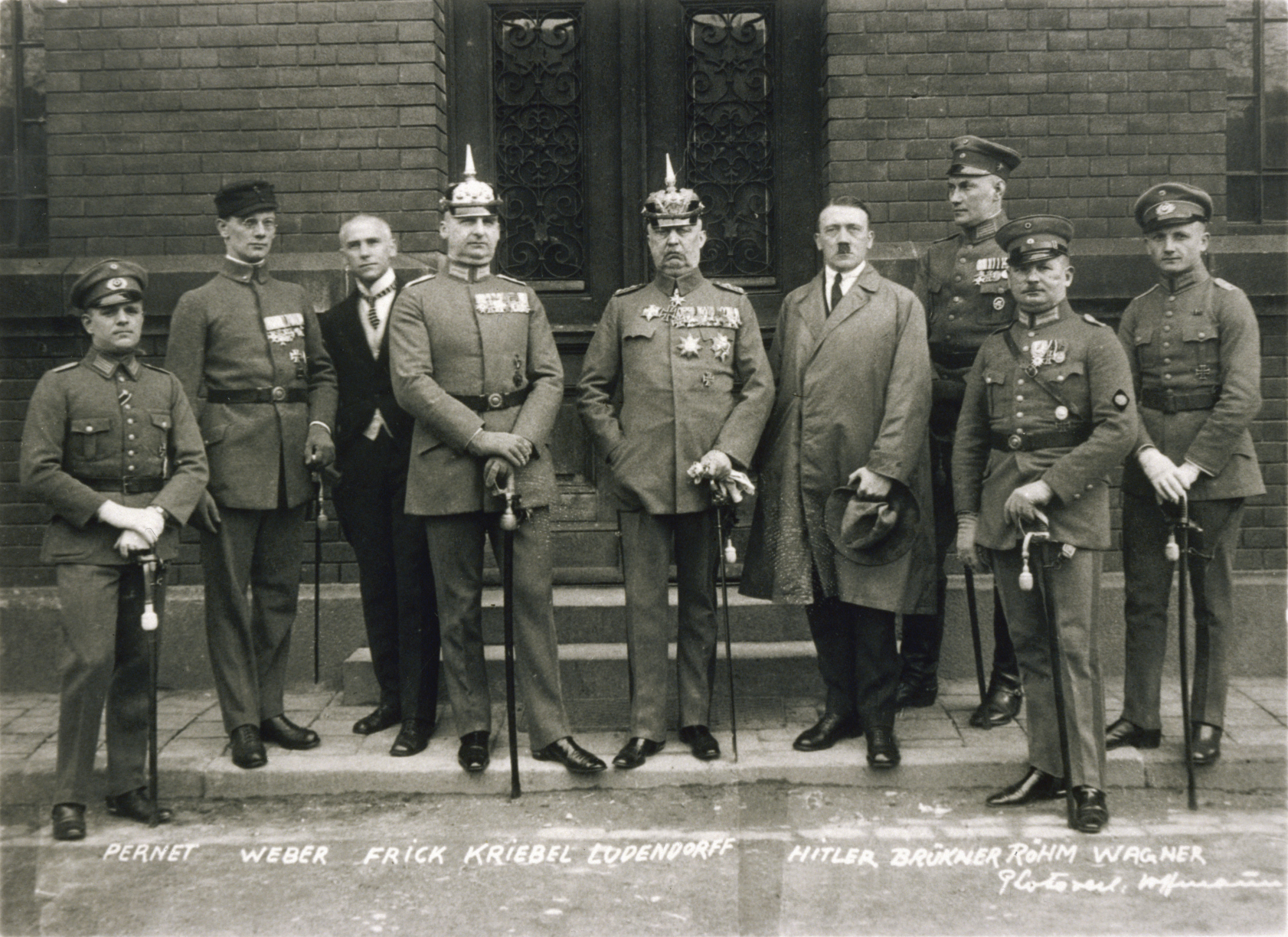
متهمان کودتای مونیخ

در ۸ نوامبر ۱۹۲۳، هیتلر و اس‌آ به یک میتینگ عمومی با حضور ۳٬۰۰۰ نفر که توسط گوستاو ریتر فن کار در یک آبجو فروشی در مونیخ برنامه‌ریزی شده بود، حمله کردند. هیتلر سخنرانی کار را مختل کرد و اعلام کرد که یک انقلاب ملی شروع شده است؛ او از تشکیل یک دولت ملی جدید توسط اریش لودندورف خبر داد. هیتلر به تهدید اسلحه از کار، زایسر و لاساو خواست که این موضوع حمایت کنند و آن‌ها نیز پذیرفتند. نیروهای هیتلر در ابتدا موفق شدند رایشسور محلی و مقرهای پلیس را اشغال کنند اما کار و همراهانش به سرعت حمایت خود را پس گرفتند. ارتش و پلیس ایالتی هم از او حمایت نکردند. روز بعد، هیتلر و افرادش به وزارت جنگ باواریا هجوم بردند تا دولت باواریا را برکنار کنند اما پلیس آن‌ها را متفرق کرد. ۱۶ نازی و ۴ افسر پلیس کشته شدند و کودتا شکست خورد.
هیتلر به خانه ارنست هانفستنگل فرار کرد و حتی گزارش شده است که به خودکشی فکر کرده است. زمانی که ۱۱ نوامبر ۱۹۲۳ به جرم خیانت دستگیرش کردند، افسرده اما آرام بود. محکمه او در دادگاه خلق در مونیخ به تاریخ فوریه ۱۹۲۴ آغاز شد و آلفرد روزنبرگ به صورت موقت رهبری حزب نازی را عهده‌دار شد. در اول آوریل، هیتلر به پنج سال زندان در زندان لاندسبرگ محکوم شد. نگهبانان در آن زندان با او رفتار دوستانه‌ای داشتند و به او اجازه داده شد از طرفدارانش نامه دریافت کند و با هم حزبی‌های خود دیدار داشته باشد. دادگاه عالی باوریا او را عفو کرد و علی‌رغم مخالفت‌های دادستان دولتی، در ۲۰ دسامبر ۱۹۲۴ آزاد شد. با محاسبه زمان بازداشت، او در مجموع اندکی بیش از یک سال را در زندان سپری کرد.
زمانی که در زندان لاندسبرگ بود، هیتلر بیشتر قسمت‌های جلد اول نبرد من (ابتدا قرار بود نامش چهار سال و نیم نبرد علیه دروغ‌ها، حماقت و بزدلی باشد) را ابتدا به امیل ماوریس و سپس به رودلف هس دیکته کرد. این کتاب که به دیتریش اکارت تقدیم شده بود، یک اتوبیوگرافی بود و تفکرات هیتلر و برنامه‌های او جهت تبدیل جامعه آلمان به یک جامعه مبتنی به نژاد را شرح می‌داد. هیتلر در طول این کتاب یهودیان را «میکروب‌ها» و «زندانیان بین‌المللی جامعه» توصیف می‌کند. بنا به تفکرات او، تنها راه حل نابودی آن‌ها بود. علی‌رغم اینکه او توضیح نمی‌دهد این نابودی چگونه قرار است اتفاق افتد، به گفته ایان کرشاو تمایل او به نسل‌کشی غیرقابل انکار است.
نبرد من که در دو جلد در سال‌های ۱۹۲۵ و ۱۹۲۶ منتشر شد، از ۱۹۲۵ تا ۱۹۳۲ فروشی معادل ۲۲۸٬۰۰۰ نسخه داشت. در ۱۹۳۳ که اولین سالی بود که هیتلر به صدارت رسید، ۱ میلیون نسخه دیگر از کتاب مذکور به فروش رسید.
اندکی قبل از اینکه عفو مشروط شامل حال هیتلر شود، دولت باواریا سعی کرد او را به اتریش دیپورت کند. صدر اعظم فدرال اتریش با استدلالی مبنی بر اینکه حضور هیتلر در ارتش آلمان باعث شده تابعیت اتریشی او بی‌اعتبار شود، درخواستشان را رد کرد. هیتلر در جواب به تاریخ ۷ آوریل ۱۹۲۵ از تابعیت اتریشی خود دست کشید.

### بازسازی حزب نازی
در زمان آزادی هیتلر از زندان، از دعواهای سیاسی کاسته شده بود و اقتصاد بهبود یافته بود، نتیجتاً برای ایجاد اعتراضات سیاسی، فرصت‌های محدودی در اختیار هیتلر قرار داشت. به دلیل کودتای مونیخ، در باواریا حزب نازی و سازمان‌های مرتبط به آن ممنوع‌الفعالیت شده بودند. هیتلر در ۴ ژانویه ۱۹۲۵ با رئیس‌الوزرای باواریا، هاینریش هیلد ملاقات کرد و پذیرفت که به حاکمیت ایالت احترام بگذارد و برای کسب افزایش قدرت خود تنها از شیوه‌های دموکراتیک استفاده کند. در نتیجه این ملاقات، ممنوعیت فعالیت سیاسی حزب به تاریخ ۱۶ فوریه همان سال برداشته شد؛ اما پس از اینکه آدولف هیتلر در ۲۷ فوریه یک سخنرانی تحریک‌آمیز انجام داد، مقامات باواریایی او را از هرگونه سخنرانی عمومی منع کردند. محدودیتی که تا ۱۹۲۷ برجا بود. هیتلر که با وجود محدودیت در پی دستیابی به جاه‌طلبی‌های سیاسی خود بود، گرگور اشتراسر، اتو اشتراسر و یوزف گوبلس را مأمور سازماندهی و گسترش حزب ناسیونال سوسیالیست کارگران آلمان در شمال آلمان کرد. گرگور اشتراسر مسیر سیاسی مستقل‌تری را در پیش گرفت و تأکید خود را بر عناصر سوسیالیستی برنامه حزب قرار داد.
بازار سهام ایالات متحده در ۲۴ اکتبر ۱۹۲۹ سقوط کرد. تأثیری که این اتفاق بر آلمان گذاشت ویرانگر بود: میلیون‌ها نفر از کار بیکار شدند و چند بانک بزرگ ورشکست شدند. هیتلر و حزب نازی بر آن شدند که از وضعیت اضطراری پیش آمده استفاده ببرند و حامیان حزب را افزایش دهند. آن‌ها وعده دادند که عهدنامه ورسای را باطل، اقتصاد را تقویت و برای بیکاران شغل ایجاد خواهند کرد.

## ترقی و به قدرت رسیدن
| انتخابات     | مجموع آرا  | % آرا | کرسی‌های رایشستاگ | نکات                                |
| ------------ | ---------- | ----- | ---------------- | ----------------------------------- |
| مه ۱۹۲۴      | ۱٬۹۱۸٬۳۰۰  | ۷     | ۳۲               | هیتلر در زندان                      |
| دسامبر ۱۹۲۴  | ۹۰۷٬۳۰۰    | ۳     | ۱۴               | هیتلر از زندان آزاد شده             |
| مه ۱۹۲۸      | ۸۱۰٬۱۰۰    | ۳     | ۱۲               |                                     |
| سپتامبر ۱۹۳۰ | ۶٬۴۰۹٬۶۰۰  | ۱۸    | ۱۰۷              | بعد از بحران اقتصادی                |
| ژوئیه ۱۹۳۲   | ۱۳٬۷۴۵٬۰۰۰ | ۳۷    | ۲۳۰              | هیتلر نامزد ریاست جمهوری بود        |
| نوامبر ۱۹۳۲  | ۱۱٬۷۳۷٬۰۰۰ | ۳۳    | ۱۹۶              |                                     |
| مارس ۱۹۳۳    | ۱۷٬۲۷۷٬۱۸۰ | ۴۴    | ۲۸۸              | تنها انتخابات نسبتاً آزاد دوره هیتلر |

### صدارت برونینگ
رکود بزرگ یک فرصت سیاسی برای هیتلر ایجاد کرد. آلمانی‌ها دربارهٔ جمهوری پارلمانی که با مخالفت‌هایی از سوی چپ و راست‌گرایان افراطی روبرو بود، هم‌صدا نبودند. احزاب میانه‌رو نمی‌توانستند مانع موج روزافزون افراط‌گرایی شوند و رفراندوم ۱۹۲۹ آلمان به محبوبیت بیشتر نازیسم یاری رساند. در نتیجه انتخابات سپتامبر ۱۹۳۰، ائتلاف بزرگ موجود از بین رفت و کابینه‌ای تشکیل شد که در اقلیت قرار داشت و نتیجتاً، صدر اعظم آلمان و رهبر حزب مرکز، هاینریش برونینگ، مجبور بود با فرمان‌های اعلام وضعیت اضطراری توسط رئیس‌جمهوری پاول فن هیندنبورگ کشور را اداره کند. از این زمان، حکومت با فرمان‌های ریاست جمهوری به موضوعی عادی تبدیل شد و راه را برای یک حکومت اقتدارگرا هموار کرد. در همین انتخابات، حزب نازی از یک حزب در حاشیه با صعودی چشم‌گیر و کسب ۱۰۷ کرسی (۱۸٫۳٪ آرا) به دومین حزب بزرگ رایشستاگ تبدیل شد.

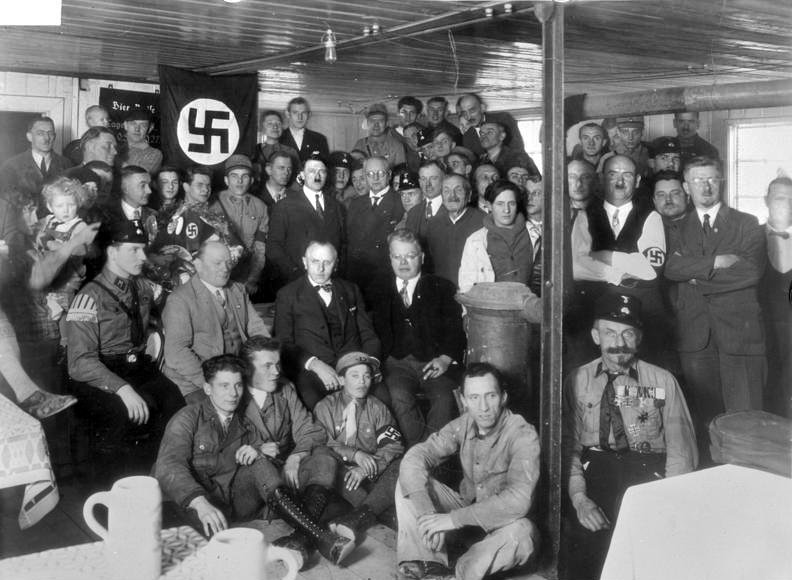
هیتلر و سافر شوارز، حسابدار حزب نازی، در مونیخ

در اواخر ۱۹۳۰، هیتلر حضوری پررنگ در محاکمه دو افسر رایشسور، ریکارد شرینگر و هانتس لودین، ایفا کرد. هر دوی آن‌ها متهم به عضویت در حزب نازی که در آن زمان عضویتش برای پرسنل رایشسور ممنوع بود، بودند. مدعی‌العموم بر آن بود که حزب نازی یک حزب افراطی است که منجر به آن شد هانتس فرانک، وکیل، هیتلر را برای شهادت به دادگاه بخواند. در ۲۵ سپتامبر ۱۹۳۰، هیتلر در محکمه حاضر شد و شهادت داد که حزب او تنها از طرق انتخابات برای کسب قدرت تلاش خواهد کرد؛ این برای او طرفداران زیادی در بین افسران جمع کرد.
سیاست‌های ریاضت اقتصادیِ برونینگ باعث نشد وضعیت اقتصاد آلمان چندان بهتر شود و به شدت هم نامحبوب بودند. هیتلر از این فرصت استفاده کرد و شعارهای سیاسی خود را بر افرادی که تورم دهه ۱۹۲۰ و رکود بر زندگی آن‌ها تأثیر گذاشته بود، نظیر کشاورزان، کهنه‌سربازان و طبقه متوسط، متمرکز ساخت.
علی‌رغم اینکه در ۱۹۲۵ از تابعیت اتریشی خود صرف‌نظر کرده بود، او برای حدود ۷ سال بود که هنوز تابعیت آلمانی نگرفته بود. در نتیجه او تابعیت هیچ دولتی را نداشت، نمی‌توانست برای یک منصب دولتی کاندید شود و در خطر دیپورت‌شدن بود. در ۲۵ فوریه ۱۹۳۲، وزیر داخله ایالت برانزویک، دیتریش کلاگس که خود از اعضای حزب نازی بود، هیتلر را به عنوان مدیر هیئت نمایندگان برانزویک در رایشسرات منصوب کرد و بدین ترتیب او به شهروند برانزویک و نتیجتاً آلمان تبدیل شد.
هیتلر در انتخابات ریاست جمهوری ۱۹۳۲ شرکت و با هیندنبورگ رقابت کرد. سخنرانی او در برابر کلوب صنعتی دوسلدورف به تاریخ ۲۷ ژانویه ۱۹۳۲ باعث شد خیلی از قدرتمندترین صنعتگران آلمان از او طرفداری کنند. هیندنبورگ حمایت بسیاری از احزاب ناسیونالیست، سلطنت‌طلب، کاتولیک، جمهوری‌خواه و چندی از سوسیال دموکرات‌ها را داشت. «هیتلر بر فراز آلمان» شعار انتخاباتی هیتلر بود که به جاه‌طلبی‌های سیاسی او و استفاده از هواپیما برای تبلیغات اشاره می‌کرد. او یکی از اولین سیاستمدارانی بود که از هواپیما چنین استفاده می‌کرد و این استفاده به واقع اثرگذار بود. او در هر دو دور انتخابات دوم شد و در انتخابات نهایی ۳۵٪ آرا را کسب کرد. علی‌رغم شکستش در برابر هیندنبورگ، هیتلر با این انتخابات به نیرویی قدرتمند در سیاست آلمان تبدیل شد.

### انتخاب به صدارت
نبود یک دولت مؤثر سبب شد دو سیاستمدار پرنفوذ، فرانتس فون پاپن و آلفرد هوگنبرگ، به همراه چند صنعت‌گر و تاجر دیگر نامه‌ای به فن هیندنبورگ بنویسند. امضاکنندگان این نامه به او توصیه کردند که آدولف هیتلر را به عنوان رئیس دولتی مستقل از احزاب پارلمان به صدارت منصوب کند. اتفاقی که از نظر آن‌ها می‌توانست باعث «رضایت میلیون‌ها نفر» شود.

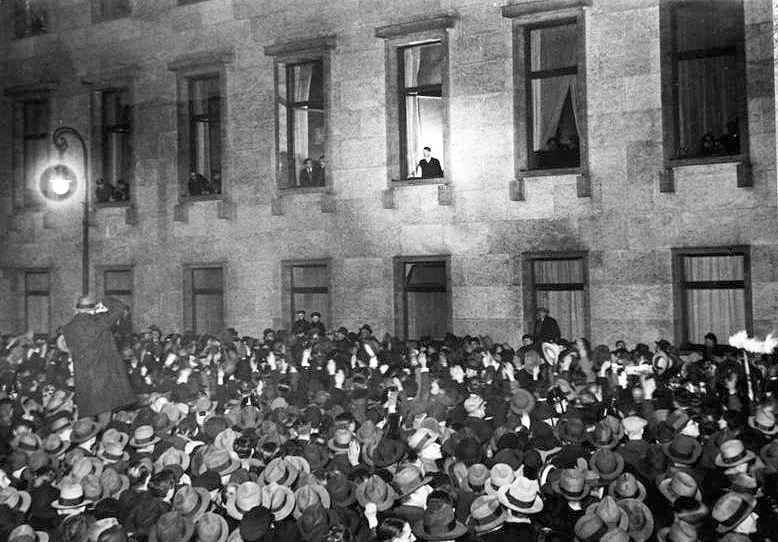
هیتلر از پنجره ساختمان صدارت عظمای رایش دیده می‌شود. تصویر متعلق به نخستین روز صدارت اوست.

پاول فن هیندنبورگ، با اکراه و پس از اینکه دو انتخابات مجلس دیگر در ژوئیه و نوامبر ۱۹۳۲ نتایجی به همراه نداشت که منجر شود یک حزب اکثریت را تصاحب کند و دولت تشکیل دهد، پذیرفت آدولف هیتلر را به صدارت بردارد. هیتلر دولتی ائتلافی از احزاب ناسیونال سوسیالیست کارگران آلمان (حزب نازی، حزبی که بیشترین کرسی را در رایشستاگ داشت) و خلق ملی آلمان تشکیل داد. در ۳۰ ژانویه ۱۹۳۳، کابینه جدید در یک مراسم مختصر در دفتر هیندنبورگ ادای سوگند کرد. سه منصب به حزب نازی رسید: صدارت اعظم (در اختیار آدولف هیتلر)، وزارت داخله (در اختیار ویلهلم فریک) و وزارت داخله پروس (در اختیار هرمان گورینگ). هیتلر پست‌های وزارت را به عنوان راهی جهت برقراری سلطه خود بر پلیس در بیشتر بخش‌های آلمان، می‌دید.

### آتش‌سوزی رایشستاگ و انتخابات مارس
به عنوان صدر اعظم آلمان، هیتلر تلاش خود را به کار بست تا مانع آن شود رقبای حزب نازی بتوانند اکثریت لازم برای تشکیل دولت را به دست آورند. به دلیل بن‌بست سیاسی، او مجدداً از هیندنبورگ تقاضا کرد که رایشستاگ را منحل اعلام کند و نتیجتاً، مقرر شد انتخابات جدید در اوایل مارس برگزار شود. در ۲۷ فوریه ۱۹۳۳، ساختمان رایشستاگ به آتش کشیده شد. گورینگ آن را یک توطئه از جانب کمونیست‌ها دانست زیرا کمونیست هلندی مارینوس فان در لوبه را در شرایطی در ساختمانِ در حال سوختن پارلمان پیدا کردند که او را در مظان اتهام قرار می‌داد. بنا به کرشاو، تقریباً همه مورخان اتفاق نظر دارند که در لوب واقعاً کسی بود که آتش‌سوزی را ایجاد کرد. در مقابل، افرادی چون شایرر و آلان بولاک معتقدند که خود حزب نازی در پشت پرده این اتفاق قرار داشت. بنا به پیشنهاد هیتلر، هیندنبورگ فرمان آتش رایشستاگ را در ۲۸ فوریه صادر کرد که برخی از حقوق اولیه را به تعلیق درآورد و محکوم‌کردن بدون برگزاری دادگاه را ممکن می‌کرد. این فرمان‌بر اساس بند ۴۸ قانون اساسی وایمار که به رئیس‌جمهوری اجازه می‌داد جهت حفاظت از امنیت و نظم عمومی تصمیمات اضطراری بگیرد، صادر شد. فعالان حزب کمونیست آلمان (KPD) سرکوب و ۴٬۰۰۰ نفر از اعضای حزب بازداشت شدند.
علاوه بر کمپین‌های سیاسی، حزب نازی در روزهای قبل از انتخابات به گروه‌های نظامی‌نما و پروپاگاندای ضد کمونیستی هم متوسل می‌شد. در روز انتخاب، ۶ مارس ۱۹۳۳، سهم نازی‌ها از آرا به ۴۳٫۹٪ افزایش پیدا کرد و توانستند بیشترین کرسی‌ها را تصاحب کنند اما از اکثریت بازماندند؛ نتیجتاً، ائتلاف مجدد با حزب خلق ملی آلمان برای تشکیل دولت ضروری بود.

### روز پوتسدام و قانون تفویض اختیارات
در ۲۱ مارس ۱۹۳۳، رایشستاگ جدید با یک مراسم افتتاحیه در کلیسای گارنیسون پوتسدام تشکیل شد. این مراسم «روز پوتسدام» از آن جهت برگزار شد تا اتحاد مابین جنبش نازی و طبقه اشرافی و نظامی کهن پروس را نشان دهد. هیتلر در آن مراسم ژاکتی بر تن داشت و متواضعانه با فن هیندنبورگ خوش و بش کرد.

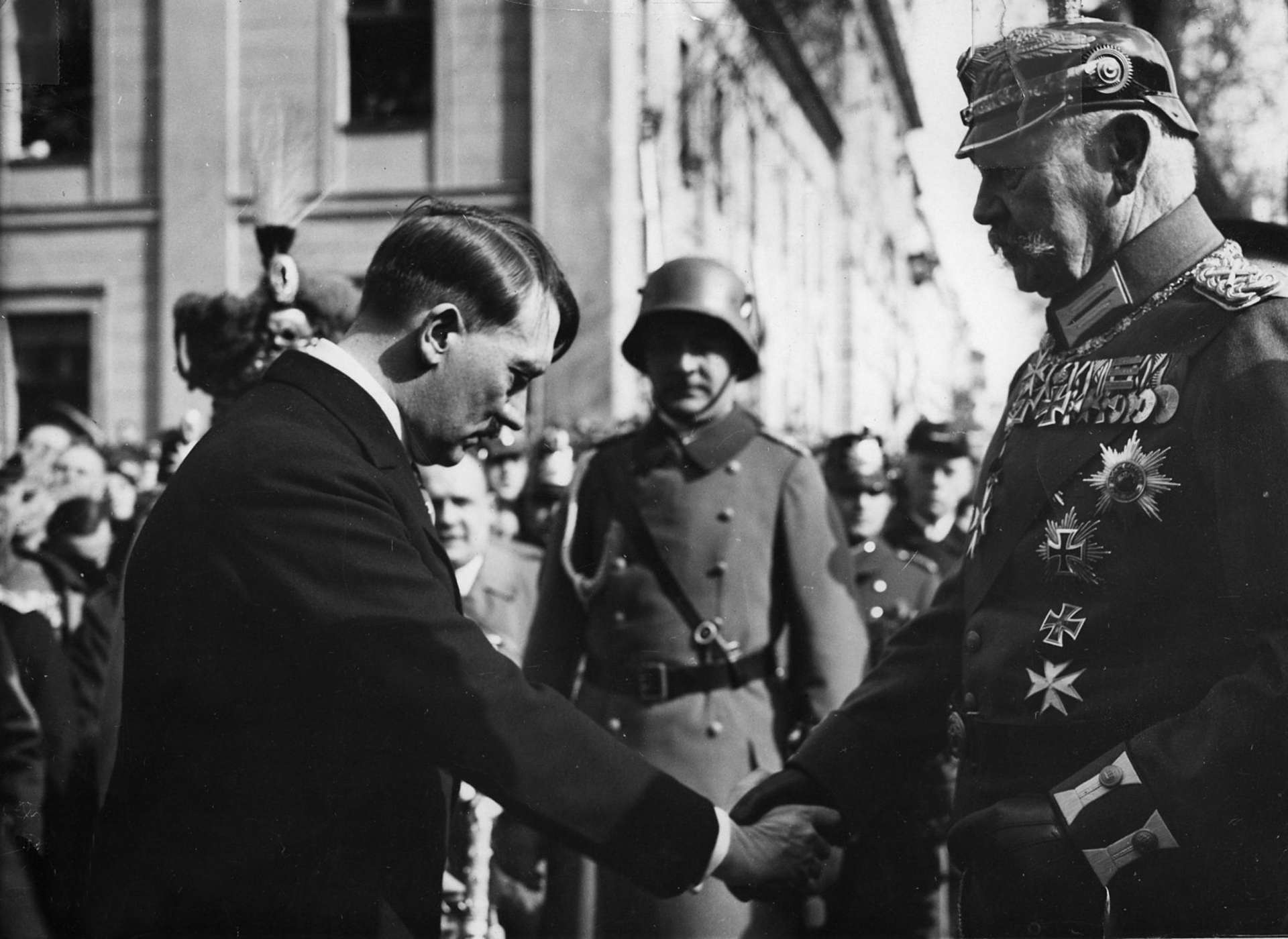
هیتلر و هیندنبورگ در روز پوتسدام، ۲۱ مارس ۱۹۳۳

از آنجا که هیتلر اکثریت را در رایشستاگ در اختیار نداشت اما به دنبال برقراری کنترل کامل سیاسی خود بود، لایحه تفویض اختیارات را مجلس برد تا نمایندگان تازه انتخاب شده دربارهٔ آن تصمیم بگیرند. این لایحه—با نام رسمی راه‌حل رفع پریشانی مردم و رایش— به کابینه هیتلر آن قدرتی را می‌داد که قوانین جدید را بدون مشورت با رایشستاگ در چهار سال آینده به جریان اندازند. آن قوانین (به غیر از استثناهایی خاص) می‌توانستند قانون اساسی را هم زیر سؤال ببرند. از آنجا که لایحه تفویض اختیارات قانون اساسی آلمان را تحت تأثیر قرار می‌داد، برای تصویب آن لازم بود دو سوم نمایندگان به آن رای موافق دهند. از آنجا که در حالت عادی امکان این موضوع نبود، نازی‌ها با استفاده از فرمان آتش رایشستاگ هر ۸۱ نماینده کمونیست مجلس را بازداشت کرده و مانع از رای دادن چند نماینده سوسیال دموکرات شدند.
در ۲۳ مارس ۱۹۳۳، رایشستاگ در سالن اپرای کرول تشکیل جلسه داد. مأموران اس‌آ در داخل نگهبانی می‌دادند، حال آنکه گروه‌های بزرگ مخالف لایحه پیشنهادی بیرون از ساختمان شعار داده و نمایندگانی که وارد سالن کرول می‌شدند را تهدید می‌کردند. موضع حزب مرکز، سومین حزب بزرگ رایشستاگ، تعیین‌کننده بود. بعد از آنکه هیتلر به صورت شفاهی به رهبر حزب مرکز لودویگ کاس قول داد که حق وتو برای هیندنبورگ محفوظ می‌ماند، کاس اعلام کرد که حزب مرکز از این لایحه پشتیبانی می‌کند. لایحه مذکور در نهایت با ۴۴۱ رای موافق و ۸۴ رای مخالف تصویب شد و همه احزاب غیر از سوسیال دموکرات‌ها به آن رای موافق دادند. قانون تفویض اختیارات، به همراه فرمان آتش رایشستاگ، دولت هیتلر را به صورت دوفاکتو به یک دیکتاتوری قانونی تبدیل کردند.

### دیکتاتوری
ضمن در نظر گرفتن ریسک احمق به نظر رسیدن، به تو می‌گویم که جنبش ناسیونال سوسیالیسم هزار سال پابرجا خواهد بود!... فراموش نکن ۱۵ سال پیش زمانی که اعلام کردم روزی بر آلمان حکومت خواهم کرد مردم چطور به من می‌خندیدند. آن‌ها امروز هم وقتی می‌گویم در قدرت خواهم ماند همان‌طور احمقانه می‌خندند.— آدولف هیتلر به یک خبرنگار بریتانیایی در برلین، ژوئن ۱۹۳۴
پس از برقراری سلطه خود بر مجلس و بخش‌های اجرایی دولت، هیتلر و متحدانش شروع به سرکوب مخالفان باقی‌مانده کردند. حزب سوسیال دموکرات ممنوع‌الکار اعلام و اموالش مصادره شد. زمانی که نمایندگان بسیاری از اتحادیه‌های تجاری برای فعالیت‌های روز مه (جشنی در روز اول ماه مه) در برلین بودند، نیروهای اس‌آ در سراسر آلمان به دفاتر آن‌ها حمله بردند و آن‌ها را ویران کردند. در روز دوم مه ۱۹۳۳، همه اتحادیه‌های تجاری ممنوع اعلام و رهبرانشان بازداشت شدند و حتی برخی را به اردوگاه‌های کار اجباری فرستادند. جبهه کارگری آلمان به عنوان یک سازمان کل شکل داده شد تا نماینده همه کارگران، مدیران و صاحبان شرکت‌ها باشد و مفهوم ناسیونال سوسیالیسم در روح «فلکس‌گماین‌شافت» (جامعه خلق) هیتلر حلول کند.

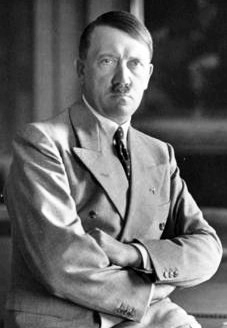
در ۱۹۳۴، هیتلر با عنوان «پیشوا و صدر اعظم رایش» به رئیس کشور آلمان تبدیل شد.

تا آخر ژوئن، دیگر احزاب هم مورد ارعاب قرار گرفتند تا خود را منحل اعلام کنند. نازی‌ها حتی برای حزب خلق ملی آلمان که با آن‌ها ائتلاف تشکیل داده بودند هم استثنا قائل نشدند؛ با کمک اس‌آ، هیتلر هگنبرگ، رهبر حزب، را در ۲۹ ژوئن مجبور کرد استعفا دهد. در ۱۴ ژوئیه ۱۹۳۳، حزب ناسیونال سوسیالیست کارگران آلمان (حزب نازی) به عنوان تنها حزب قانونی کشور اعلام شد. چون اس‌آ طالب قدرت سیاسی و نظامی بیشتر بود، رهبران نظامی، صنعتی و سیاسی آلمان دچار نگران‌هایی شدند. در جواب، هیتلر همه رهبران اس‌آ را در تسویه سیاسی موسوم به شب دشنه‌های بلند در بین روزهای ۳۰ ژوئن تا ۲ ژوئیه ۱۹۳۴ از بین برد. ارنست روم و دیگران سران اس‌آ، در کنار شماری دیگر از دشمنان سیاسی هیتلر نظیر گرگور اشتراسر و کورت فن اشلایشر محاصره، بازداشت و کشته شدند. اگرچه جامعه جهانی و برخی از آلمانی‌ها از این قتل‌ها در شوک فرورفتند، در آلمان بسیاری بر آن بودند که هیتلر درحال برقراری مجدد نظم و قانون است.
فن هیندنبورگ در ۲ اوت ۱۹۳۴ درگذشت. یک روز قبل، کابینه «قانون مربوط به بالاترین مقام دولتی رایش» را به جریان انداخته بود. بنا به این قانون، بعد از مرگ هیندنبورگ مقام ریاست جمهوری ملغی و اختیارات رئیس‌جمهوری به صدر اعظم اعطا می‌شود. نتیجتاً، هیتلر ضمن حفظ سمت به عنوان رئیس دولت، به رئیس کشور آلمان هم تبدیل شد. او را رسماً «پیشوا و صدر اعظم» نامیدند که البته بعداً عبارت صدر اعظم را حذف کردند. با همه این‌ها، هیتلر آخرین راه قانونی که می‌توانست برای برکناری‌اش استفاده شود را از بین برد.
به عنوان رئیس کشور، هیتلر به فرمانده کل قوا تبدیل شد. بلافاصله بعد از مرگ هیندنبورگ، بنا به پیشنهاد فرمانده رایشسور، سوگند وفاداری مرسوم نیروهای مسلح نه به شخص دارای جایگاه فرماندهی کل قوا (مقامی که بعداً نامش را به فرمانده عالی تغییر دادند)، بلکه به شخص هیتلر و با ذکر نام او ادا شد. در ۱۹ اوت، ادغام دو منصب ریاست جمهوری و صدارت عظمی در یک همه‌پرسی و با ۸۹٫۹۳ درصد رای موافق تأیید شد.

نشان شخصی هیتلر

در اوایل ۱۹۳۸، هیتلر در جریان ماجرای بلومبرگ–فریچ نیروهای مسلح رایش را تابع خود کرد. او وزیر جنگ، فیلد مارشال ورنر فن بلومبرگ، را با تهدید به افشای سابقه تن‌فروشی همسر جدیدش مجبور به استعفا کرد. کلنل-ژنرال ورنر فن فریچ، فرمانده ارتش، نیز بعد از اینکه اس‌اس اتهامی مبنی بر روابط همجنسگرایانه او جعل کرد، از جایگاه خود خلع شد. هر دوی آن‌ها به این جهت که به خواسته هیتلر مبنی بر آماده کردن ورماخت برای جنگ تا ۱۹۳۸ اعتراض کرده بودند، مغضوب او شدند. آدولف هیتلر مقام بلومبرگ، فرماندهی کل قوا، را برای خود برداشت و نتیجتاً، کنترل نیروهای مسلح را شخصاً در دست گرفت. وزارت جنگ هم ملغی شد و جایش را به فرماندهی عالی ورماخت داد که ریاست آن به ژنرال ویلهلم کایتل سپرده شد. در همان روز، ۱۶ ژنرال خلع شدند و حکم به انتقال ۴۴ نفر دیگر داده شد؛ همه آن‌ها در مظان اتهام بودند که میل و اشتیاق کافی به نازیسم ندارند. تا اوایل فوریه ۱۹۳۸، دوازده ژنرال دیگر هم برکنار شدند.
هیتلر بسیار مراقب بود به دیکتاتوری خود رنگ و بوی قانونی بدهد. بسیاری از فرمان‌های او برپایه فرمان آتش رایشستاگ و بند ۴۸ از قانون اساسی وایمار صادر می‌شدند. رایشستاگ قانون تفویض اختیارات دو مرتبه دیگر و هر بار برای یک دوره ۴ ساله تمدید کرد. علی‌رغم اینکه هنوز انتخابات جهت گزینش نمایندگان رایشستاگ برگزار می‌شد (در ۱۹۳۳، ۱۹۳۶ و ۱۹۳۸)، اما رای‌دهندگان هر بار با از فهرستی از نازی‌ها یا «مهمانان» طرفدار نازی‌ها روبرو می‌شدند که همیشه بیش از ۹۰٪ آرا را مال خود می‌کردند. این انتخابات‌ها در فضایی مخفیانه انجام نمی‌شدند، بلکه نازی‌ها همه کسانی را که رای نمی‌دادند یا به خود جرئت رای مخالف به صندوق انداختن می‌دادند را به انتقام سخت تهدید می‌کردند.

## آلمان نازی

### اقتصاد و فرهنگ
در اگوست ۱۹۳۴، هیتلر رئیس رایشسبانک یالمار شاخت را به وزارت اقتصاد منصوب کرد و سال بعد او را نماینده تام‌الاختیار اقتصاد جنگ کرد تا اقتصاد آلمان را برای جنگ آماده سازد. هزینه‌ها جهت برنامه‌های بازسازی و تجدید تسلیحاتی مجدد از طریق چک‌های میفو، چاپ پول و تصاحب دارایی افرادی نظیر یهودیان که آن‌ها را «دشمن دولت» لقب می‌دادند، فراهم می‌شد. میزان بیکاری از ۶ میلیون نفر در ۱۹۳۲ به ۱ میلیون نفر در ۱۹۳۶ کاهش پیدا کرد. هیتلر یکی از بزرگ‌ترین طرح‌های توسعه زیرساختی در تاریخ آلمان را اجرا کرد که نتیجه آن ساخت سدها، بزرگراه‌ها، راه‌های ریلی و سایر سازه‌های شهری بود. حقوق‌ها در میانه و اواخر دهه ۱۹۳۰ نسبت به زمان جمهوری وایمار اندکی کم‌تر بود، درحالی که هزینه زندگی ۲۵٪ افزایش پیدا کرده بود. ساعات کار هفتگی در جریان انتقال به اقتصاد جنگی افزایش پیدا کرد و در ۱۹۳۹، یک فرد آلمانی به‌طور معمول ۴۷ تا ۵۰ ساعت در هفته کار می‌کرد.

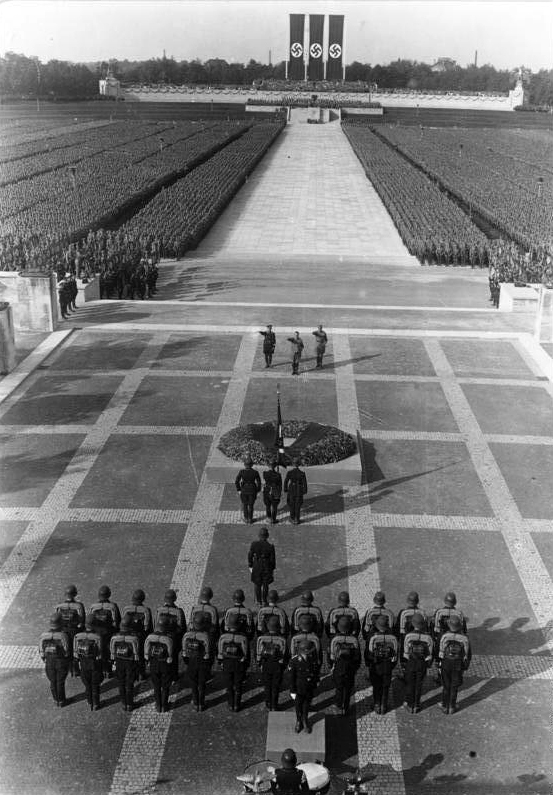
مراسم ادای احترام به مردگان (Totenehrung) در محل کنگره حزب رایش، نورنبرگ، سپتامبر ۱۹۳۴

دولت هیتلر معماری را در مقیاس عظیمی مورد حمایت قرار داد. آلبرت اشپر که در تفسیر کلاسیک‌گرای هیتلر از فرهنگ آلمانی نقش مهمی داشت، به ریاست برنامه ساخت و سازی که قرار بود در برلین انجام شود، منصوب شد. علی‌رغم تهدید چندی از کشورها به تحریم، آلمان از بازی‌های المپیک ۱۹۳۶ میزبانی کرد. هم در بازی‌های المپیک زمستانی ۱۹۳۶ در گارمیش-پارتنکیرشن و هم در بازی‌های المپیک تابستانی ۱۹۳۶ برلین، هیتلر شخصاً مسابقات را افتتاح و در مراسم‌هایی که برگزار شد هم شرکت کرد.

### تسلیح مجدد و سیاست خارجی
هیتلر در ملاقات ۳ فوریه ۱۹۳۳ با رهبران نظامی آلمان، هدف نهایی سیاست خارجی خود را «فتح فضای حیاتی در شرق و آلمانی‌سازی بی‌رحمانه آن» اعلام کرد. ماه مارس، برنهارت فون بولو، از دبیران وزارت امورخارجه، بیانیه‌ای صادر کرد که شامل اهداف مهم سیاست خارجی آلمان بود: انضمام اتریش به آلمان، برقراری مرزهای پیش از جنگ جهانی اول، رد محدودیت‌های نظامی پیمان ورسای، بازگشت مستعمرات پیشین آلمان در آفریقا و برقراری حوزه نفوذ آلمان در اروپای شرقی. هیتلر اهداف اعلام شده توسط فون بولو را بیش از حد معتدل می‌دانست. او در سخنرانی‌هایش در این دوره، بر صلح‌آمیز بودن سیاست‌هایش و تمایل او بر همکاری در چارچوب توافق‌های بین‌المللی تأکید می‌کرد. در نخستین نشست کابینه در سال ۱۹۳۳، هیتلر هزینه‌های نظامی را نسبت به مخارج مربوط به کاهش بیکاری در اولویت قرار داد.
آلمان ماه اکتبر سال ۱۹۳۳ از جامعه ملل و کنفرانس جهانی خلع سلاح خارج شد. ماه ژانویه ۱۹۳۵، بیش از ۹۰٪ مردم منطقه زارلاند که توسط جامعه ملل اداره می‌شد، رای به پیوستن به آلمان دادند. ماه مارس همان سال، هیتلر اعلام کرد نیروهای ورماخت به ۶۰۰٬۰۰۰ نفر، شش برابر محدودیت پیمان ورسای، افزایش خواهد یافت، نیروی هوایی (لوفت‌وافه) تأسیس خواهد شد و شمار قوای نیروی دریایی (کریگسمارینه) بیشتر رشد خواهد نمود. بریتانیا، فرانسه، ایتالیا و جامعه ملل نقض پیمان توسط آلمان را محکوم کردند اما به هیچ اقدامی جهت متوقف کردن آن متوسل نشدند. به عقیده ایان کرشاو، رهبران نظامی آلمان در این زمان در جهت گسترش هر چه سریع‌تر ورماخت تحت فشار هیتلر عمل نمی‌کردند بلکه رویکرد مستقل خود را داشتند. روز ۱۸ ژوئن، توافق‌نامه دریایی بریتانیا و آلمان به امضا رسید که مطابق آن آلمان اجازه یافت تناژ نیرویی دریایی خود را به ۳۵ درصد نیروی دریایی بریتانیا، برساند. هیتلر که امضای این توافق‌نامه را آغازی بر اتحاد مورد پیش‌بینی او بین آلمان و بریتانیا می‌دانست، آن روز «شادترین روز زندگی» خود خواند. در ارتباط با این توافق‌نامه با فرانسه و ایتالیا مشورت نشد و جامعه ملل نادیده گرفته شد؛ نتیجتاً پیمان ورسای در مسیر بی‌اهمیت شدن قرار گرفت.

هیتلر در کنار بنیتو موسولینی

آلمان ماه مارس ۱۹۳۶، ضمن نقض پیمان ورسای، منطقه غیرنظامی راینلند را باز تصرف کرد. هیتلر پس از دریافت درخواست مستقیم مکتوب کمک در ماه ژوئیه سال ۱۹۳۶ از سوی فرانسیسکو فرانکو، رهبر ملی‌گرایان اسپانیایی، با کسب اطلاعات کامل از شرایط، با احساس خطر از قدرت گرفتن بلشویسم و با در نظر گرفتن ملاحظات راهبردی از جمله منافع اقتصادی آلمان، برخلاف موسولینی که راضی شدنش یک هفته به طول انجامید، پس از تنها چند ساعت مذاکره، برخلاف توصیه وزارت خارجه که دخالت این کشور را پر خطر و این درگیری را «یک باتلاق نظامی» می‌دانست، پذیرفت کمک‌های تسلیحاتی و نیروهای نظامی آلمان از جمله هواگردهای لوفت‌وافه را در پشتیبانی از فرانکو وارد جنگ داخلی اسپانیا کند. هیتلر تصور می‌کرد «اگر اسپانیا کمونیست بشود فرانسه نیز با شرایطی که دارد، در پی آن بلشویزه خواهد شد»؛ آنگاه با افتادن در محاصره دولت‌های قدرتمند کمونیستی در شرق و غرب «کار آلمان تمام است» و اگر شوروی به آن حمله کند کاری از دست آلمان برنخواهد آمد.
ماه اوت سال ۱۹۳۶، در پی افزایش بحران اقتصادی که به دلیل تلاش‌ها جهت تجدید تسلیحاتی ایجاد شده بود، هیتلر به هرمان گورینگ دستور داد «برنامه چهار ساله» را به اجرا درآورد تا آلمان در طی چهار سال آینده برای جنگ آماده شود. مطابق پیش‌بینی این برنامه، یک جنگ تمام‌عیار میان بلشویسم یهودی و ناسیونال سوسیالیسم آلمانی قریب‌الوقوع بود که از نظر هیتلر، به تعهد کامل به تلاش‌ها جهت تجدید تسلیحاتی، صرف نظر از بهای اقتصادی آن، داشت.
به‌طور همزمان، هیتلر به تلاش‌های خود جهت شکل‌دادن به اتحاد میان آلمان و بریتانیا ادامه داد. ماهیت ضد بلشویکی حاکمیت موسولینی در ایتالیا، در چشم هیتلر موجب تقویت منافع دیپلماتیک روابط نزدیک با آن می‌شد. هیتلر در این زمان ایتالیا را در کنار آلمان، تنها کشور اروپایی می‌دید که قدر به ایستادگی محکم در برابر بلشویسم است و از طرفی هیچ تضاد منافعی با آلمان ندارد. او در دیدار با گالئاتسو چانو، وزیر خارجه ایتالیا، ایجاد یک جبهه ضد بلشویکی مشترک را بازدارنده در برابر دشمنان دانست. بدین شکل، چانو روز ۲۵ اکتبر ۱۹۳۶ اتحاد آلمان و ایتالیا را اعلام کرد. روز ۲۵ نوامبر، آلمان پیمان ضد کمینترن را با امپراتوری ژاپن به امضا رساند. بریتانیا، چین، ایتالیا و لهستان هم به امضای این عهدنامه دعوت شدند اما تنها ایتالیا سال ۱۹۳۷ به آن پیوست. هیتلر دیگر از شکل‌دادن اتحادی با بریتانیا صرف نظر کرده بود و «بی‌کفایتی» رهبران بریتانیا را سبب آن می‌دانست. او عصبانی بود که بریتانیا در موضوعاتی دخالت می‌کند که «در حوزه آلمانی» قرار دارند. در ملاقاتی در دفتر صدارت عظمای رایش با رهبران نظامی و وزرای امور خارجه، هیتلر یک مرتبه دیگر از هدف خود برای به دست آوردن فضای حیاتی برای مردم آلمان سخن به میان آورد. او دستور داد مقدمات جنگی در شرق فراهم شود که بتوان حداقل در ۱۹۳۸ و حداکثر در ۱۹۴۳ آن را آغاز کرد. قرار بود در صورت مرگ هیتلر، صورتجلسه آن ملاقات که یادداشت هوسباخ نام نهادندش، وصیت‌نامه سیاسی او به حساب آید. هیتلر احساس می‌کرد که افت شدید سطح رفاه در آلمان در نتیجه بحران اقتصادی، تنها می‌تواند از طریق یک حمله نظامی جهت تسخیر اتریش و چکسلواکی برطرف شود. او در نظر داشت پیش از این که بریتانیا و فرانسه در مسابقه تسلیحاتی به صورت دائمی پیش افتند، به یک اقدام سریع متوسل شود. در اوایل ۱۹۳۸، در آغاز ماجرای بلومبرگ–فریچ، هیتلر نویرات را از وزارت خارجه مرخص کرد و خودش را هم به وزارت جنگ منصوب کرد؛ نتیجتاً کنترل سیاست خارجی و نظامی را در دست و از همان تاریخ سیاستی خارجی که هدف نهایی‌اش جنگ بود، در پیش گرفت.

### پیروزی‌های دیپلماتیک

#### اتحاد با ژاپن

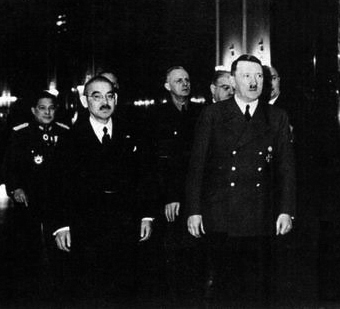
هیتلر و وزیر خارجه ژاپن ماتسواوکا یوسوکه در برلین، مارس ۱۹۴۱. یواخیم فون ریبنتروپ هم در تصویر حضور دارد.

در فوریه ۱۹۳۸، پس از توصیه وزیر خارجه تازه منصوب شده یواخیم فون ریبنتروپ که قویا به امپراتوری ژاپن تمایل داشت، هیتلر به اتحاد چین و آلمان که میان آلمان نازی و جمهوری چین منعقد شده بود پایان داد تا در عوض با امپراتوری ژاپن که قدرتمندتر و مدرن‌تر بود، وارد اتحاد جدیدی شود. در نتیجه این اتحاد، هیتلر مانچوکوئو و اشغال منچوری توسط ژاپن را به رسمیت شناخت و همچنین از ادعای آلمان بر مستعمرات سابق خود در اقیانوس آرام که در این زمان تحت کنترل ژاپن بودند، صرف نظر کرد. او دستور داد فروش سلاح به چین متوقف شود و همه افسران آلمانی که با ارتش چین همکاری می‌کردند را فراخواند. برای تلافی این عمل آلمانی‌ها، ژنرال چیانگ کای‌شک همه توافق‌های اقتصادی میان چین و آلمان را کنسل کرد و نتیجتاً، آلمان از بسیاری از مواد اولیه چینی محروم شد.

#### اتریش و چکسلواکی
هیتلر اتحاد با اتریش را سنگ زیربنای سیاست خارجی خود می‌دید. در ۱۲ مارس ۱۹۳۸، آنشلوس، انضمام اتریش به آلمان، توسط او اعلام شد.
پس از آن، توجه خود را به آلمانی‌تبارهای سودتنلند، منطقه مرزی چکسلواکی با آلمان، معطوف ساخت. روزهای ۲۸ و ۲۹ ماه مارس همان سال، او چند ملاقات محرمانه در برلین با کنراد هنلاین، از اعضای بزرگ‌ترین حزب آلمانی سودتنلند که حزب آلمانی سودتن نام داشت، ترتیب داد. در این ملاقات‌ها، آن دو به توافق رسیدند که هنلاین از دولت چکسلواکی برای مناطق آلمانی سودتنلند خودمختاری بیشتری طلب کند، نتیجتاً بهانه‌ای برای آلمان فراهم آید تا علیه چکسلواکی به اقدام نظامی متوسل شود. ماه آوریل ۱۹۳۸، هنلاین به وزیر امورخارجه مجارستان گفت «مهم نیست دولت چک چه پیشنهادی بدهد، او (هیتلر) همیشه درخواست‌های بزرگ‌تری طلب می‌کند … او می‌خواست هر تفاهمی را به هر طریقی خراب کند زیرا این تنها راهِ سریع برای عصبانی کردن چکسلواکی بود.» هیتلر شخصاً موضوع سودتنلند را مسئله مهمی به حساب نمی‌آورد؛ هدف اصلی او راه‌اندازی جنگی جهت فتح چکسلواکی بود.
ماه آوریل هیتلر به فرماندهی عالی ورماخت دستور داد برای مورد سبز آماده شود؛ مورد سبز اسم رمز حمله به چکسلواکی بود. پنجم سپتامبر، رئیس‌جمهوری چکسلواکی ادوارد بنش در نتیجه فشارهای دیپلماتیک فرانسه و بریتانیا از «طرح چهارم» رونمایی کرد که هدف آن سازماندهی قانونی مجدد کشورش بود. در طرح چهارم با بیشتر مطالبه‌های هنلاین جهت خودمختاری سودتنلند موافقت شده بود. واکنش حزب هنلاین به پیشنهاد بنش آغاز درگیری‌های خشونت‌آمیز با پلیس چکسلواکی بود که در نتیجه آن در بخشی از مناطق سودتنلند حکومت نظامی اعلام شد.

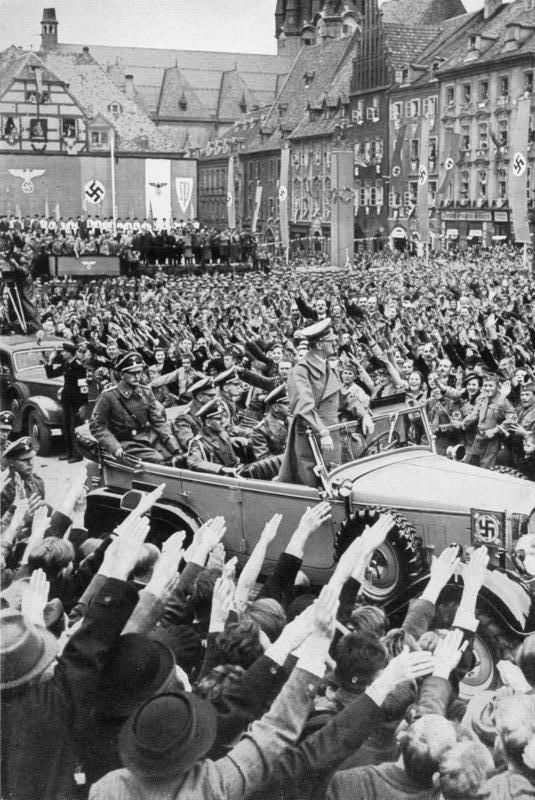
هیتلر در بین جمعیت در خپ، سودتنلند، اکتبر ۱۹۳۸

آلمان به واردات نفت وابسته بود؛ اختلاف با بریتانیا بر سر چکسلواکی می‌توانست منجر به اختلال در روند نفت‌رسانی به آلمان شود. این هیتلر را مجبور کرد مورد سبز را که برای ۱ اکتبر ۱۹۳۸ طرح‌ریزی شده بود، متوقف سازد. روز ۲۹ سپتامبر، هیتلر، نویل چمبرلین، ادوار دالادیه و بنیتو موسولینی در کنفرانسی یک روزه در مونیخ که منجر به توافقنامه مونیخ شد، شرکت کردند. پیامد این توافقنامه، انضمام سودتنلند به آلمان بود.
چمبرلین از نتیجه کنفرانس مونیخ راضی بود و آن را «صلح برای زمانه‌مان» نامید اما هیتلر به خاطر از دست رفتن فرصت جنگ در ۱۹۳۸، عصبانی بود؛ او نارضایتی خود را در یک سخنرانی در زاربروکن در روز ۹ اکتبر ابراز کرد. در نظر هیتلر، این صلح که با میانجی‌گری بریتانیا حاصل شد، اگرچه منافع ظاهری آلمان را تأمین می‌کرد اما یک شکست سیاسی بود زیرا او قصد داشت با محدود کردن قدرت بریتانیا، راه را برای توسعه آلمان به سمت شرقی هموار کند. مجله تایم هیتلر را به دلیل این کنفرانس به عنوان شخص سال ۱۹۳۸ انتخاب کرد.
اواخر ۱۹۳۸ و اوایل ۱۹۳۹، ادامه بحران اقتصادی که از تسلیح مجدد ناشی می‌شد، هیتلر را وادار کرد که بودجه دفاعی را به صورت قابل ملاحظه‌ای کاهش دهد. در سخنرانی «صادر کن یا بمیر» در روز ۳۰ ژانویه ۱۹۳۹، هیتلر خواستار توسعه اقتصادی جهت افزایش ذخیره ارزی آلمان شد تا هزینه مورد نیاز جهت خرید مواد اولیه با کیفیت برای ساخت سلاح را تأمین کند.
روز ۱۴ مارس ۱۹۳۹، اسلواکی اعلام استقلال و آلمان این کشور را تحت‌الحمایه کرد. روز بعد، ضمن نقض توافق مونیخ و شاید در نتیجه عمیق‌تر شدن بحران اقتصادی، هیتلر به ورماخت دستور داد به چک حمله کند. هیتلر در قلعه پراگ آن سرزمین را تحت‌الحمایه آلمان اعلام کرد.

## جنگ جهانی دوم

### آغاز جنگ
هیتلر در مکالمات خصوصی در ۱۹۳۹ بریتانیا را دشمنی که شکست دادنش هدف اصلی است اعلام کرد و محو لهستان را برای دستیابی به این هدف ضروری دانست. اهداف هیتلر خوشایند بیشتر رهبران ارشد نیروهای مسلح بود. جناح شرقی بدین طریق امن و زمین‌های کافی به فضای حیاتی آلمان اضافه می‌شد. هیتلر که از «ضمانت استقلال لهستان» توسط بریتانیا در ۳۱ مارس ۱۹۳۹ احساس مورد توهین واقع‌شدن می‌کرد، گفت «آن‌ها را مانند نوشیدنی شیطان دم خواهم کرد.» در یک سخنرانی در ویلهمسهافن به مناسب به آب انداختن نبردناو تیرپیتس، هیتلر تهدید کرد که اگر بریتانیا دست از حمایت از استقلال لهستان که آن را سیاستی جهت محاصره آلمان به حساب می‌آورد، برندارد، توافق‌نامه دریایی بریتانیا و آلمان را باطل خواهد کرد. نقشه آن بود که لهستان یا به دولت تابع آلمان تبدیل شود یا نابود شود تا شرق رایش امن شده و احتمال تحریم آلمان توسط بریتانیا از بین برود. هیتلر در ابتدا روش نخست را دوست می‌داشت اما بعد از رد شدن آن توسط دولت لهستان، تصمیم به حمله به این کشور گرفت و آن را به هدف اصلی سیاست خارجی سال ۱۹۳۹ کرد. روز ۳ آوریل، هیتلر به قوای مسلح دستور داد برای مورد سفید، طرح تهاجم به لهستان در ۲۵ اوت، آماده شوند. در یک سخنرانی در رایشس‌تاگ در ۲۸ آوریل، او توافق‌نامه دریایی با بریتانیا و پیمان عدم تعرض با لهستان را باطل اعلام کرد. مورخانی نظیر ویلیام کار، گرهارد واینبرگ و ایان کرشاو دلیل عجله هیتلر در این مورد را ترس او از مرگ زودهنگام خود دانسته‌اند. گفته شده است هیتلر بر آن بود که باید قبل از اینکه خیلی مسن شود، آلمان را در طول جنگ رهبری کند چرا که جانشینانش ممکن است اراده محکم او را نداشته باشند.
هیتلر بیمناک بود که تهاجم نظامی به لهستان ممکن است منجر به یک جنگ زودهنگام با بریتانیا شود. یواخیم فن ریبنتروپ، وزیر خارجه و سفیر سابق آلمان در لندن، به او اطمینان داد که نه بریتانیا و نه فرانسه قصدی جهت عمل به تعهداتشان با لهستان ندارند. نتیجتاً، هیتلر در ۲۲ اوت ۱۹۳۹ دستور بسیج نیروها علیه لهستان را صادر کرد.
نقشه حمایت ضمنی شوروی را نیاز داشت و معاهده عدم تعرض مولوتوف–ریبنتروپ میان اتحاد شوروی و آلمان شامل یک توافق سری جهت تقسیم لهستان میان دو کشور بود. برخلاف پیشگویی ریبنتروپ مبنی بر اینکه بریتانیا روابط خود با لهستانی‌ها را قطع خواهد کرد، آن‌ها در ۲۵ اوت ۱۹۳۹ با لهستان یک پیمان اتحاد نظامی به امضا رساندند. این، در کنار خبری از ایتالیا مبنی بر اینکه موسولینی به اتحاد فولاد عمل نخواهد کرد، باعث شد هیتلر برنامه حمله را از ۲۵ اوت به ۱ سپتامبر، هفت روز، به تأخیر اندازد. هیتلر در ۲۵ اوت تلاش کرد با پیشنهاد پیمان عدم تعرض به بریتانیا، آن‌ها را به کشوری بی‌طرف تبدیل کند اما ناموفق ماند؛ او سپس ریبنتروپ را بر آن داشت که پیشنهاد صلحی لحظه آخری ارائه کند تا تقصیر آغاز جنگِ قریب‌الوقوع را به گردن بریتانیا و لهستان اندازد.

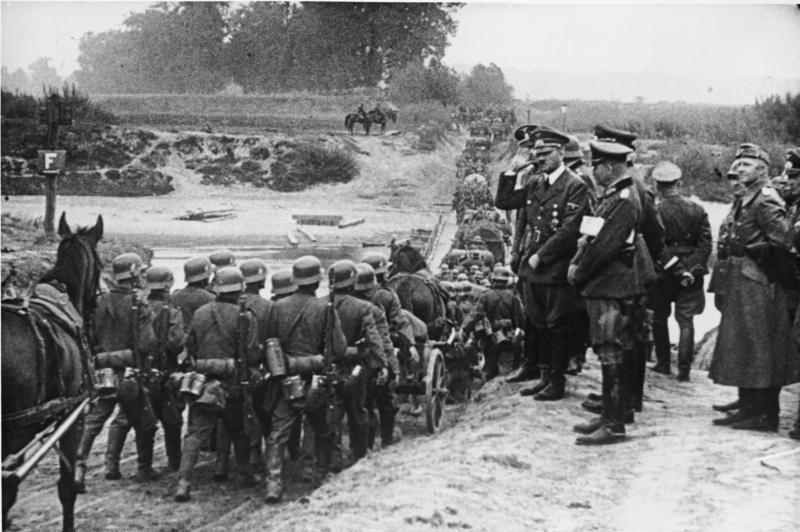
سان‌دیدن هیتلر از نیروهای آلمان در زمان حمله به لهستان (سپتامبر ۱۹۳۹)

در اول سپتامبر ۱۹۳۹، آلمان به بهانه مخالفت لهستان با بازگشت شهر آزاد دانتسیگ به آلمان و ممانعت از دسترسی آلمان به جاده‌های کریدور لهستان که آلمان بعد از عهدنامه ورسای آن را از دست داده بود، به غرب لهستان حمله کرد. در جواب، بریتانیا و فرانسه به تاریخ ۳ سپتامبر به آلمان اعلان جنگ دادند؛ این هیتلر را متعجب کرد و باعث شد او با عصبانیت از ریبنتروپ سؤال کند «حالا چی؟» علی‌رغم این، فرانسه و بریتانیا به محض اعلان جنگ دست به اقدامی نزدند و نیروهای شوروی روز هفدهم سپتامبر به شرق لهستان یورش بردند.
بعد از سقوط لهستان نوبت جنگ تصنعی، نامی که خبرنگاران در آن زمان به آن دادند، بود. هیتلر دو گاولایتر شمال غرب لهستان، آلبرت فورستر در رایشگاو دانتسیگ-وست پروس و آرتور گرایزر در رایشگاو وارتلند، دستور داد منطقه تحت کنترل خود را آلمانی‌سازی کنند، بدون هیچ شفافیتی مبنی اینکه این دستور چگونه به انجام برسد. در منطقه فورستر، جمعیت لهستانی فقط باید فرمی را امضا می‌کردند که بر اساس آن، آن‌ها دارای خون آلمانی هستند. در مقابل، گرایزر با هیملر موافق بود و به پاکسازی قومی لهستانی‌ها متوسل شد. گرایزر اندکی بعد انتقاد کرد که فورستر اجازه داده است هزاران لهستانی به عنوان «آلمانی‌نژاد» پذیرفته شوند و این «خلوص نژادی» آلمانی‌ها را در معرض خطر قرار داده است. هیتلر در موضوع دخالت نکرد. عدم ورود او این مسئله باعث شد بعداً تئوری «عمل به سمت پیشوا» را مطرح کنند که بر مبنای آن، هیتلر دستور مبهم صادر می‌کرد و انتظار داشت دست نشاندگانش به شیوه خودشان آن را به سرانجام برسانند.
اختلاف دیگری هم که به وجود آمد و آن بین یک گروه به نمایندگی هاینریش هیملر و گرایزر که موافق پاکسازی قومی لهستانی‌ها بودند و گروهی دیگر به نمایندگی گورینگ و هانتس فرانک (فرماندار لهستان اشغالی) که طرفدار تبدیل لهستان به «انبار غله» رایش بودند، بود. در نهایت، به تاریخ ۱۲ فوریه ۱۹۴۰ موضوع به نفع گروه گورینگ–فرانک خاتمه یافت و به اخراج دسته‌جمعی که از نظر اقتصادی مشکل‌ساز بود، پایان داد. در ۱۵ مه ۱۹۴۰، هیملر تفهیم‌نامه‌ای با عنوان «تفکراتی اندر رفتار با جمعیت بیگانه شرق» صادر کرد که در آن به بیرون راندن همه جمعیت یهودی اروپا به آفریقا و تبدیل جمعیت لهستانی به «طبقه‌ای کارگر و بدون رهبر» پرداخته بود. هیتلر، ضمن چشم‌پوشی از گورینگ و فرانک، نظرات هیملر را «خوب و صحیح» دانست و سیاست هیملر–گرایزر را در لهستان اجرا کرد.

بازدید هیتلر از پاریس. آلبرت اشپر (چپ) و آرنو برکر (راست) هم در تصویر حضور دارند. ۲۳ ژوئن ۱۹۴۰

در ۹ آوریل، نیروهای آلمان به دانمارک و نروژ حمله کردند. در همان روز هیتلر ظهور رایش بزرگ ژرمنی، چشم‌اندازی که در آن ملل ژرمن‌تبار اروپا شامل هلندی‌ها، فلاندری‌ها و اسکاندیناویایی‌ها تحت رهبری آلمانی‌ها یک امپراتوری با «نژادی خالص» را ساخته‌اند، را اعلام کرد. در مه ۱۹۴۰، آلمان به فرانسه حمله و لوگزامبورگ، هلند و بلژیک را هم فتح کرد. این فتوحات موسولینی را در ۱۰ ژوئن بر آن داشت که با هیتلر متحد شود. در ۲۲ ژوئن، آلمان و فرانسه پیمانی جهت ترک مخاصمه به امضا رساندند. بنا به کرشاو، محبوبیت هیتلر در آلمان—و حمایت‌ها از جنگ—بعد از بازگشت او از پاریس به برلین در ۶ ژوئیه به اوج خود رسید. بعد از پیروزی‌های غیرقابل انتظار و تند و تیز، هیتلر ۱۲ ژنرال را به درجه فیلد مارشال ترفیع داد.
بریتانیا که مجبور شده بود نیروهای مسلح خود را از فرانسه خارج کند، به همراه دیگر ممالک مشترک‌المنافع به جنگیدن در نبرد آتلانتیک ادامه داد. بعد از اینکه نخست‌وزیر جدید بریتانیا، وینستون چرچیل، پیشنهاد صلح را رد کرد، هیتلر دستورهایی مبنی بر حمله به پایگاه‌های نیروی هوایی بریتانیا و ایستگاه‌های راداری جنوب شرق انگلیس صادر کرد. در ۷ سپتامبر، حملات هوایی نظام‌مند شبانه به لندن آغاز شد. لوفت‌وافه اما موفق نشد نیروی هوایی بریتانیا را در نبردی که به نبرد بریتانیا معروف شد، شکست دهد. تا پایان سپتامبر، هیتلر بدان نتیجه رسید که برتری هوایی جهت حمله به بریتانیا قابل کسب نیست و نتیجتاً، دستور به تأخیر عملیات شیر دریایی داد. حملات هوایی شبانه به شهرهای بریتانیا، از جمله لندن، پلیموث و کاونتری تشدید شد و تا ماه‌ها ادامه پیدا کرد.
در ۲۷ سپتامبر ۱۹۴۰، پیمان سه‌جانبه در برلین میان سابورو کوروسو از امپراتوری ژاپن، هیتلر و وزیر خارجه ایتالیا چیانو به امضا رسید و بعداً گسترش پیدا کرد تا مجارستان، رومانی و بلغارستان را هم شامل شود؛ نتیجتاً، نیروهای محور شکل گرفتند. تلاش هیتلر جهت قانع‌کردن شوروی جهت پیوستن به جناح ضد بریتانیایی بعد از مذاکرات بی‌نتیجه ماه نوامبر میان هیتلر و مولوتوف در برلین، با شکست مواجه شد؛ پس آن، او دستور داد آماده‌سازی‌های لازم جهت حمله به شوروی انجام شود.
اوایل سال ۱۹۴۱، قوای مسلح آلمان به شمال آفریقا و بالکان اعزام شدند. ماه فوریه، به لیبی رسیدند تا حضور ایتالیا در آن منطقه را تقویت کنند. ماه آوریل، هیتلر دستور داد به یوگسلاوی حمله شود و اندکی بعد هم حمله به یونان انجام شد. در مه، نیروهای آلمان به عراق اعزام شدند تا از شورشی‌های عراقی علیه بریتانیا حمایت و به کرت حمله کنند.

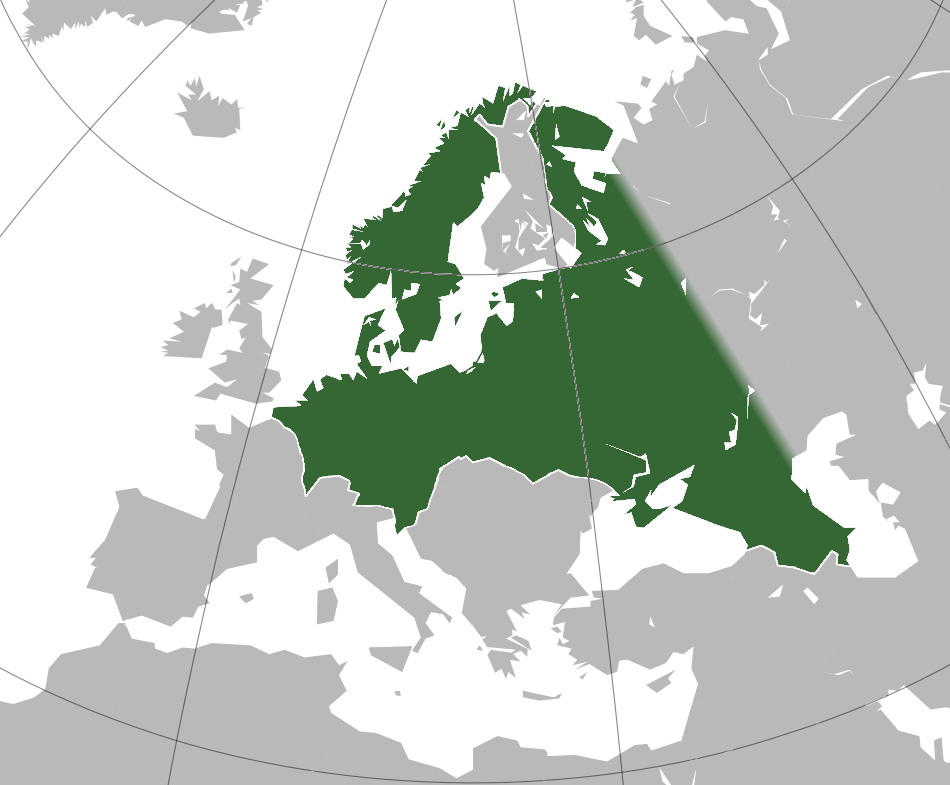
مرزهای پیش‌بینی‌شده برای رایش بزرگ ژرمنی

### جنگ با شوروی
روز ۲۲ ژوئن سال ۱۹۴۱، با نقض پیمان مولوتوف–ریبنتروپ، بیش از ۳ میلیون نفر از سربازان نیروهای محور به شوروی حمله کردند. این تهاجم با اسم رمز عملیات بارباروسا با هدف نابودی اتحاد جماهیر شوروی و تسخیر منابع طبیعی آن برای حملات بعدی علیه قدرت‌های غربی انجام پذیرفت. موفقیت‌های هفته‌های اولیه نه‌تنها انتطارات هیتلر را اقناع کرد بلکه فرا تر از آن‌ها بود. واکنش امپراتوری ژاپن و ایالات متحده نیز با میل هیتلر مطابقت داشت. بدین شکل، روز ۱۴ ژوئیه به دستور هیتلر تمرکز تسلیحاتی آلمان از نیروی زمینی به نیروی هوایی و ناوگان زیردریایی‌ها تغییر یافت. هیتلر سه ماه آغازین عملیات ولفس‌شانتسه، قرارگاه نظامی خود در پروس شرقی را ترک نکرد. برای او هدایت کارزار علیه شوروی اولویت بالاتری نسبت به اداره امور دولت پیدا کرده بود. در جریان حمله به شوروی مناطق وسیعی شامل منطقه بالتیک، بلاروس و اوکراین به تصرف مهاجمان درآمد. تا اوایل ماه اوت، نیروهای محور ۵۰۰ کیلومتر پیشروی کرده و در نبرد اسمولنسک پیروز شدند. هیتلر به گروه ارتش مرکز دستور داد موقتاً پیشروی به سمت مسکو را متوقف کرده و نیروهای زرهی خود را به محاصره لنینگراد و کی‌یف معطوف کند. این توقف به ارتش سرخ فرصت داد تا نیروهای تازه‌نفس ذخیره خود را بسیج کند. این اقدام را یکی از مهم‌ترین عوامل شکست طرح تهاجم به مسکو که ماه اکتبر ۱۹۴۱ آغاز و ماه دسامبر همان سال به‌طور فاجعه‌باری به پایان رسید، دانسته‌اند. پس از این شکست، هیتلر فرماندهی عالی نیروی زمینی آلمان را شخصاً بر عهده گرفت.
روز ۷ دسامبر تهاجم امپراتوری ژاپن به پایگاه دریایی ایالات متحده در پرل هاربر به وقوع پیوست. چهار روز بعد هیتلر نیز در جانب متحد خود به ایالات متحده اعلان جنگ داد. روز ۱۸ دسامبر ۱۹۴۱ هاینریش هیملر از هیتلر پرسید «با یهودیان روسیه چه کنیم؟» که هیتلر به او پاسخ داد «به عنوان پارتیزان نابودشان کنید.» به گفته مورخ اسرائیلی یهودا بائر این نزدیک‌ترین چیز به یک دستور مستقیم از طرف هیتلر برای نسل‌کشی یهودیان در جریان هولوکاست است که تاریخ‌دانان در دست دارند.

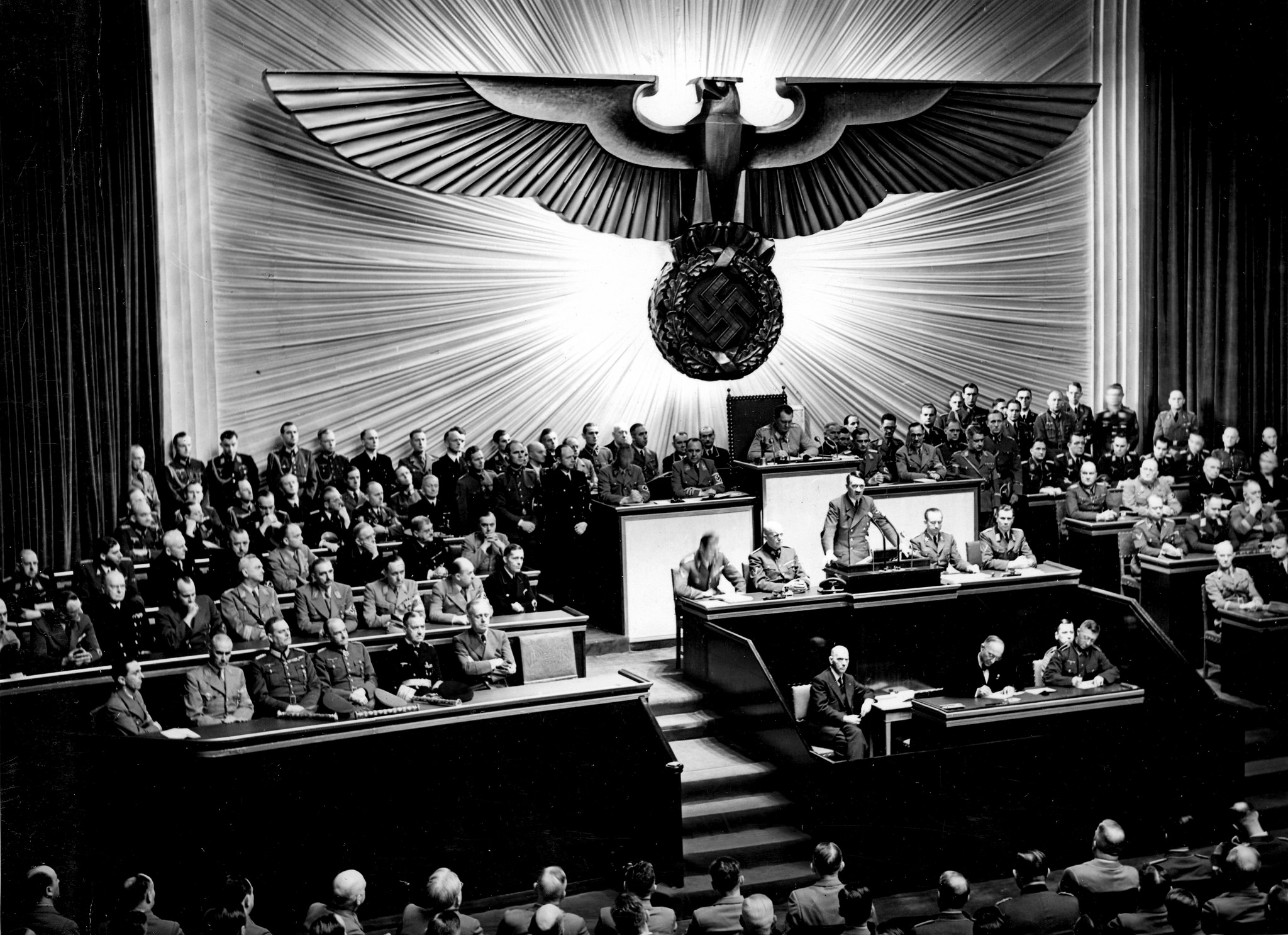
۱۱ دسامبر ۱۹۴۱، هیتلر به ایالات متحده اعلان جنگ می‌دهد.

اواخر سال ۱۹۴۲، نیروهای آلمانی در نبرد دوم العلمین شکست خوردند که نقشه هیتلر برای تسخیر کانال سوئز و خاورمیانه را ناکام گذاشت. هیتلر که پیروزی‌های اولیه باعث شده بود پیش از حد به تخصص نظامی خود اعتماد کند، به مرور نسبت به فرماندهان عالی نیروی زمینی بی‌اعتماد شد و دخالت در امور تاکتیکی افزایش داد که پیامدهای منفی برای نیروهای آلمانی به همراه داشت. مخالفت‌های چندباره او در ماه‌های دسامبر سال ۱۹۴۲ و ژانویه سال ۱۹۴۳ با عقب‌نشینی پس از شکست در نبرد استالینگراد را دلیل انهدام ارتش ششم دانسته‌اند. پس از آن یک شکست راهبردی سرنوشت‌ساز در نبرد کورسک اتفاق افتاد. ضمن رو به زوال رفتن وضعیت نظامی و اقتصادی آلمان و همچنین وضعیت سلامتی خود هیتلر، از این زمان به بعد دمدمی‌مزاجی در تصمیم‌گیری‌های نظامی او مشهود است.
بعد از تهاجم متفقین به سیسیل، ویکتور امانوئل سوم، پادشاه ایتالیا، موسولینی را از قدرت برکنار کرد؛ مدتی بعد ایتالیا تسلیم متفقین شد. در جریان سال‌های ۱۹۴۳ و ۱۹۴۴، ارتش سرخ شوروی به‌طور پیوسته نیروهای ورماخت را وادار به عقب‌نشینی در جبهه شرقی کرد. روز ۶ ژوئن سال ۱۹۴۴، متفقین غربی نیروهای خود را در عملیات اورلرد در شمال فرانسه پیاده کردند. عده‌ای از افسران آلمانی به این نتیجه رسیدند که شکست اجتناب‌ناپذیر است و ادامه این روند با حکومت هیتلر می‌تواند به نابودی کامل کشور منجر شود.

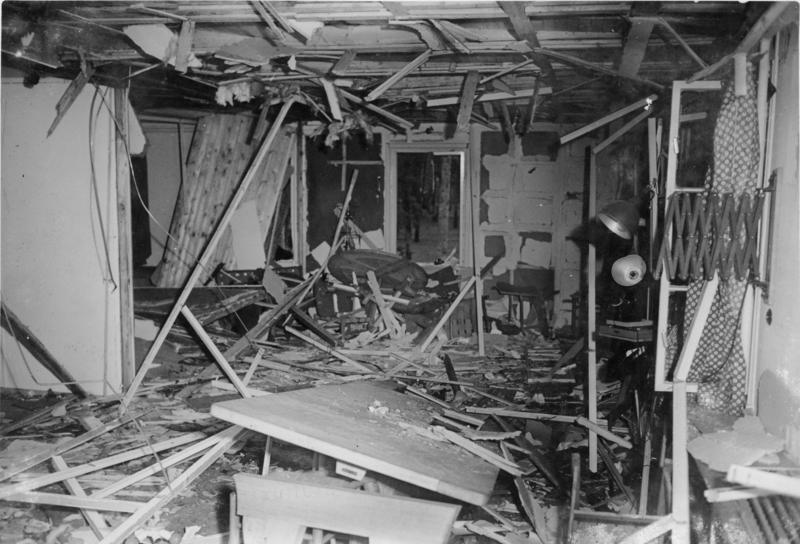
ولفس‌شانتسه پس از کودتای ۲۰ ژوئیه

بین سال‌های ۱۹۳۹ و ۱۹۴۵، نقشه‌های متعددی برای ترور هیتلر طرح شد که هیچ‌یک به موفقیت نرسید. کودتای ۲۰ ژوئیه سال ۱۹۴۴، انگیزه آن از افزایش اطمینان از شکست آلمان سرچشمه می‌گرفت. در این کودتا سرهنگ کلاوس فون اشتاوفنبرگ در همکاری با عده دیگری، اقدام به بمب‌گذاری در ولفس‌شانتسه نمود. هیتلر از انفجار جان به در برد. برخی دلیل آن را جابه‌جایی کیف حاوی بمب توسط سرهنگ هاینتس برندت به پشت پایه ضخیم یک میز کنفرانس و در نتیجه کاهش قدرت انفجار دانسته‌اند. هیتلر پس از این توطئه اقدام به پاکسازی عوامل آن از جمله اعدام بیش از ۴٬۹۰۰ نفر کرد.

### شکست و مرگ
تا اواخر ۱۹۴۴، ارتش سرخ و متفقین غربی درحال پیشروی به آلمان بودند. هیتلر که ارتش سرخ را قدرتمندتر و راسخ‌تر از قوای ارتش‌های غربی می‌دانست، تصمیم گرفت سربازان آماده نبرد باقی‌مانده خود را علیه آمریکا و بریتانیا بسیج کند. در ۱۶ دسامبر، او نیروهای خود را به نبرد آردنن گسیل کرد تا باعث جدایی میان متفقین غربی شود و شاید بتواند آن‌ها را قانع کند که با آلمان علیه شوروی متحد شوند. پس از چند پیروزی موقتی، عملیات آلمانی‌ها شکست خورد. در ژانویه ۱۹۴۵ که بیشتر آلمان ویران شده بود، هیتلر در رادیو گفت: «هرچقدر هم که این بحران در این لحظه مرگبار به نظر برسد، با اراده تغییرناپذیرمان، علی‌رغم همه چیز، بر آن غلبه خواهیم کرد.» او که عقیده داشت با شکست نیروهای نظامی آلمان، کشور مذکور دیگر حق حیات به عنوان یک ملت را ندارد، دستور داد همه زیرساخت‌های کشورش را قبل از اینکه به دست متفقین افتند، نابود کنند. وزیر تسلیحات آلبرت اشپر مأمور انجام این راهبرد زمین سوخته بود اما او به صورت مخفیانه از دستور هیتلر سرپیچی کرد. امیدهای هیتلر برای مذاکرات صلح با ایالات متحده و بریتانیا بعد از مرگِ رئیس‌جمهوری آمریکا فرانکلین روزولت افزایش یافت اما برخلاف انتظارات او، این هیچ تغییری در میان متفقین ایجاد نکرد.
در ۲۰ آوریل، تولد ۵۶ سالگی‌اش، هیتلر برای آخرین بار از فورربونکر خارج شد. در باغ ویران شده ساختمان صدارت عظمای رایش، او به کودک سربازان جوانان هیتلری که در آن زمان مشغول جنگیدن با ارتش سرخ در نزدیکی برلین بودند، نشان صلیب آهنین اهدا کرد. تا آوریل ۲۱، نیروهای ارتش سرخ متعلق به جبهه اول بلاروس به فرماندهی گئورگی ژوکوف به صفوف دفاعی نیروهای ژنرال گوتهارد هاینریتسی در نبرد ارتفاعات زی‌لو نفوذ کرده و به حومه برلین رسیده بودند. هیتلر که وخامت اوضاع را نمی‌پذیرفت، به نیروهای Armeeabteilung Steiner که از نظر تعداد و تجهیزات در مضیقه بودند و فلیکس اشتاینر فرماندهیشان می‌کرد، امید بست. او به اشتاینر دستور داد به جناح شمالی نیروهای پیشروی کرده حمله کند و ارتش نهم ورماخت هم به شیوه گازانبری سمت شمال حمله‌ور شود.
در یک کنفرانس نظامی به تاریخ ۲۲ آوریل، هیتلر دربارهٔ تهاجم اشتاینر پرسید. به او گفته شد حمله انجام نشده است و نیروهای شوروی وارد برلین شده‌اند. او از همه غیر از ویلهلم کایتل، آلفرد یودل، هانس کربس و ویلهلم بورگدورف خواست که اتاق را ترک کنند، بعد به‌طور شدید اللحنی از خیانت و عدم کفایت ژنرال‌هایش گفت و برای اولین مرتبه اعتراف کرد که «همه چیز از دست رفته است.» سپس اعلام کرد که تا آخر در برلین خواهد ماند.
تا ۲۳ آوریل برلین توسط ارتش سرخ محصور شده بود و یوزف گوبلس از شهروندان خواست از برلین دفاع کنند. در همان روز، گورینگ از برشتس‌گادن تلگرافی فرستاد مبنی بر اینکه لازم است خودش رهبری آلمان را برعهده بگیرد، زیرا هیتلر در برلین گیر افتاده است. او ضرب‌العجلی تعیین کرد که پس از آن هیتلر را در شرایطی به حساب می‌آورد که امکان رهبری آلمان را ندارد. در جواب هیتلر دستور به بازداشت گورینگ داد و در وصیت‌نامه ۲۹ آوریل خود، گورینگ را از همه مناصب حکومتی‌اش خلع کرد. در ۲۸ آوریل، هیتلر پی برد که هیملر، که در ۲۰ آوریل برلین را ترک کرده بود، مشغول مذاکره با متفقین غربی جهت تسلیم‌شدن است. نتیجتاً، دستور داد بازداشتش کنند و هرمان فگلاین (نماینده اس‌اس هیملر در مقر هیتلر در برلین) را نیز اعدام کرد.
در نیمه شب ۲۸–۲۹ آوریل هیتلر در یک مراسم کوچک در فورربونکر با اوا براون ازدواج کرد. بعد از ظهر، به آدولف هیتلر خبر رسید که روز قبل موسولینی توسط جنبش مقاومت ایتالیا اعدام شده است. این احتمالاً انگیزه او برای اجتناب از دستگیر شدن را افزایش داد.
در ۳۰ آوریل، زمانی که هیتلر و اوا براون خودکشی کردند، نیروهای شوروی تنها یک یا دو بلوک با ساختمان صدارت عظمای رایش فاصله داشتند. اجساد آن‌ها به باغ پشت ساختمان برده شد و درحالی که بمباران توسط ارتش سرخ ادامه پیدا می‌کرد، با بنزین سوزانده شدند. کارل دونیتس و یوزف گوبلس به ترتیب مناصب هیتلر به عنوان رئیس کشور و صدر اعظم را برعهده گرفتند.
برلین در دوم مه تسلیم شد. اسناد شوروی که پس از سقوط اتحاد جماهیر شوروی فاش شد، ذکر می‌کند که اجساد هیتلر، براون، یوزف و ماگدا گوبلس و ۶ فرزندشان، هانس کربس و سگ هیتلر بلوندی احتمالاً دفن، سپس نبش قبر و منتقل شده است. در ۴ آوریل ۱۹۷۰، یک گروه کاگ‌ب پنج تابوت چوبی را در اسمرش در ماگدبورگ نبش قبر کردند و اجساد را سوزانده و به رود بیدریتس، انشعابی از البه، ریختند. به گفته کرشاو، زمانی که ارتش سرخ اجساد براون و هیتلر را پیدا کرد، آن‌ها شدیداً سوخته بودند و تنها فک پایینی مشخص بود که به هیتلر تعلق دارد.

## هولوکاست
اگر سرمایه‌گذاران بین‌المللی یهودی درون و بیرون از اروپا موفق شوند که ملت‌ها را یک‌بار دیگر وارد یک جنگ جهانی کنند، نتیجه سلطه بلشویک‌ها بر زمین و نتیجتاً پیروزی یهود نخواهد بود، بلکه باعث نابودی نژاد یهودی در اروپا خواهد شد!— آدولف هیتلر، سخنرانی ۳۰ ژانویه ۱۹۳۹ در برابر رایشستاگ
هولوکاست و جنگ آلمان در شرق از باورهای دیرینه هیتلر مبنی بر دشمنی یهودیان با مردم آلمانی و نیاز به «لبنسراوم» (فضای حیاتی) جهت گسترش آلمان سرچشمه می‌گرفتند. تمرکز هیتلر بر اروپای شرقی از آن جهت بود که با شکست لهستان و اتحاد شوروی و سپس با بیرون کردن یا کشتار یهودیان و اسلاوها از آنجا، فضای لازم را برای گسترش خاک آلمان فراهم آورد. طرح جامع برای شرق شامل منتقل کردن جمعیت مناطق اشغالی اروپای شرقی و اتحاد شوروی به سیبری غربی، استفاده از آن‌ها به عنوان نیروی کار اجباری یا کشتارشان بود. قرار بود مناطق فتح شده توسط مردمان آلمانی یا «آلمانی‌شده» استعمار شود. هدف آن بود که پس از فتح شوروی این برنامه اجرا شود، اما چون عملیات نظامی شکست خورد، هیتلر آن را جلو انداخت. در ژانویه ۱۹۴۲، او تصمیم گرفت که یهودیان، اسلاوها و دیگر دیپورتی‌هایی که آن‌ها را مناسب نمی‌یافت، باید کشته شوند.

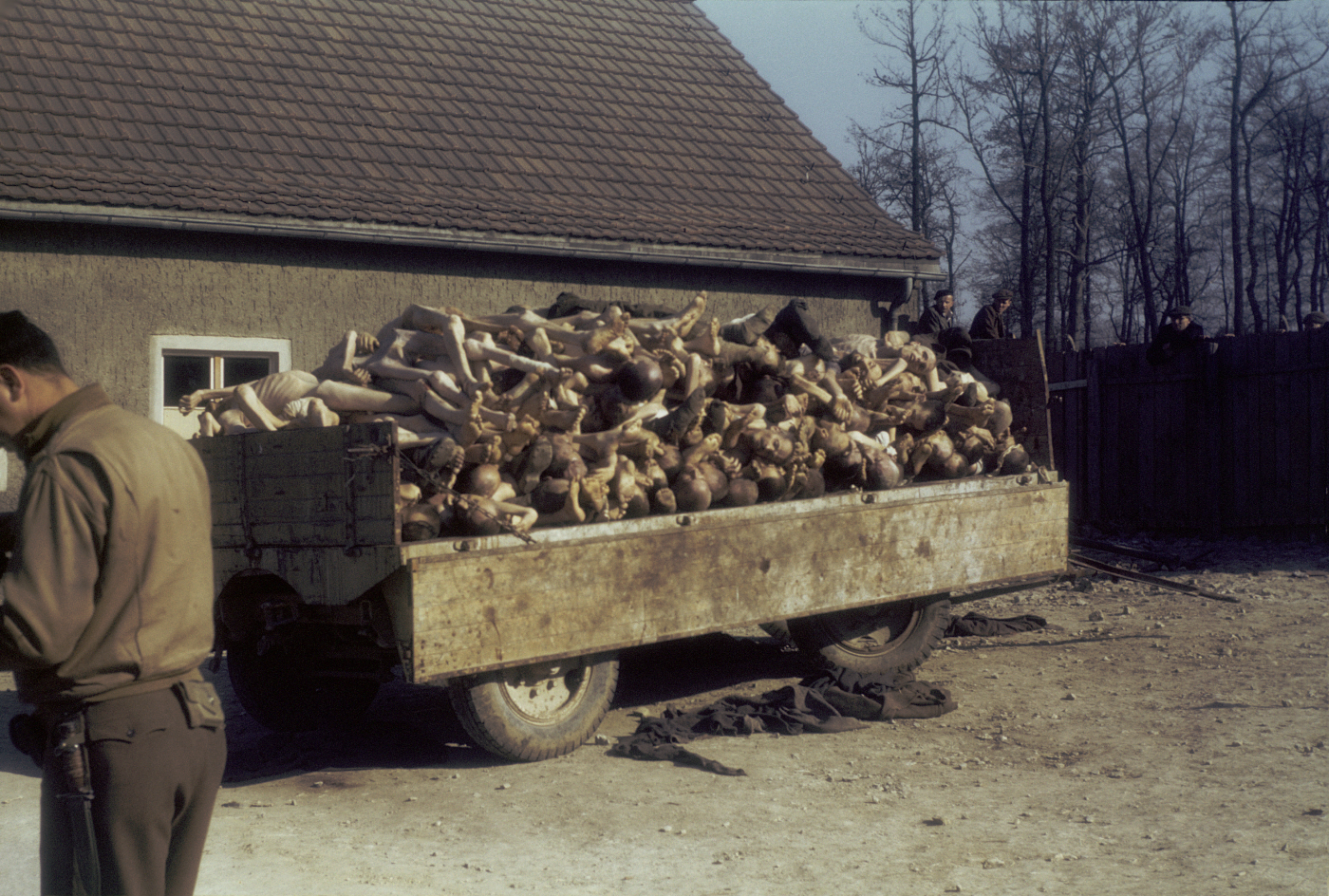
واگنی پر از جنازه بیرون از اردوگاه مرگ بوخن‌والد (آوریل ۱۹۴۵)

هاینریش هیملر و راینهارت هایدریش کسانی بودند که این نسل‌کشی را سازماندهی و اجرا کردند. اسناد کنفرانس وانزه که در ۲۰ ژانویه ۱۹۴۲ به رهبری هایدریش، با حضور ۱۵ مقام ارشد نازی برگزار شد، واضح‌ترین مدرک برنامه‌ریزی نظام‌مند برای هولوکاست است. در ۲۲ فوریه، ثبت شده است که هیتلر گفته است «ما فقط با نابودی یهودیان می‌توانیم سلامتیمان را پس بگیریم.» به‌طور مشابهی، در ملاقاتی مقامات قلمروهای شرقی به تاریخ ژوئیه ۱۹۴۱، هیتلر گفت که راحت‌ترین برای آرام‌سازی سریع مناطق اشغالی «شلیک به هرکسی که عجیب به نظر می‌رسد است.» هرچند هیچ مدرکی مبنی بر دستور مستقیم هیتلر برای کشتار جمعی یافت نشده است، سخنرانی‌های عمومی او، دستورهایش به فرماندهان و خاطرات مقامات نازی نشان می‌دهد او از کشتار یهودیان اروپا اطلاع داشت و اجازه آن را صادر کرده بود. در طول جنگ، هیتلر به تکرر از وقوع پیش‌بینی خودش در سال ۱۹۳۹، مبنی بر اینکه یک جنگ جهانی باعث نابودی نژاد یهود می‌شود، سخن می‌گفت. هیتلر آینزاتس‌گروپن—جوخه‌های آتش شبه‌نظامی در لهستان، بالتیک و شوروی— را تأیید کرده بود و به خوبی از اعمالشان آگاهی داشت. در تابستان ۱۹۴۲، اردوگاه آشویتس گسترش پیدا کرد تا بتواند گروه بزرگی از دیپورتی‌ها که قرار بود کشته یا به بردگی گرفته شوند را در خود جا بدهد. اردوگاه‌های کار اجباری دیگری هم در بخش‌های دیگر اروپا برپا شدند که وظیفه چندی از آن‌ها فقط نابودی اسیران بود.
در میان سال‌های ۱۹۳۹ تا ۱۹۴۵، اس‌اس با همکاری دولت‌ها و نیروهای به خدمت‌گرفته‌شده از کشورهای اشغالی، مرگ حداقل ۱۱ میلیون غیرنظامی شامل ۶ میلیون یهودی (دو سوم جمعیت یهودی اروپا) و بین ۲۰۰٬۰۰۰ تا ۱٬۵۰۰٬۰۰۰ کولی را سبب شد. کشتارها در اردوگاه‌های کار اجباری، اردوگاه‌های مرگ، گتوها و از طریق اعدام‌های جمعی صورت می‌گرفتند. بسیاری از قربانیان هولوکاست در اتاق‌های گاز جان خود را از دست دادند و بسیاری دیگر به دلیل گرسنگی و بیماری کشته شدند یا در زمان کار به عنوان برده در اردوگاه‌ها جان دادند. در کنار نسل‌کشی یهودیان، نازی‌ها قصد داشتند که جمعیت مناطق فتح‌شده را ۳۰ میلیون نفر کاهش دهند و برنامه داشتند از طریق «طرح گرسنگی» (انحصار غذا به شهروندان و نیروهای نظامی آلمانی) به این هدف برسند. نقشه نابودی شهرها را داشتند و تصمیمشان برای مالکیت زمین‌ها این بود که آن‌ها را به دامان طبیعت بازگردانند یا به جمعیت آلمانی که قرار بود در آن مناطق ساکن شوند اعطا کنند. در مجموع، طرح گرسنگی و طرح جامع برای شرق می‌توانست منجر به گرسنگی ۸۰ میلیون نفر در اتحاد شوروی شود. این نقشه‌ها که تنها بخشیشان عملی شد، باعث مرگ‌های بیشتر شدند که مجموع غیرنظامی‌ها و اسیرانی که در کشتار داخلی جانشان را از دست دادند به حدود ۱۹٫۳ میلیون نفر می‌رساند.

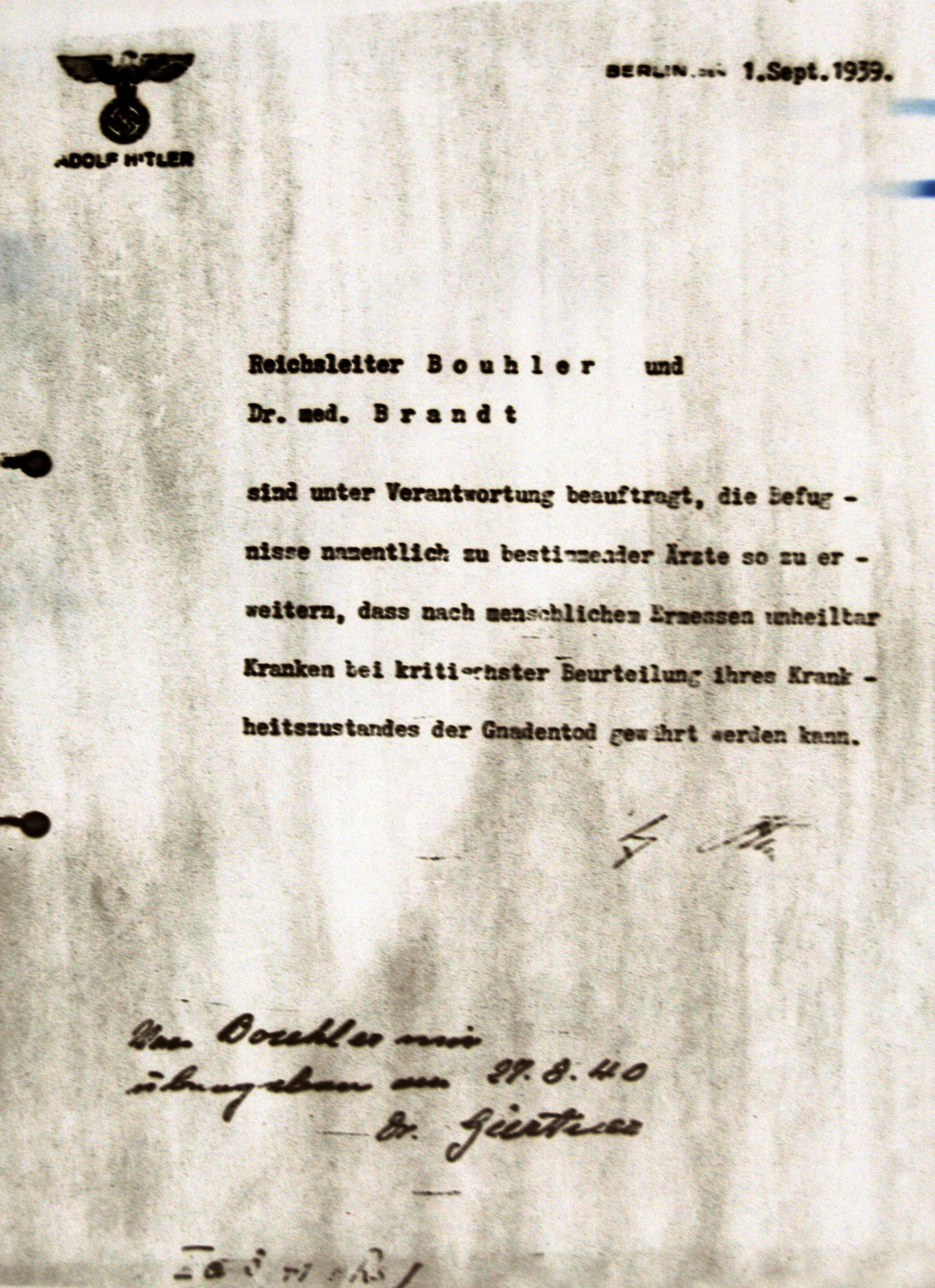
فرمان هیتلر برای عملیات تی۴، به تاریخ ۱ سپتامبر ۱۹۳۹

سیاست‌های هیتلر ضمناً باعث مرگ نزدیک به ۲ میلیون شهروند لهستانی غیریهودی، بیش از ۳ میلیون اسیر اهل شوروی، کمونیست و سایر رقبای سیاسی، همجنس‌گرا و افرادی دارای معلولیت جسمی و ذهنی، شاهدان یهوه، ادونتیسم و اعضای اتحادیه‌های صنفی نیز شد. هیتلر به صورت عمومی دربارهٔ این کشتارها صحبتی نکرد و به نظر می‌رسد که هرگز از یک اردوگاه کار اجباری هم بازدید نکرده باشد.
نازی‌ها از مفهوم «بهداشت نژادی» پیروی می‌کردند. در ۱۵ سپتامبر ۱۹۳۵، هیتلر دو قانون جدید—موسوم به قوانین نورنبرگ— را به رایشستاگ ارائه کرد. مطابق این قوانین، ازدواج میان «آریایی‌ها» و یهودیان ممنوع اعلام شد؛ بعداً قانون را گسترش دادند تا شامل «کولی‌ها، سیاه‌پوستان و فرزندان حرامزاده آن‌ها» هم بشود. این قوانین شهروندی آلمان را از همه گروه‌های موسوم به «غیرآریایی» سلب کرد و استخدام زنان غیریهودی زیر ۴۵ سال برای کار در خانه یهودیان را ممنوع کرد. سیاست‌های اصلاح نژاد اولیه هیتلر کودکان دارای معلولیت‌های فیزیکی و ذهنی را هدف قرار داد که مرگ حداقل ۵٬۰۰۰ کودک را به شیوه اتانازی رقم زد. بعداً برنامه‌ای تدوین شد تا بزرگسالان دارای وضعیت مشابه را نیز به همین روش قتل برسانند که امروزه آن را عملیات تی۴ می‌خوانند.

## شیوه رهبری
هیتلر با تحمیل «اصل رهبری» به شیوه یکه‌سالاری بر حزب نازی حکومت می‌کرد. این اصل بر پایه تابعیت مطلق همه زیردستان در برابر مافوقشان بود؛ نتیجتاً، او ساختار حکومت را چون یک هرم می‌دید که خودش—رهبر مبری از هر خطایی—در نوک آن هرم قرار داشت. رتبه در حزب قرار نبود با رای‌گیری تعیین شود، بلکه آن‌هایی که جایگاه بالاتری داشتند، زیر دستانشان را انتخاب می‌کردند و از آن‌ها توقع تابعیت مطلق در برابر اراده رهبر داشتند.
شیوه رهبری هیتلر آن‌گونه بود که به زیر دستانش دستورهای متناقض بدهد و آن‌ها را در موقعیتی قرار دهد که وظایف و مسئولیت‌هایشان با دیگران هم‌پوشانی داشته باشد و در نتیجه، شخص قوی‌تر آن کار را به سرانجام برساند. بدین طریق، هیتلر حس بی‌اعتمادی، رقابت و مبارزه را در میان زیردستان خود تقویت و از آن برای تحکیم و افزایش قدرت خود استفاده می‌کرد. کابینه او هرگز بعد از ۱۹۳۸ تشکیل جلسه نداد و او وزرا را از دیدارهای جداگانه با یکدیگر نهی می‌کرد. هیتلر معمولاً دستورهایش را به شیوه مکتوب ابلاغ نمی‌کرد؛ در عوض، آن‌ها را به صورت کلامی یا از طریق مارتین بورمان منتقل می‌کرد. هیتلر برای کاغذبازی‌ها، عزل و نصب‌ها و مسائل مالی شخصی‌اش به بورمان اعتماد داشت و بورمان از جایگاه خودش برای کنترل جریان اطلاعات و دسترسی به هیتلر استفاده می‌کرد.

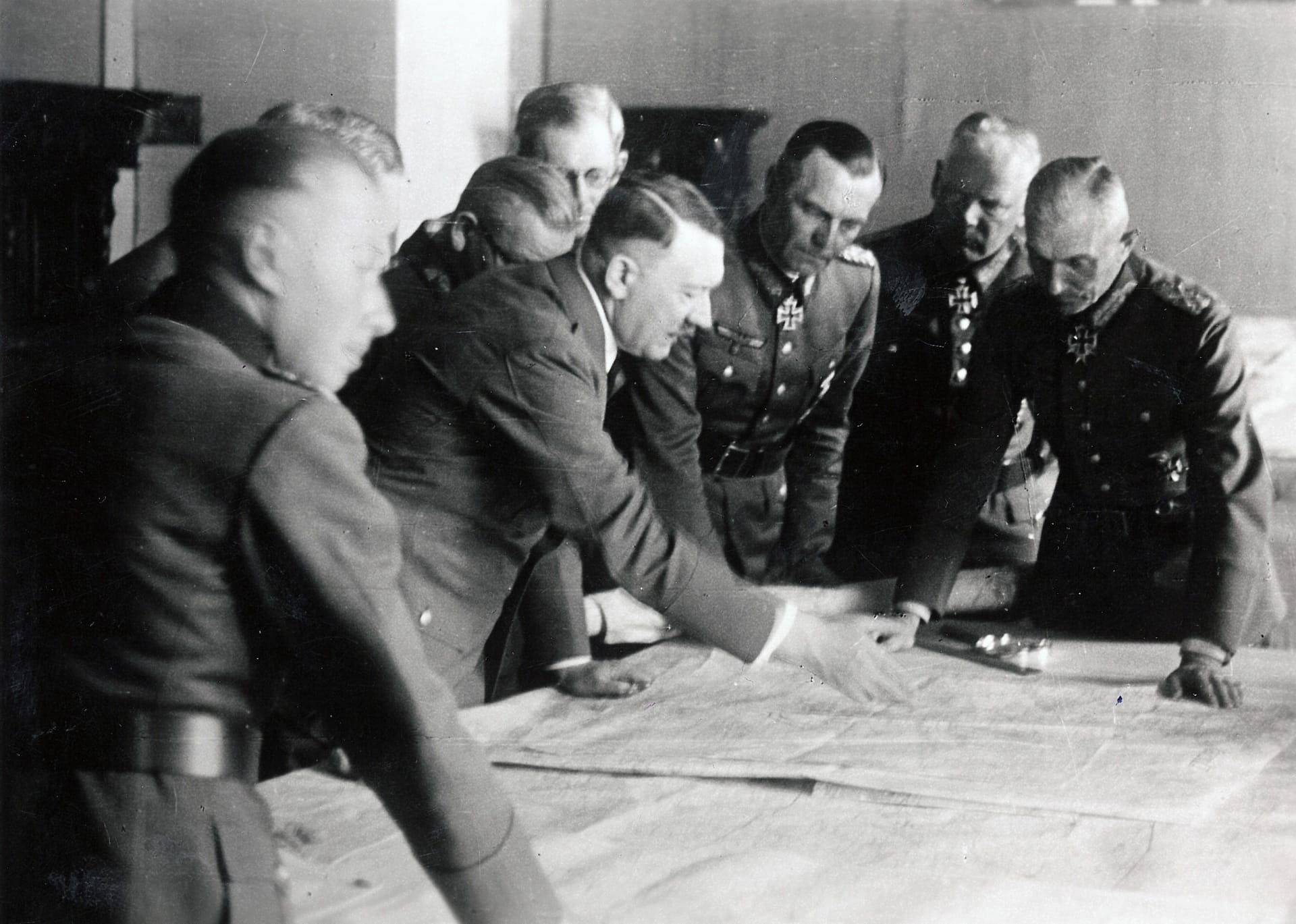
هیتلر در ملاقاتی در مقر گروه ارتش جنوب، ژوئن ۱۹۴۲

هیتلر بیشتر از رهبران سایر کشورهای درگیر جنگ جهانی دوم بر مسائل جنگی کشور خود سلطه داشت. او کنترل خود بر نیروهای مسلح را در ۱۹۳۸ تقویت کرده بود و بعد از آن همه تصمیمات مهم در ربط با استراتژی‌های نظامی آلمان توسط او اتخاذ می‌شد. تصمیمات پر ریسک او در حمله به نروژ، فرانسه و کشورهای سفلی در ۱۹۴۰ درحالی‌که مشاوران نظامی‌اش با آن موافق نبودند، موفقیت‌آمیز از آب درآمد اما استراتژی‌های دیپلماتیک و نظامی او جهت بیرون کردن بریتانیا از جنگ به شکست انجامیدند.
هیتلر در دسامبر ۱۹۴۱ خود را به فرماندهی کل قوا منصوب کرد و از آن زمان به بعد شخصاً جنگ علیه شوروی را رهبری می‌کرد، درحالی‌که فرماندهان نظامی او در جبهه غربی از خودمختاری نسبی بهره‌مند بودند. بعد از آن‌که روند جنگ علیه آلمان شد، شیوه رهبری هیتلر هم از واقعیت فاصله گرفت. تصمیم‌گیری‌های کند او و دستورهایش مبنی بر حفظ مواضع غیرقابل دفاع مانعی بر سر موفقیت عملیات‌های دفاعی ارتش آلمان بود. علی‌رغم این، هیتلر کماکان باور داشت تنها رهبری او می‌تواند پیروزی را به ارمغان آورد. در آخرین ماه‌های جنگ، هیتلر امکان مذاکره جهت صلح را نپذیرفت و ویرانی آلمان را به تسلیم شدن ترجیح می‌داد. نیروهای مسلح هرگز سلطه هیتلر بر برنامه‌های جنگی را زیر سؤال نبردند و مقامات بلندپایه ارتش در مجموع از تصمیماتش حمایت و آن‌ها را اجرا می‌کردند.

## زندگی شخصی

### خانواده

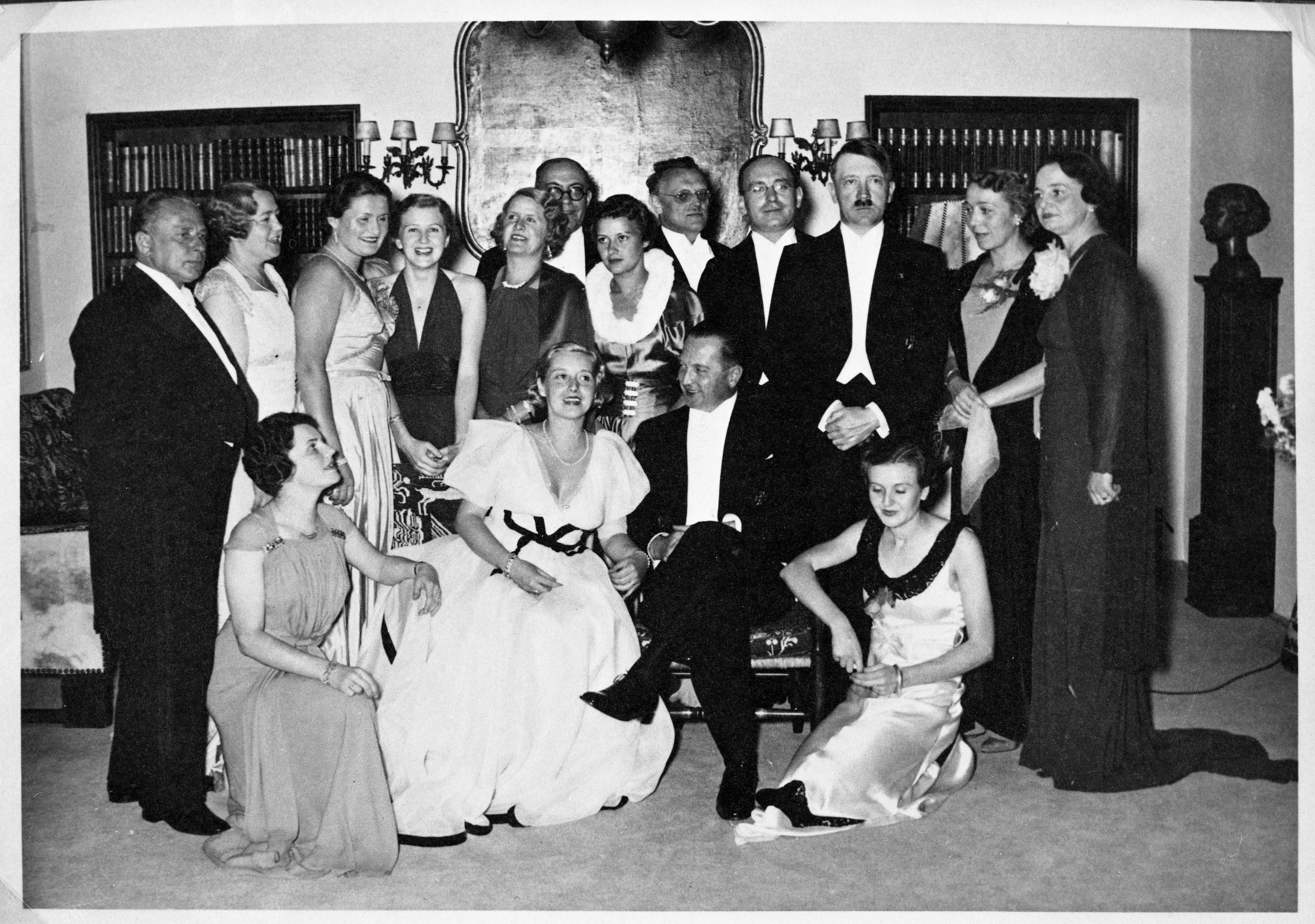
آدولف هیتلر پیشوای آلمان در عروسی ماریون شوئْنِمَن، دوست ایفا براون، گْرِتْل براون خواهر ایفا در حالیکه زیر پای هیتلر نشسته است دیده می‌شود، ۱۹۳۷ مونیخ.

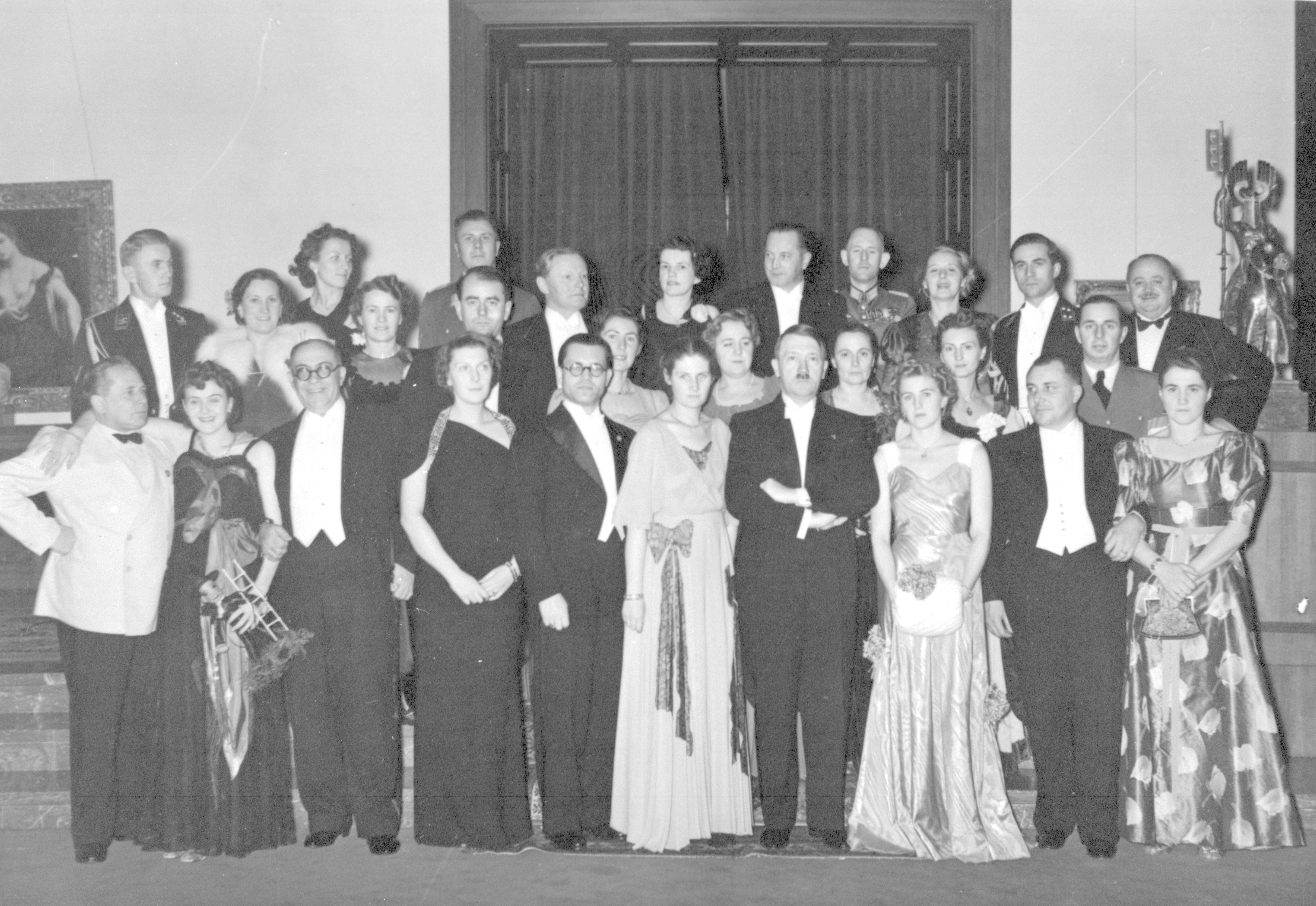
آدولف هیتلر به همراه دوستان و معشوقه اش(ایفا براون) در اقامتگاه برگهوف یک روز پیش از سال نو میلادی فرارسیدن آن را جشن می‌گیرند، ۳۱ دسامبر ۱۹۳۸.

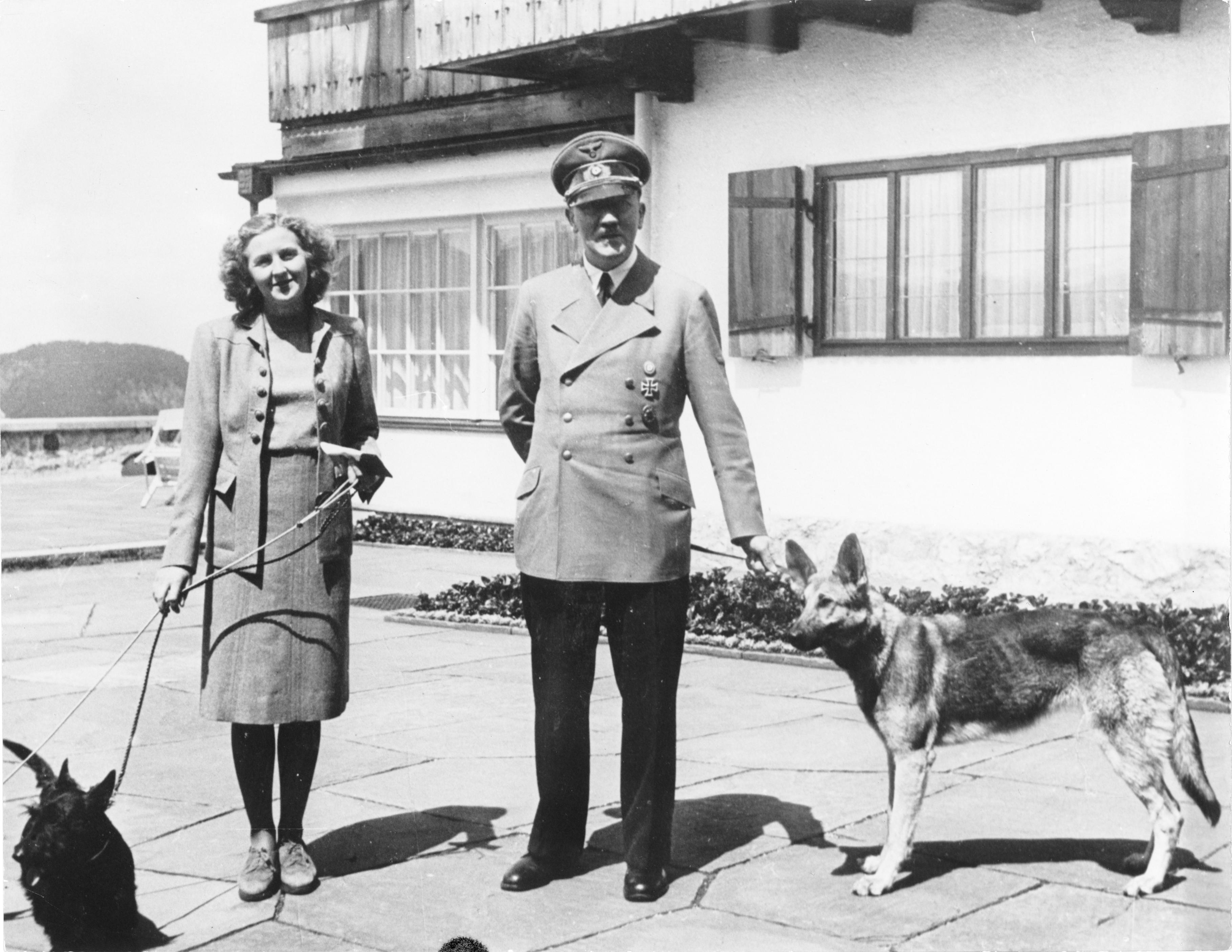
هیتلر به همراه معشوقه‌اش اوا براون در ۱۹۴۲

چهره عمومی که هیتلر از خود ارائه می‌کرد، یک مرد تنها بدون زندگی شخصی که خود را کاملاً وقف ملت و ماموریت‌های سیاسی کرده، بود. او معشوقه خود، اوا براون، را در ۱۹۲۹ ملاقات کرد و در ۲۹ آوریل ۱۹۴۵ با او ازدواج کرد؛ یک روز قبل از اینکه هر دوی آن‌ها خودکشی کنند. در سپتامبر ۱۹۳۱، گلی راوبال دختر خواهر ناتنی هیتلر با استفاده از اسلحه دائی خود در آپارتمان مونیخ هیتلر، خودکشی کرد. این اتفاقات باعث شد که آن زمان در میان مردم شایعه شود که آدولف با گلی در یک رابطه عاشقانه بوده است و مرگ او باعث غمی عمیق و همیشگی برای هیتلر است. پائولا هیتلر، آخرین عضو به جا مانده از خانواده آدولف هیتلر، در ژوئن ۱۹۶۰ درگذشت. پائولا کوچک‌ترین خواهر هیتلر بود.

### مذهب
هیتلر در خانواده‌ای با یک مادر دینی به مسیحیت کاتولیک و یک پدر روحانی‌ستیز متولد شد؛ پس از ترک خانه، او هرگز در آیین عشای ربانی شرکت نکرد و هفت آیین را به جا نیاورد. آلبرت اشپر ذکر می‌کند که ضدیت هیتلر با کلیسا بنا به دلایل سیاسی بود و درحالی که او هرگز به صورت رسمی دین خود را ترک نکرد، هیچ علاقه‌ای هم به آن نشان نمی‌داد. اشپر اضافه می‌کند هیتلر باور داشت در صورتی که یک دین سازماندهی شده وجود نداشته باشد، مردم رو به سوی عرفان خواهند گذاشت؛ مسلکی که آن را موجب عقب افتادگی می‌دید. هیتلر اعتقادات دینی ژاپنی‌ها یا اسلام را دین مناسب‌تری برای آلمانی‌ها می‌دانست، زیرا بر آن بود که دین مسیحیت باعث نرم‌خویی جامعه می‌شود.
جان اس. کانوی می‌گوید هیتلر اساساً با کلیساهای مسیحی ضدیت داشت. بنا به گفته اطرافیان هیتلر، او به خدا باور داشته است، اما روحانی‌ستیز بود و با دید تحقیر به اخلاقیات مسیحیت نگاه می‌کرد، زیرا آن را در مغایرت با «بقای اصلح» می‌دید. او آن ابعاد پروتستانتیسم را که با دیدگاه‌هایش مناسب بود را می‌پسندید و برخی عناصر کلیسای کاتولیک مانند سلسله مراتب آن، نیایش‌سرایی و اصطلاحات آن را اقتباس کرده بود.

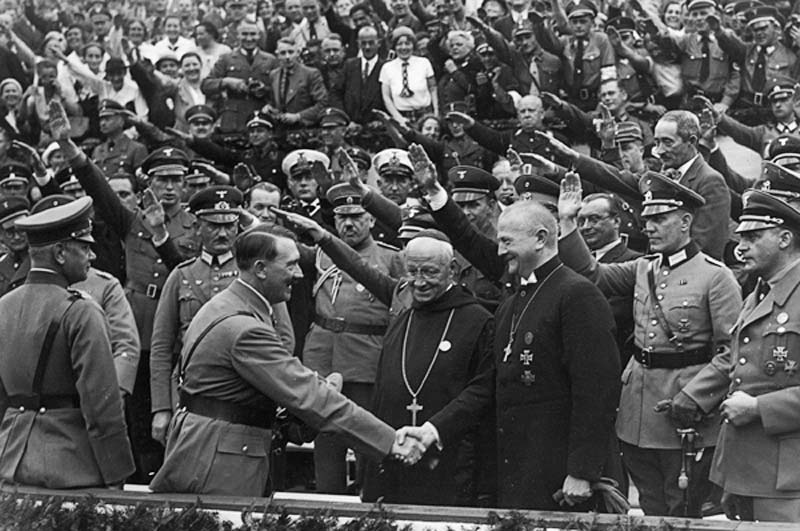
هیتلر در حال دست‌دادن با کاتولیک‌ها

از دید هیتلر، کلیسا یک سازمان سیاسی محافظه‌کار مؤثر در جامع بود و در قبال آن سیاستی را اتخاذ می‌کرد که به سود اهداف سیاسی‌اش در همان لحظه باشد. در انظار عمومی، هیتلر معمولاً لب به ستایش «میراث مسیحی» و «فرهنگ آلمانی مسیحی» می‌گشود و از «عیسیِ آریایی» که با یهودیان جنگید سخن می‌گفت. با این حال گفته‌هایش در ستایش مسیحیت با آنچه در خفا می‌گفت، در تضاد بود؛ مانند «چرند» و «مزخرف بنا شده بر دروغ» توصیف کردن مسیحیت.
بر اساس یک گزارش دفتر خدمات راهبردی ایالات متحده، یکی از اهداف طرح جامع نازی‌ها این بود که تأثیر کلیساهای مسیحی در رایش را از بین ببرند. هدف نهایی هیتلر، نابودی کامل مسیحیت بود. او از همان آغاز چنین هدفی داشت، اما بیان کردن آن به صورت عمومی را غیر مقتضی یافته بود. بنا به گفته بولاک، هیتلر بنا داشت تا پایان جنگ برای انجام نقشه خود صبر کند.
اشپر نوشته است که هیتلر نسبت به باورهای عارفانه هیملر و آلفرد روزنبرگ و تلاش هیملر برای اینکه باورهای اساطیری را با خط مشی اس‌اس درآمیزد، نظری به‌شدت منفی داشت. او عملگرا بود و تمرکز خود را بر روی مسائلی می‌گذاشت که آن‌ها را کاربردی می‌دید.

### درآمد
هیتلر هیچ حقوقی از حکومت نمی‌گرفت؛ بلکه آن را به صندوقی اهدا می‌کرد که از کارگرانی که دچار حوادث کار شده بودند، حمایت می‌نمود. او اواخر سال ۱۹۳۵ به شکل رسمی اعلام کرد هیچ حساب بانکی ندارد و سهام‌دار هیچ شرکتی هم نیست. تمامی درآمد هیتلر از فروش کتاب زندگی‌نامه او، نبرد من، به دست می‌آمد. بین سال‌های ۱۹۲۵ تا ۱۹۴۰ حدود ۵٫۲ میلیون نسخه از این کتاب به فروش رفت. قیمت هر کتاب ۷٫۲ رایشس‌مارک و سهم هیتلر از هر کدام حدود ۱۵ درصد بود که در این مدت مجموعاً عایدی قابل ملاحظه‌ای بالغ بر ۵٫۶ میلیون رایشس‌مارک را برای او حاصل کرد.

### سلامتی
محققان حدس‌های مختلفی زده‌اند که هیتلر از امراضی چون سندرم روده تحریک‌پذیر، بیماری‌های پوستی، آریتمی قلب، تصلب شرایین، بیماری پارکینسون، سیفلیس، آرتریت گیجگاهی و وزوز گوش رنج می‌برد. در گزارشی که به سال ۱۹۴۳ برای دفتر خدمات راهبردی توسط والتر سی. لانگر از دانشگاه هاروارد تهیه شد، ذکر گردیده که هیتلر یک سایکوپاتی و دارای اختلال روانی است. روبرت جی.ال. وایت در کتابی به سال ۱۹۷۷ حدسی را مبنی بر ابتلای هیتلر به اختلال شخصیت مرزی مطرح کرد. هنریک ابرل و هانتس-یواخیم نئومان معتقدند علی‌رغم آن‌که هیتلر از تعدادی مریضی از جمله بیماری پارکینسون رنج می‌برد، او دارای توهمات پاتولوژیکال نبود و از تصمیمات خود کاملاً آگاه و در نتیجه مسئول آن‌ها بود. اثبات نظریات مربوط به وضعیت پزشکی هیتلر سخت است و دادن وزن بیش از حد به آن‌ها می‌تواند باعث شود اتفاقات روی داده در دوره نازی به مشکلات احتمالی سلامت یک شخص نسبت داده شود. کرشاو معتقد است با بررسی نیروهای اجتماعی که منجر به دیکتاتوری نازی‌ها و سیاست‌های آن‌ها شدند، دید وسیع‌تری به تاریخ آلمان می‌گشاید، تا اینکه دلایل جنگ جهانی دوم و هولوکاست در یک نفر جستجو شود.
هیتلر در دهه ۱۹۳۰ رژیمی اغلب گیاهی اتخاذ کرد و بعد از ۱۹۴۲ دیگر گوشت و ماهی نخورد. او تصاویر کشتار حیوانات را به مهمانانش نشان می‌داد تا آن‌ها را از خوردن گوشت بر حذر دارد. بورمان در نزدیکی برگهوف گلخانه‌ای ساخته بود تا میوه و سبزی تازه همیشه در دسترس هیتلر باشد.
او همچنین در همان زمان که گیاه‌خوار شد، نوشیدن الکل را هم کنار گذاشت و تنها در مناسبت‌های اجتماعی به ندرت آبجو یا شراب می‌نوشید. او در بیشتر عمرش از دخانیات دوری می‌جست اما در دوره جوانی‌اش بسیار (۲۵ تا ۴۰ سیگار در روز) سیگار می‌کشید؛ در نهایت آن را «هدر دادن پول» یافت و کنارش گذاشت و همچنین به اطرافیانش که آن‌ها هم سیگار کشیدن را ترک می‌کردند، ساعت طلا هدیه می‌داد. بعد از ۱۹۳۷ برخی مواقع آمفتامین مصرف می‌کرد و در اواخر ۱۹۴۲ به آن اعتیاد پیدا کرد. اشپر مصرف آمفتامین توسط او را به تصمیمات دمدمی‌مزاجانه و انعطاف‌ناپذیر هیتلر چون مخالفت با عقب‌نشینی‌های نظامی مربوط دانسته است.
تئودور مورل، پزشک مخصوص هیتلر، در سال‌های جنگ ۹۰ داروی مختلف برای او تجویز کرد و هیتلر روزانه تعداد زیادی قرص را به دلیل مشکلات مزمن معده و دیگر امراض می‌خورد. او به‌طور معمول باربیتورات، افیون، کوکائین، پتاسیم برمید و شابیزک مصرف می‌کرد. در نتیجه انفجار کودتای ۲۰ ژوئیه، به سوراخی پرده گوش دچار شد و ۲۰۰ تراشه چوب را باید از پایش خارج می‌کردند. ویدیوها نشان می‌دهد که دست چپ او لرزش داشته و در زمان راه رفتن می‌لنگیده. این‌ها قبل از جنگ آغاز شدند و تا پایان عمرش رو به وخامت گذاشتند. ارنست-گونتر شنک و دیگر دکترهایی که هیتلر را در هفته‌های پایانی عمرش ملاقات کردند، تشخیصشان بر ابتلای او به بیماری پارکینسون بوده است.

## میراث
معاصران هیتلر خودکشی او را به باطل شدن یک افسون مربوط دانستند. حمایت عمومی از هیتلر در زمان مرگش پایین آمده بود و تعداد کمی از آلمانی‌ها بر مرگ او دریغ خوردند؛ به گفته کرشاو، بیشتر شهروندان و پرسنل نظامی بیش از حد مشغول وفق دادن خود با سقوط کشور یا فرار از میدان نبرد بودند و نتیجتاً هیچ اهمیتی به موضوع ندادند. بنا به گفتهٔ جان تولند، مورخ، نازیسم بدون رهبرش «مانند یک حباب ترکید».
برای صلح، آزادی

و دموکراسی

فاشیسم هرگز دوباره نه

میلیون‌ها کشته این را [به ما] یادآوری می‌کنند

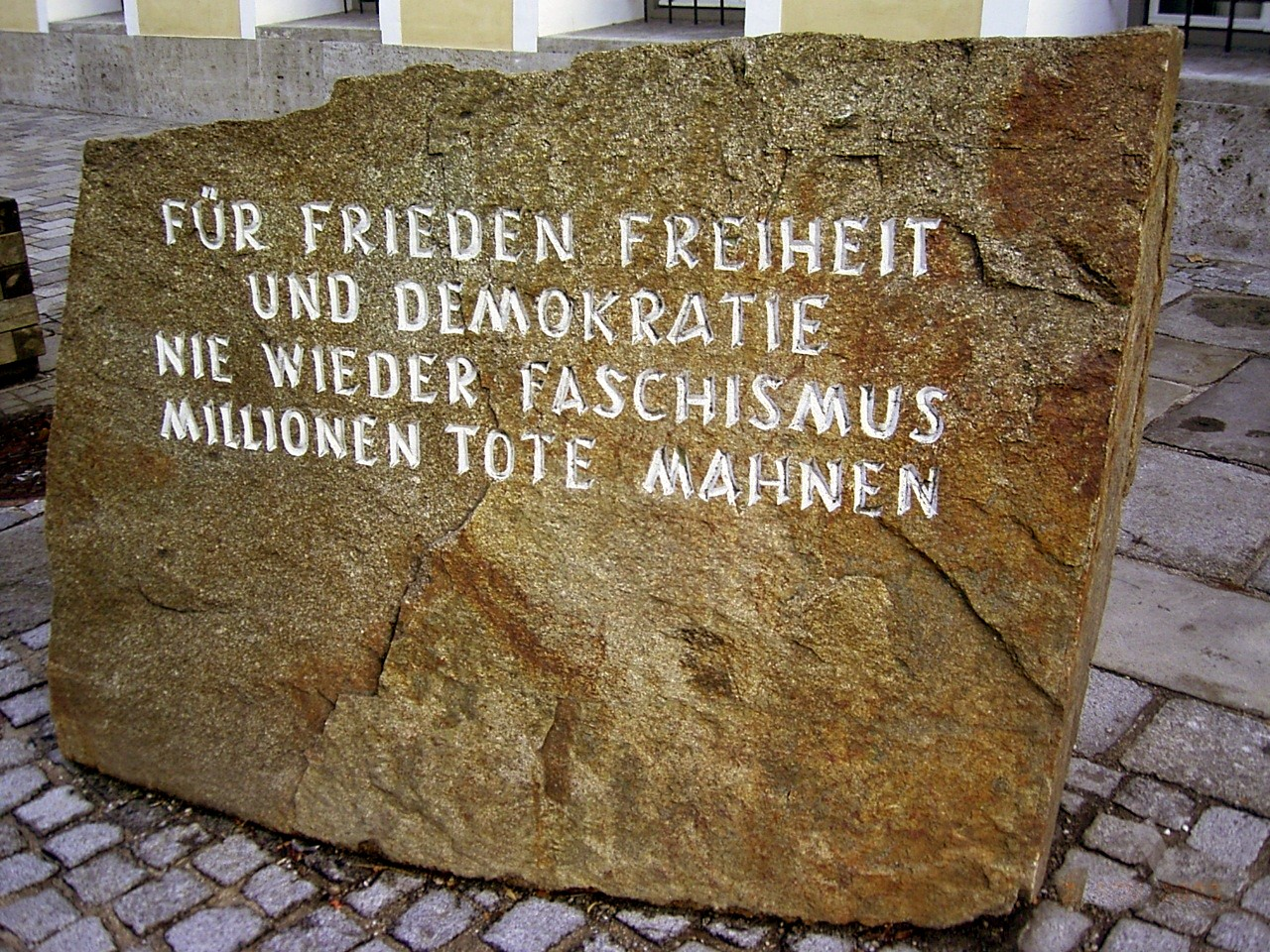
بنای یادبودی در بیرون زادگاه هیتلر در برانائو ام این. بر روی آن نوشته شده است:
برای صلح، آزادی
و دموکراسی
فاشیسم هرگز دوباره نه
میلیون‌ها کشته این را [به ما] یادآوری می‌کنند

اعمال هیتلر و ایدئولوژی نازیسم تقریباً در همه جهان شدیداً غیراخلاقی به حساب می‌آیند؛ بنا به کرشاو، «هرگز در طول تاریخ این همه ویرانی — چه جسمانی و چه اخلاقی — با نام یک نفر پیوند نخورده بود.» برنامه‌های سیاسی هیتلر یک جنگ جهانی به بار آورد و اروپای شرقی و مرکزی را ویران و فرسوده به جا گذاشت. آلمان ویرانی سراسری را تجربه کرد که باعث شد پایان جنگ جهانی را «ساعت صفر» در آن کشور لقب دهند. سیاست‌های هیتلر رنجی بی‌سابقه به بشریت تحمیل کرد؛ بنا به رودالف رومل، رژیم نازی مسبب مرگ ۱۹٫۳ میلیون غیرنظامی و اسیر جنگی بود. به علاوه، ۲۸٫۷ میلیون سرباز و غیرنظامی در نتیجه عملیات‌های نظامی در جبهه اروپایی جنگ جهانی دوم جان خودشان را از دست دادند. تلفات غیرنظامی این جنگ در تاریخ نظامی جهان بی‌سابقه بوده است. مورخان، فلاسفه و سیاستمداران معمولاً از کلمه «شیطانی» برای توصیف رژیم نازی استفاده می‌کنند و بسیاری از کشورهای اروپایی برای ترویج نازیسم و انکار هولوکاست مجازات‌هایی در نظر گرفته‌اند.
فردریش ماینک، مورخ، هیلتر را «یک نمونه عالی از قدرت غیرقابل محاسبه و منحصر به فرد یک شخص در تاریخ» توصیف کرده است. تاریخ‌دان انگلیسی هیو ترور-روپر او را یکی از «ساده‌کننده‌ترین‌ها در تاریخ» یافت چرا که او «نظام‌مندترین، تاریخی‌ترین، فلسفی‌ترین و با این حال بی‌رحم‌ترین و نابخشنده‌ترین» فاتحی است که جهان به خود دیده. از دید جان رابرتس، شکست هیتلر پایانی بر یک دوره از تاریخ اروپا بود که آلمان بر آن سلطه داشت. در عوض آن، جنگ سرد آغاز شد که برخوردی جهانی بود بین بلوک غرب به رهبری ایالات متحده آمریکا و بلوک شرق به رهبری اتحاد جماهیر شوروی. سباستین هافنر، مورخ، معتقد است که بدون هیتلر و آوارگی یهودیان، کشور امروز اسرائیل احتمالاً وجود نمی‌داشت. به گفته او، استعمارزدایی از مستعمره‌های کشورهای اروپایی به تأخیر می‌افتاد. همچنین، هافنر ادعا می‌کند که به غیر از اسکندر مقدونی، هیچ شخصیت قابل مقایسه‌ای در طول تاریخ تأثیرها مهمی چون هیتلر نداشته است؛ چرا که اسکندر هم نظیر هیتلر در یک دوره نسبتاً کوتاه سبب تغییرات بزرگ در سطح جهان شد.

### در پروپاگاندا
هیتلر از فیلم‌های مستند برای ایجاد کیش شخصیت استفاده می‌کرد. او در طول زندگی سیاسی‌اش در چند فیلم تهیه‌شده برای پروپاگاندا حضور یافت که بیشتر آن‌ها را لنی ریفنشتال، از پیشتازان فیلم‌سازی مدرن، ساخت. از جمله فیلم‌هایی که هیتلر در آن‌ها حضور پیدا کرد شامل آثار زیر است:
- پیروزی ایمان (۱۹۳۳)
- پیروزی اراده (۱۹۳۵)
- روز پیروزی: نیروهای مسلح ما (۱۹۳۵)
- المپیا (۱۹۳۸)

### اسامی، کلمات و عنوان‌ها
1. ↑  Leopold Frankenberger
2. ↑  Hafeld
3. ↑  Linz
4. ↑  Mariahilf
5. ↑  Dolchstoßlegende
6. ↑  Richard Scheringer
7. ↑  Hitler über Deutschland
8. ↑  Gesetz zur Behebung der Not von Volk und Reich
9. ↑  Führer und Reichskanzler
10. ↑  Oberkommando der Wehrmacht
11. ↑  Reichsbank
12. ↑  als Partisanen auszurottena
13. ↑  Führerprinzip

### یادکردها
1. ↑  Evans 2003, p. 180.
2. ↑  House of Responsibility.
3. 1 2  Kershaw 2008, p. 4.
4. ↑  Toland 1976, p. 6.
5. ↑  Bullock 1999, p. 24.
6. ↑  Maser 1973, p. 4.
7. ↑  Maser 1973, p. 15.
8. 1 2  Kershaw 1999, p. 5.
9. ↑  Jetzinger 1976, p. 32.
10. ↑  Rosenbaum 1999, p. 21.
11. ↑  Hamann 2010, p. 50.
12. ↑  Toland 1992, pp. 246–247.
13. ↑  Kershaw 1999, pp. 8–9.
14. ↑  Rosmus 2004, p. 33.
15. ↑  Keller 2010, p. 15.
16. ↑  Hamann 2010, pp. 7–8.
17. ↑  Kubizek 2006, p. 37.
18. ↑  Kubizek 2006, p. 92.
19. ↑  Hitler 1999, p. 6.
20. ↑  Fromm 1977, pp. 493–498.
21. ↑  Diver 2005.
22. ↑  Shirer 1960, pp. 10–11.
23. ↑  Payne 1990, p. 22.
24. ↑  Kershaw 2008, p. 9.
25. ↑  Hitler 1999, p. 8.
26. ↑  Keller 2010, pp. 33–34.
27. ↑  Fest 1977, p. 32.
28. ↑  Kershaw 2008, p. 8.
29. ↑  Hitler 1999, p. 10.
30. ↑  Evans 2003, pp. 163–164.
31. ↑  Bendersky 2000, p. 26.
32. ↑  Ryschka 2008, p. 35.
33. ↑  Hamann 2010, p. 13.
34. ↑  Kershaw 2008, p. 10.
35. ↑  Kershaw 1999, p. 19.
36. ↑  Kershaw 1999, p. 20.
37. 1 2  Hitler 1999, p. 20.
38. ↑  Bullock 1962, pp. 30–31.
39. ↑  Bullock 1962, p. 31.
40. ↑  Bullock 1999, pp. 30–33.
41. ↑  Hamann 2010, p. 157.
42. ↑  Lehrer 2002, p. 224.
43. ↑  Kershaw 1999, pp. 41, 42.
44. ↑  Shirer 1960, p. 26.
45. ↑  Hamann 2010, pp. 243–246.
46. ↑  Nicholls 2000, pp. 236, 237, 274.
47. ↑  Hamann 2010, p. 250.
48. ↑  Hamann 2010, pp. 341–345.
49. ↑  Hamann 2010, p. 233.
50. ↑  Kershaw 1999, pp. 60–67.
51. ↑  Shirer 1960, p. 25.
52. ↑  Hamann 2010, p. 58.
53. ↑  Hitler 1999, p. 52.
54. ↑  Toland 1992, p. 45.
55. ↑  Kershaw 1999, pp. 55, 63.
56. ↑  Hamann 2010, p. 174.
57. ↑  Evans 2011.
58. ↑  Shirer 1960, p. 27.
59. ↑  Weber 2010, p. 13.
60. ↑  Kershaw 1999, p. 86.
61. ↑  Kershaw 1999, p. 49.
62. 1 2 3  Kershaw 1999, p. 90.
63. ↑  Weber 2010, pp. 12–13.
64. ↑  Kershaw 2008, p. 53.
65. ↑  Kershaw 2008, p. 54.
66. ↑  Weber 2010, p. 100.
67. 1 2  Shirer 1960, p. 30.
68. ↑  Kershaw 2008, p. 59.
69. ↑  Weber 2010a.
70. ↑  Steiner 1976, p. 392.
71. ↑  Kershaw 2008, p. 57.
72. ↑  Kershaw 2008, p. 58.
73. ↑  Kershaw 2008, pp. 59, 60.
74. ↑  Kershaw 1999, pp. 97, 102.
75. ↑  Keegan 1987, pp. 238–240.
76. ↑  Bullock 1962, p. 60.
77. ↑  Kershaw 2008, pp. 61, 62.
78. ↑  Kershaw 2008, pp. 61–63.
79. ↑  Kershaw 2008, p. 96.
80. ↑  Kershaw 2008, pp. 80, 90, 92.
81. ↑  Bullock 1999, p. 61.
82. ↑  Kershaw 1999, p. 109.
83. ↑  Kershaw 2008, p. 82.
84. ↑  Evans 2003, p. 170.
85. ↑  Kershaw 2008, pp. 75, 76.
86. ↑  Mitcham 1996, p. 67.
87. ↑  Kershaw 1999, pp. 125–126.
88. ↑  Fest 1970, p. 21.
89. ↑  Kershaw 2008, pp. 94, 95, 100.
90. ↑  Kershaw 2008, p. 87.
91. ↑  Kershaw 2008, p. 88.
92. ↑  Kershaw 2008, p. 93.
93. ↑  Kershaw 2008, p. 81.
94. ↑  Kershaw 2008, p. 89.
95. ↑  Kershaw 2008, pp. 89–92.
96. ↑  Kershaw 2008, pp. 100, 101.
97. ↑  Kershaw 2008, p. 102.
98. 1 2  Kershaw 2008, p. 103.
99. ↑  Kershaw 2008, pp. 83, 103.
100. ↑  Kershaw 2000b, p. xv.
101. ↑  Bullock 1999, p. 376.
102. ↑  Frauenfeld 1937.
103. ↑  Kershaw 2008, pp. 105–106.
104. ↑  Bullock 1999, p. 377.
105. ↑  Kressel 2002, p. 121.
106. ↑  Pontin 2008.
107. ↑  Heck 2001, p. 23.
108. ↑  Kellogg 2005, p. 275.
109. ↑  Kellogg 2005, p. 203.
110. ↑  Kershaw 2009, p. 52.
111. ↑  Bracher 1970, pp. 115–116.
112. ↑  Kershaw 2008, p. 126.
113. 1 2  Kershaw 2008, p. 128.
114. ↑  Kershaw 2008, p. 129.
115. ↑  Kershaw 2008, pp. 130–131.
116. ↑  Shirer 1960, pp. 73–74.
117. ↑  Kershaw 2008, p. 132.
118. ↑  Kershaw 2008, p. 131.
119. ↑  Munich Court, 1924.
120. ↑  Fulda 2009, pp. 68–69.
121. ↑  Kershaw 1999, p. 239.
122. 1 2  Bullock 1962, p. 121.
123. ↑  Kershaw 2008, p. 147.
124. ↑  Kershaw 2008, pp. 148–150.
125. ↑  Shirer 1960, pp. 80–81.
126. ↑  Kershaw 1999, p. 237.
127. 1 2  Kershaw 1999, p. 238.
128. ↑  Kershaw 2008, pp. 158, 161, 162.
129. ↑  Kershaw 2008, pp. 162, 166.
130. ↑  Shirer 1960, p. 129.
131. ↑  Kershaw 2008, pp. 166, 167.
132. ↑  Shirer 1960, pp. 136–137.
133. ↑  Kolb 2005, pp. 224–225.
134. ↑  Kolb 1988, p. 105.
135. ↑  Halperin 1965, p. 403 et. seq.
136. ↑  Halperin 1965, pp. 434–446 et. seq.
137. ↑  Wheeler-Bennett 1967, p. 218.
138. ↑  Wheeler-Bennett 1967, p. 216.
139. ↑  Wheeler-Bennett 1967, pp. 218–219.
140. ↑  Wheeler-Bennett 1967, p. 222.
141. ↑  Halperin 1965, p. 449 et. seq.
142. ↑  Halperin 1965, pp. 434–436, 471.
143. 1 2  Shirer 1960, p. 130.
144. ↑  Hinrichs 2007.
145. ↑  Halperin 1965, p. 476.
146. ↑  Halperin 1965, pp. 468–471.
147. ↑  Bullock 1962, p. 201.
148. ↑  Hoffman 1989.
149. ↑  Kershaw 2008, p. 227.
150. ↑  Halperin 1965, pp. 477–479.
151. ↑  Letter to Hindenburg, 1932.
152. ↑  Fox News, 2003.
153. ↑  Shirer 1960, p. 184.
154. ↑  Evans 2003, p. 307.
155. ↑  Bullock 1962, p. 262.
156. ↑  Kershaw 1999, pp. 456–458, 731–732.
157. ↑  Shirer 1960, p. 192.
158. ↑  Bullock 1999, p. 262.
159. ↑  Shirer 1960, pp. 194, 274.
160. ↑  Shirer 1960, p. 194.
161. ↑  Bullock 1962, p. 265.
162. ↑  City of Potsdam.
163. ↑  Shirer 1960, pp. 196–197.
164. ↑  Shirer 1960, p. 198.
165. ↑  Evans 2003, p. 335.
166. ↑  Shirer 1960, p. 196.
167. ↑  Bullock 1999, p. 269.
168. ↑  Shirer 1960, p. 199.
169. ↑  Time, 1934.
170. 1 2  Shirer 1960, p. 201.
171. ↑  Shirer 1960, p. 202.
172. 1 2  Evans 2003, pp. 350–374.
173. ↑  Kershaw 2008, pp. 309–314.
174. ↑  Tames 2008, pp. 4–5.
175. ↑  Kershaw 2008, pp. 313–315.
176. ↑  Overy 2005, p. 63.
177. ↑  Shirer 1960, pp. 226–227.
178. ↑  Evans 2005, p. 44.
179. ↑  Shirer 1960, p. 229.
180. ↑  Bullock 1962, p. 309.
181. ↑  Evans 2005, p. 110.
182. ↑  Kershaw 2008, pp. 392, 393.
183. ↑  Shirer 1960, p. 312.
184. ↑  Kershaw 2008, pp. 393–397.
185. ↑  Shirer 1960, p. 308.
186. ↑  Shirer 1960, pp. 318–319.
187. ↑  Kershaw 2008, pp. 397–398.
188. ↑  Shirer 1960, p. 274.
189. ↑  Read 2004, p. 344.
190. ↑  Evans 2005, pp. 109–111.
191. ↑  McNab 2009, p. 54.
192. ↑  Shirer 1960, pp. 259–260.
193. ↑  Shirer 1960, p. 258.
194. ↑  Shirer 1960, p. 262.
195. ↑  McNab 2009, pp. 54–57.
196. ↑  Speer 1971, pp. 118–119.
197. ↑  Evans 2005, pp. 570–572.
198. ↑  Weinberg 1970, pp. 26–27.
199. ↑  Kershaw 1999, pp. 490–491.
200. ↑  Kershaw 1999, pp. 492, 555–556, 586–587.
201. ↑  Carr 1972, p. 23.
202. ↑  Kershaw 2008, p. 297.
203. ↑  Shirer 1960, p. 283.
204. ↑  Messerschmidt 1990, pp. 601–602.
205. ↑  Martin 2008.
206. ↑  Kershaw 2000b, p. 10.
207. ↑  Hildebrand 1973, p. 39.
208. ↑  Roberts 1975.
209. 1 2  Messerschmidt 1990, pp. 630–631.
210. ↑  Kershaw 2000b, p. 13–16.
211. 1 2  Overy, Origins of WWII Reconsidered 1999.
212. ↑  Carr 1972, pp. 56–57.
213. ↑  Kershaw 2000b, p. 25.
214. ↑  Messerschmidt 1990, p. 642.
215. ↑  Aigner 1985, p. 264.
216. ↑  Carr 1972, pp. 73–78.
217. ↑  Messerschmidt 1990, pp. 636–637.
218. ↑  Messerschmidt 1990, p. 638.
219. 1 2  Bloch 1992, pp. 178–179.
220. ↑  Plating 2011, p. 21.
221. ↑  Snyder, Louis L. (1998). Encyclopedia of the Third Reich. Robert Hale, p. ۸.
222. ↑  Butler & Young 1989, p. 159.
223. ↑  Bullock 1962, p. 434.
224. ↑  Overy 2005, p. 425.
225. ↑  Weinberg 1980, pp. 334–335.
226. ↑  Weinberg 1980, pp. 338–340.
227. ↑  Weinberg 1980, p. 366.
228. ↑  Weinberg 1980, pp. 418–419.
229. ↑  Kee 1988, pp. 149–150.
230. ↑  Weinberg 1980, p. 419.
231. ↑  Murray 1984, pp. 256–260.
232. ↑  Bullock 1962, p. 469.
233. ↑  Overy, The Munich Crisis 1999, p. 207.
234. ↑  Kee 1988, pp. 202–203.
235. ↑  Weinberg 1980, pp. 462–463.
236. ↑  Messerschmidt 1990, p. 672.
237. ↑  Messerschmidt 1990, pp. 671, 682–683.
238. ↑  Rothwell 2001, pp. 90–91.
239. ↑  Time, January 1939.
240. 1 2  Murray 1984, p. 268.
241. ↑  Evans 2005, p. 682.
242. ↑  Murray 1984, pp. 268–269.
243. ↑  Shirer 1960, p. 448.
244. ↑  Weinberg 1980, p. 562.
245. ↑  Murray & Millett 2001, p. 141.
246. ↑  Weinberg 1980, pp. 579–581.
247. 1 2  Maiolo 1998, p. 178.
248. 1 2  Messerschmidt 1990, pp. 688–690.
249. 1 2  Weinberg 1980, pp. 537–539, 557–560.
250. ↑  Weinberg 1980, p. 558.
251. ↑  Carr 1972, pp. 76–77.
252. ↑  Kershaw 2000b, pp. 36–37, 92.
253. ↑  Weinberg 2010, p. 792.
254. ↑  Robertson 1985, p. 212.
255. ↑  Bloch 1992, p. 228.
256. ↑  Overy & Wheatcroft 1989, p. 56.
257. ↑  Kershaw 2008, p. 497.
258. ↑  Robertson 1963, pp. 181–187.
259. ↑  Evans 2005, p. 693.
260. ↑  Bloch 1992, pp. 252–253.
261. ↑  Weinberg 1995, pp. 85–94.
262. ↑  Bloch 1992, pp. 255–257.
263. ↑  Weinberg 1980, pp. 561–562, 583–584.
264. ↑  Bloch 1992, p. 260.
265. ↑  Hakim 1995.
266. 1 2 3  Rees 1997, pp. 141–145.
267. ↑  Kershaw 2008, p. 527.
268. ↑  Welch 2001, pp. 88–89.
269. 1 2 3 4  Rees 1997, pp. 148–149.
270. ↑  Winkler 2007, p. 74.
271. ↑  Shirer 1960, pp. 696–730.
272. ↑  Kershaw 2008, p. 562.
273. ↑  Deighton 2008, pp. 7–9.
274. ↑  Ellis 1993, p. 94.
275. ↑  Shirer 1960, pp. 731–737.
276. ↑  Shirer 1960, pp. 774–782.
277. ↑  Kershaw 2008, pp. 563, 569, 570.
278. ↑  Kershaw 2008, p. 580.
279. ↑  Roberts 2006, pp. 58–60.
280. ↑  Kershaw 2008, pp. 604–605.
281. ↑  Kurowski 2005, pp. 141–142.
282. ↑  Mineau 2004, p. 1.
283. ↑  Glantz 2001, p. 9.
284. ↑  Koch 1988.
285. ↑  Hillgruber 1981, p. 90.
286. ↑  Stahel, David (2012). Kiev 1941: Hitler’s Battle for Supremacy in the East. Cambridge University Press, p. ۱۸۸.
287. 1 2  Stolfi 1982.
288. ↑  Evans 2008, p. 210.
289. ↑  Shirer 1960, pp. 900–901.
290. 1 2  Bauer 2000, p. 5.
291. ↑  Shirer 1960, p. 921.
292. ↑  Kershaw 2000b, p. 417.
293. ↑  Evans 2008, pp. 419–420.
294. ↑  Shirer 1960, p. 1006.
295. 1 2  BBC News, 1999.
296. ↑  Shirer 1960, pp. 996–1000.
297. ↑  Shirer 1960, p. 1036.
298. ↑  Speer 1971, pp. 513–514.
299. ↑  Kershaw 2008, pp. 544–547, 821–822, 827–828.
300. ↑  Kershaw 2008, pp. 816–818.
301. ↑  Shirer 1960, pp. 1048–1072.
302. ↑  Weinberg 1964.
303. 1 2  Crandell 1987.
304. ↑  Bullock 1962, p. 778.
305. ↑  Rees & Kershaw 2012.
306. 1 2  Bullock 1962, pp. 774–775.
307. ↑  Sereny 1996, pp. 497–498.
308. ↑  Bullock 1962, pp. 753, 763, 780–781.
309. ↑  Beevor 2002, p. 251.
310. ↑  Beevor 2002, pp. 255–256.
311. ↑  Le Tissier 2010, p. 45.
312. 1 2  Dollinger 1995, p. 231.
313. 1 2  Jones 1989.
314. ↑  Beevor 2002, p. 275.
315. ↑  Ziemke 1969, p. 92.
316. ↑  Bullock 1962, p. 787.
317. ↑  Bullock 1962, pp. 787, 795.
318. ↑  Butler & Young 1989, pp. 227–228.
319. ↑  Kershaw 2008, pp. 923–925, 943.
320. ↑  Bullock 1962, p. 791.
321. ↑  Bullock 1962, pp. 792, 795.
322. ↑  Beevor 2002, p. 343.
323. ↑  Bullock 1962, p. 798.
324. ↑  Linge 2009, p. 199.
325. ↑  Joachimsthaler 1999, pp. 160–182.
326. ↑  Joachimsthaler 1999, pp. 217–220.
327. ↑  Linge 2009, p. 200.
328. ↑  Bullock 1962, pp. 799–800.
329. ↑  Kershaw 2008, pp. 949–950.
330. ↑  Vinogradov 2005, pp. 111, 333.
331. ↑  Vinogradov 2005, pp. 335–336.
332. ↑  Kershaw 2000b, p. 1110.
333. ↑  Marrus 2000, p. 37.
334. ↑  Gellately 1996.
335. 1 2 3  Snyder 2010, p. 416.
336. ↑  Steinberg 1995.
337. ↑  Kershaw 2008, p. 683.
338. ↑  Shirer 1960, p. 965.
339. ↑  Naimark 2002, p. 81.
340. ↑  Longerich 2005, p. 116.
341. ↑  Megargee 2007, p. 146.
342. 1 2  Longerich, Chapter 15 2003.
343. ↑  Longerich, Chapter 17 2003.
344. ↑  Kershaw 2000b, pp. 459–462.
345. ↑  Kershaw 2008, pp. 670–675.
346. ↑  Megargee 2007, p. 144.
347. ↑  Kershaw 2008, p. 687.
348. ↑  Evans 2008, map, p. 366.
349. 1 2 3  Rummel 1994, p. 112.
350. 1 2  Holocaust Memorial Museum.
351. ↑  Evans 2008, p. 318.
352. ↑  Hancock 2004, pp. 383–396.
353. ↑  Shirer 1960, p. 946.
354. ↑  Snyder 2010, pp. 162–163, 416.
355. ↑  Dorland 2009, p. 6.
356. ↑  Rummel 1994.
357. ↑  US Holocaust Memorial Museum.
358. ↑  Snyder 2010, p. 184.
359. ↑  Niewyk & Nicosia 2000, p. 45.
360. ↑  Goldhagen 1996, p. 290.
361. ↑  Downing 2005, p. 33.
362. ↑  Gellately 2001, p. 216.
363. ↑  Kershaw 1999, pp. 567–568.
364. ↑  Overy 2005, p. 252.
365. ↑  Kershaw 2008, pp. 170, 172, 181.
366. ↑  Speer 1971, p. 281.
367. ↑  Manvell & Fraenkel 2007, p. 29.
368. ↑  Kershaw 2008, p. 323.
369. ↑  Kershaw 2008, p. 377.
370. ↑  Speer 1971, p. 333.
371. 1 2  Overy 2005a, pp. 421–425.
372. ↑  Kershaw 2012, pp. 169–170.
373. ↑  Kershaw 2012, pp. 396–397.
374. ↑  Kershaw 2008, pp. 171–395.
375. ↑  Bullock 1999, p. 563.
376. ↑  Kershaw 2008, p. 378.
377. ↑  Kershaw 2008, pp. 947–948.
378. ↑  Bullock 1962, pp. 393–394.
379. ↑  Kershaw 2008, p. 5.
380. ↑  Rißmann 2001, pp. 94–96.
381. ↑  Toland 1992, pp. 9–10.
382. 1 2  Speer 1971, pp. 141–142.
383. ↑  Speer 1971, p. 143.
384. 1 2  Conway 1968, p. 3.
385. ↑  Bullock 1999, pp. 385, 389.
386. ↑  Rißmann 2001, p. 96.
387. ↑  Speer 1971, p. 141.
388. ↑  Steigmann-Gall 2003, pp. 27, 108.
389. ↑  Hitler 2000, p. 342.
390. ↑  Sharkey 2002.
391. ↑  Bonney 2001, pp. 2–3.
392. ↑  Phayer 2000.
393. ↑  Bonney 2001, p. 2.
394. ↑  Bullock 1962, pp. 219, 389.
395. ↑  Speer 1971, pp. 141, 171, 174.
396. ↑  Bullock 1999, p. 729.
397. ↑  Gunther 1940, p. 9.
398. ↑  Evans 2008, p. 508.
399. 1 2  Bullock 1962, p. 717.
400. ↑  Redlich 1993.
401. ↑  Redlich 2000, pp. 129–190.
402. ↑  Langer 1972, p. 126.
403. ↑  Waite 1993, p. 356.
404. ↑  Gunkel 2010.
405. ↑  Kershaw 2000a, p. 72.
406. ↑  Kershaw 2008, pp. xxxv–xxxvi.
407. ↑  Bullock 1999, p. 388.
408. ↑  Toland 1992, p. 256.
409. ↑  Wilson 1998.
410. ↑  McGovern 1968, pp. 32–33.
411. ↑  Linge 2009, p. 38.
412. ↑  Hitler & Trevor-Roper 1988, p. 176, 22 January 1942.
413. ↑  Proctor 1999, p. 219.
414. ↑  Toland 1992, p. 741.
415. ↑  Heston & Heston 1980, pp. 125–142.
416. ↑  Heston & Heston 1980, pp. 11–20.
417. 1 2  Kershaw 2008, p. 782.
418. ↑  Ghaemi 2011, p. 190–191.
419. ↑  Porter 2013.
420. ↑  Doyle 2005, p. 8.
421. ↑  Linge 2009, p. 156.
422. ↑  O'Donnell 2001, p. 37.
423. ↑  Fest 1974, p. 753.
424. ↑  Speer 1971, p. 617.
425. ↑  Kershaw 2012, pp. 348–350.
426. ↑  Toland 1992, p. 892.
427. ↑  Zialcita 2019.
428. ↑  Kershaw 2000a, pp. 1–6.
429. ↑  Kershaw 2000b, p. 841.
430. ↑  Fischer 1995, p. 569.
431. ↑  Del Testa, Lemoine & Strickland 2003, p. 83.
432. ↑  Murray & Millett 2001, p. 554.
433. ↑  Welch 2001, p. 2.
434. ↑  Bazyler 2006, p. 1.
435. ↑  Shirer 1960, p. 6.
436. ↑  Hitler & Trevor-Roper 1988, p. xxxv.
437. ↑  Roberts 1996, p. 501.
438. ↑  Lichtheim 1974, p. 366.
439. ↑  Haffner 1979, pp. 100–101.
440. ↑  Haffner 1979, p. 100.
441. ↑  The Daily Telegraph, 2003.

### چاپی
- Aigner, Dietrich (1985). "Hitler's ultimate aims – a programme of world dominion?".  In Koch, H. W. (ed.). Aspects of the Third Reich. London: MacMillan. ISBN 978-0-312-05726-8.
- Doyle, D (February 2005). "Adolf Hitler's medical care". Journal of the Royal College of Physicians of Edinburgh. 35 (1): 75–82. PMID 15825245.
- Bauer, Yehuda (2000). Rethinking the Holocaust. New Haven: Yale University Press. p. 5. ISBN 978-0-300-08256-2.
- Beevor, Antony (2002). Berlin: The Downfall 1945. London: Viking-Penguin Books. ISBN 978-0-670-03041-5.
- Bendersky, Joseph W (2000). A History of Nazi Germany: 1919–1945. Lanham: Rowman & Littlefield. ISBN 978-1-4422-1003-5.
- Bloch, Michael (1992). Ribbentrop. New York: Crown Publishing. ISBN 978-0-517-59310-3.
- Bonney, Richard (2001). "The Nazi Master Plan, Annex 4: The Persecution of the Christian Churches" (PDF). Rutgers Journal of Law and Religion. Archived from the original (PDF) on 4 March 2016. Retrieved 19 April 2020.
- Bracher, Karl Dietrich (1970). The German Dictatorship. Translated by Jean Steinberg. New York: Penguin Books. ISBN 978-0-14-013724-8.
- Bullock, Alan (1962) [1952]. Hitler: A Study in Tyranny. London: Penguin Books. ISBN 978-0-14-013564-0.
- Bullock, Alan (1999) [1952]. Hitler: A Study in Tyranny. New York: Konecky & Konecky. ISBN 978-1-56852-036-0.
- Butler, Ewan; Young, Gordon (1989). The Life and Death of Hermann Göring. Newton Abbot, Devon: David & Charles. ISBN 978-0-7153-9455-7.
- Carr, William (1972). Arms, Autarky and Aggression. London: Edward Arnold. ISBN 978-0-7131-5668-3.
- Conway, John S. (1968). The Nazi Persecution of the Churches 1933–45. London: Weidenfeld & Nicolson. ISBN 978-0-297-76315-4.
- Crandell, William F. (1987). "Eisenhower the Strategist: The Battle of the Bulge and the Censure of Joe McCarthy". Presidential Studies Quarterly. 17 (3): 487–501. JSTOR 27550441.
- Deighton, Len (2008). Fighter: The True Story of the Battle of Britain. New York: Random House. ISBN 978-1-84595-106-1.
- Del Testa, David W; Lemoine, Florence; Strickland, John (2003). Government Leaders, Military Rulers, and Political Activists. Westport: Greenwood Publishing Group. p. 83. ISBN 978-1-57356-153-2.
- Dollinger, Hans (1995) [1965]. The Decline and Fall of Nazi Germany and Imperial Japan: A Pictorial History of the Final Days of World War II. New York: Gramercy. ISBN 978-0-517-12399-7.
- Dorland, Michael (2009). Cadaverland: Inventing a Pathology of Catastrophe for Holocaust Survival: The Limits of Medical Knowledge and Memory in France. Tauber Institute for the Study of European Jewry series. Waltham, Mass: University Press of New England. ISBN 978-1-58465-784-2.
- Downing, David (2005). The Nazi Death Camps. World Almanac Library of the Holocaust. Pleasantville, NY: Gareth Stevens. ISBN 978-0-8368-5947-8.
- Ellis, John (1993). World War II Databook: The Essential Facts and Figures for All the Combatants. London: Aurum. ISBN 978-1-85410-254-6.
- Evans, Richard J. (2003). The Coming of the Third Reich. New York: Penguin Books. ISBN 978-0-14-303469-8.
- Evans, Richard J. (2005). The Third Reich in Power. New York: Penguin Books. ISBN 978-0-14-303790-3.
- Evans, Richard J. (2008). The Third Reich At War. New York: Penguin Books. ISBN 978-0-14-311671-4.
- Fest, Joachim C. (1970). The Face of the Third Reich. London: Weidenfeld & Nicolson. ISBN 978-0-297-17949-8.
- Fest, Joachim C. (1974) [1973]. Hitler. London: Weidenfeld & Nicolson. ISBN 978-0-297-76755-8.
- Fest, Joachim C. (1977) [1973]. Hitler. Harmondsworth: Penguin. ISBN 978-0-14-021983-8.
- Fischer, Klaus P. (1995). Nazi Germany: A New History. London: Constable and Company. ISBN 978-0-09-474910-8.
- Fromm, Erich (1977) [1973]. The Anatomy of Human Destructiveness. London: Penguin Books. ISBN 978-0-14-004258-0.
- Fulda, Bernhard (2009). Press and Politics in the Weimar Republic. Oxford: Oxford University Press. ISBN 978-0-19-954778-4.
- Gellately, Robert (1996). "Reviewed work(s): Vom Generalplan Ost zum Generalsiedlungsplan by Czeslaw Madajczyk. Der "Generalplan Ost". Hauptlinien der nationalsozialistischen Planungs- und Vernichtungspolitik by Mechtild Rössler; Sabine Schleiermacher". Central European History. 29 (2): 270–274. doi:10.1017/S0008938900013170.
- Gellately, Robert (2001). Social Outsiders in Nazi Germany. Princeton, NJ: Princeton University Press. ISBN 978-0-691-08684-2.
- Ghaemi, Nassir (2011). A First-Rate Madness: Uncovering the Links Between Leadership and Mental Illness. New York: Penguin Publishing Group. ISBN 978-1-101-51759-8.
- Goldhagen, Daniel (1996). Hitler's Willing Executioners: Ordinary Germans and the Holocaust. New York: Knopf. ISBN 978-0-679-44695-8.
- Haffner, Sebastian (1979). The Meaning of Hitler. Cambridge, MA: Harvard University Press. ISBN 978-0-674-55775-8.
- Hakim, Joy (1995). War, Peace, and All That Jazz. A History of US. Vol. 9. New York: Oxford University Press. ISBN 978-0-19-509514-2.
- Halperin, Samuel William (1965) [1946]. Germany Tried Democracy: A Political History of the Reich from 1918 to 1933. New York: W.W. Norton. ISBN 978-0-393-00280-5.
- Hamann, Brigitte (2010) [1999]. Hitler's Vienna: A Portrait of the Tyrant as a Young Man. Trans. Thomas Thornton. London; New York: Tauris Parke Paperbacks. ISBN 978-1-84885-277-8.
- Hancock, Ian (2004). "Romanies and the Holocaust: A Reevaluation and an Overview".  In Stone, Dan (ed.). The Historiography of the Holocaust. New York; Basingstoke: Palgrave Macmillan. ISBN 978-0-333-99745-1.
- Heck, Alfons (2001) [1985]. A Child of Hitler: Germany In The Days When God Wore A Swastika. Phoenix, AZ: Renaissance House. ISBN 978-0-939650-44-6.
- Heston, Leonard L.; Heston, Renate (1980) [1979]. The Medical Casebook of Adolf Hitler: His Illnesses, Doctors, and Drugs. New York: Stein and Day. ISBN 978-0-8128-2718-7.
- Hildebrand, Klaus (1973). The Foreign Policy of the Third Reich. London: Batsford. ISBN 978-0-7134-1126-3.
- Hitler, Adolf (1999) [1925]. Mein Kampf. Trans. Ralph Manheim. Boston: Houghton Mifflin. ISBN 978-0-395-92503-4.
- Hitler, Adolf; Trevor-Roper, Hugh (1988) [1953]. Hitler's Table-Talk, 1941–1945: Hitler's Conversations Recorded by Martin Bormann. Oxford: Oxford University Press. ISBN 978-0-19-285180-2.
- Hitler, Adolf (2000) [1941–1944]. Hitler's Table Talk, 1941–1944. London: Enigma. ISBN 978-1-929631-05-6.
- Jetzinger, Franz (1976) [1956]. Hitler's Youth. Westport, Conn: Greenwood Press. ISBN 978-0-8371-8617-7.
- Joachimsthaler, Anton (1999) [1995]. The Last Days of Hitler: The Legends, the Evidence, the Truth. Trans. Helmut Bögler. London: Brockhampton Press. ISBN 978-1-86019-902-8.
- Kee, Robert (1988). Munich: The Eleventh Hour. London: Hamish Hamilton. ISBN 978-0-241-12537-3.
- Keegan, John (1987). The Mask of Command: A Study of Generalship. London: Pimlico. ISBN 978-0-7126-6526-1.
- Keller, Gustav (2010). Der Schüler Adolf Hitler: die Geschichte eines lebenslangen Amoklaufs [The Student Adolf Hitler: The Story of a Lifelong Rampage] (به آلمانی). Münster: LIT. ISBN 978-3-643-10948-4.
- Kellogg, Michael (2005). The Russian Roots of Nazism White Émigrés and the Making of National Socialism, 1917–1945. Cambridge: Cambridge University Press. ISBN 978-0-521-84512-0.
- Kershaw, Ian (1999) [1998]. Hitler: 1889–1936: Hubris. New York: W. W. Norton & Company. ISBN 978-0-393-04671-7.
- Kershaw, Ian (2009). Hitler, the Germans, and the Final Solution. New York: Yale University Press.
- Kershaw, Ian (2000a) [1985]. The Nazi Dictatorship: Problems and Perspectives of Interpretation (4th ed.). London: Arnold. ISBN 978-0-340-76028-4.
- Kershaw, Ian (2000b). Hitler, 1936–1945: Nemesis. New York; London: W. W. Norton & Company. ISBN 978-0-393-32252-1.
- Kershaw, Ian (2008). Hitler: A Biography. New York: W. W. Norton & Company. ISBN 978-0-393-06757-6.
- Kershaw, Ian (2012). The End: Hitler's Germany, 1944–45 (Paperback ed.). London: Penguin. ISBN 978-0-14-101421-0.
- Koch, H. W. (June 1988). "Operation Barbarossa – The Current State of the Debate". The Historical Journal. 31 (2): 377–390. doi:10.1017/S0018246X00012930.
- Kolb, Eberhard (2005) [1984]. The Weimar Republic. London; New York: Routledge. ISBN 978-0-415-34441-8.
- Kolb, Eberhard (1988) [1984]. The Weimar Republic. New York: Routledge. ISBN 978-0-415-09077-3.
- Kressel, Neil J. (2002). Mass Hate: The Global Rise Of Genocide And Terror. Boulder: Basic Books. ISBN 978-0-8133-3951-1.
- Kubizek, August (2006) [1953]. The Young Hitler I Knew. St. Paul, MN: MBI. ISBN 978-1-85367-694-9.
- Kurowski, Franz (2005). The Brandenburger Commandos: Germany's Elite Warrior Spies in World War II. Stackpole Military History series. Mechanicsburg, PA: Stackpole Books. ISBN 978-0-8117-3250-5.
- Langer, Walter C. (1972) [1943]. The Mind of Adolf Hitler: The Secret Wartime Report. New York: Basic Books. ISBN 978-0-465-04620-1.
- Lichtheim, George (1974). Europe In The Twentieth Century. London: Sphere Books. ISBN 978-0-351-17192-5.
- Linge, Heinz (2009) [1980]. With Hitler to the End: The Memoirs of Adolf Hitler's Valet. Intro. Roger Moorhouse. New York: Skyhorse Publishing. ISBN 978-1-60239-804-7.
- Longerich, Peter (2005). The Unwritten Order: Hitler's Role in the Final Solution. History Press. ISBN 978-0-7524-3328-8.
- Lehrer, Steven F. (2002). Hitler Sites: A City-by-city Guidebook. McFarland. ISBN 0-7864-1045-0.
- Maiolo, Joseph (1998). The Royal Navy and Nazi Germany 1933–39: Appeasement and the Origins of the Second World War. London: Macmillan Press. ISBN 978-0-333-72007-3.
- Manvell, Roger; Fraenkel, Heinrich (2007) [1965]. Heinrich Himmler: The Sinister Life of the Head of the SS and Gestapo. London; New York: Greenhill; Skyhorse. ISBN 978-1-60239-178-9.
- Maser, Werner (1973). Hitler: Legend, Myth, Reality. London: Allen Lane. ISBN 978-0-7139-0473-4.
- Marrus, Michael (2000). The Holocaust in History. Toronto: Key Porter. ISBN 978-0-299-23404-1.
- McGovern, James (1968). Martin Bormann. New York: William Morrow. OCLC 441132.
- McNab, Chris (2009). The Third Reich. London: Amber Books. ISBN 978-1-906626-51-8.
- Megargee, Geoffrey P. (2007). War of Annihilation: Combat and Genocide on the Eastern Front, 1941. Lanham, Md: Rowman & Littlefield. ISBN 978-0-7425-4482-6.
- Messerschmidt, Manfred (1990). "Foreign Policy and Preparation for War".  In Deist, Wilhelm (ed.). Germany and the Second World War. Vol. 1. Oxford: Clarendon Press. ISBN 978-0-19-822866-0.
- Mitcham, Samuel W. (1996). Why Hitler?: The Genesis of the Nazi Reich. Westport, Conn: Praeger. ISBN 978-0-275-95485-7.
- Mineau, André (2004). Operation Barbarossa: Ideology and Ethics Against Human Dignity. Amsterdam; New York: Rodopi. ISBN 978-90-420-1633-0.
- Murray, Williamson (1984). The Change in the European Balance of Power. Princeton: Princeton University Press. ISBN 978-0-691-05413-1.
- Murray, Williamson; Millett, Allan R. (2001) [2000]. A War to be Won: Fighting the Second World War. Cambridge, MA: Belknap Press of Harvard University Press. ISBN 978-0-674-00680-5.
- Naimark, Norman M. (2002). Fires of Hatred: Ethnic Cleansing in Twentieth-Century Europe. Cambridge, MA: Harvard University Press. ISBN 978-0-674-00994-3.
- Nicholls, David (2000). Adolf Hitler: A Biographical Companion. University of North Carolina Press. ISBN 978-0-87436-965-6.
- Niewyk, Donald L.; Nicosia, Francis R. (2000). The Columbia Guide to the Holocaust. New York: Columbia University Press. ISBN 978-0-231-11200-0.
- O'Donnell, James P. (2001) [1978]. The Bunker. New York: Da Capo Press. ISBN 978-0-306-80958-3.
- Overy, Richard; Wheatcroft, Andrew (1989). The Road To War. London: Macmillan. ISBN 978-0-14-028530-7.
- Overy, Richard (1999). "Germany and the Munich Crisis: A Mutilated Victory?".  In Lukes, Igor; Goldstein, Erik (eds.). The Munich Crisis, 1938: Prelude to World War II. London; Portland, OR: Frank Cass. OCLC 40862187.
- Overy, Richard (1999). "Misjudging Hitler".  In Martel, Gordon (ed.). The Origins of the Second World War Reconsidered. London: Routledge. ISBN 978-0-415-16324-8.
- Overy, Richard (2005). The Dictators: Hitler's Germany, Stalin's Russia. London: Penguin Books. ISBN 978-0-393-02030-4.
- Overy, Richard (2005). "Hitler As War Leader".  In Dear, I. C. B.; Foot, M. R. D. (eds.). Oxford Companion to World War II. Oxford: Oxford University Press. ISBN 978-0-19-280670-3.
- Payne, Robert (1990) [1973]. The Life and Death of Adolf Hitler. New York: Hippocrene Books. ISBN 978-0-88029-402-7.
- Plating, John D. (2011). The Hump: America's Strategy for Keeping China in World War II. Williams-Ford Texas A&M University military history series, no. 134. College Station: Texas A&M University Press. ISBN 978-1-60344-238-1.
- Proctor, Robert (1999). The Nazi War on Cancer. Princeton, New Jersey: Princeton University Press. ISBN 978-0-691-07051-3.
- Read, Anthony (2004). The Devil's Disciples: The Lives and Times of Hitler's Inner Circle. London: Pimlico. ISBN 978-0-7126-6416-5.
- Redlich, Fritz R. (September 2000). Hitler: Diagnosis of a Destructive Prophet. New York: Oxford University Press. ISBN 978-0-19-513631-9.
- Rees, Laurence (1997). The Nazis: A Warning from History. New York: New Press. ISBN 978-0-563-38704-6.
- Rißmann, Michael (2001). Hitlers Gott. Vorsehungsglaube und Sendungsbewußtsein des deutschen Diktators (به آلمانی). Zürich München: Pendo. ISBN 978-3-85842-421-1.
- Roberts, G. (2006). Stalin's Wars: From World War to Cold War, 1939–1953. New Haven: Yale University Press. ISBN 978-0-300-11204-7.
- Roberts, J. M. (1996). A History of Europe. Oxford: Helicon. ISBN 978-1-85986-178-3.
- Roberts, Martin (1975). The New Barbarism – A Portrait of Europe 1900–1973. London: Oxford University Press. ISBN 978-0-19-913225-6.
- Robertson, Esmonde M. (1963). Hitler's Pre-War Policy and Military Plans: 1933–1939. London: Longmans. OCLC 300011871.
- Robertson, E. M. (1985). "Hitler Planning for War and the Response of the Great Powers".  In H. W., Koch (ed.). Aspects of the Third Reich. London: Macmillan. ISBN 978-0-312-05726-8.
- Rosenbaum, Ron (1999). Explaining Hitler: The Search for the Origins of His Evil. London: Harper Perennial. ISBN 978-0-06-095339-3.
- Rosmus, Anna Elisabeth (2004). -9781570035081 Out of Passau: Leaving a City Hitler Called Home. Columbia, S.C: University of South Carolina Press. ISBN 978-1-57003-508-1. {{cite book}}: Check |url= value (help)
- Rothwell, Victor (2001). The Origins of the Second World War. Manchester: Manchester University Press. ISBN 978-0-7190-5957-5.
- Rummel, Rudolph (1994). Death by Government. New Brunswick, NJ: Transaction. ISBN 978-1-56000-145-4.
- Ryschka, Birgit (29 September 2008). Constructing and Deconstructing National Identity: Dramatic Discourse in Tom Murphy's the Patriot Game and Felix Mitterer's in Der Löwengrube. Frankfurt am Main; New York: Peter Lang. ISBN 978-3-631-58111-7.
- Sereny, Gitta (1996) [1995]. Albert Speer: His Battle With Truth. New York; Toronto: Vintage. ISBN 978-0-679-76812-8.
- Shirer, William L. (1960). The Rise and Fall of the Third Reich. New York: Simon & Schuster. ISBN 978-0-671-62420-0.
- Snyder, Timothy (2010). Bloodlands: Europe Between Hitler and Stalin. New York: Basic Books. ISBN 978-0-465-00239-9.
- Speer, Albert (1971) [1969]. Inside the Third Reich. New York: Avon. ISBN 978-0-380-00071-5.
- Steigmann-Gall, Richard (2003). The Holy Reich: Nazi Conceptions of Christianity, 1919–1945. Cambridge; New York: Cambridge University Press. ISBN 978-0-521-82371-5.
- Steinberg, Jonathan (June 1995). "The Third Reich Reflected: German Civil Administration in the Occupied Soviet Union, 1941–4". The English Historical Review. 110 (437): 620–651. doi:10.1093/ehr/CX.437.620. OCLC 83655937.
- Steiner, John Michael (1976). Power Politics and Social Change in National Socialist Germany: A Process of Escalation into Mass Destruction. The Hague: Mouton. ISBN 978-90-279-7651-2.
- Stolfi, Russel (March 1982). "Barbarossa Revisited: A Critical Reappraisal of the Opening Stages of the Russo-German Campaign (June–December 1941)" (PDF). The Journal of Modern History. 54 (1): 27–46. doi:10.1086/244076. hdl:10945/44218. Archived from the original (PDF) on 10 February 2020. Retrieved 30 October 2020.
- Tames, Richard (2008). Dictatorship. Chicago: Heinemann Library. ISBN 978-1-4329-0234-6.
- Le Tissier, Tony (2010) [1999]. Race for the Reichstag. Barnsley: Pen & Sword. ISBN 978-1-84884-230-4.
- Toland, John (1976). Adolf Hitler. New York; Toronto: Ballantine Books. ISBN 978-0-345-25899-1.
- Toland, John (1992) [1976]. Adolf Hitler. New York: Anchor Books. ISBN 978-0-385-42053-2.
- Vinogradov, V. K. (2005). Hitler's Death: Russia's Last Great Secret from the Files of the KGB. London: Chaucer Press. ISBN 978-1-904449-13-3.
- Waite, Robert G. L. (1993) [1977]. The Psychopathic God: Adolf Hitler. New York: Da Capo Press. ISBN 978-0-306-80514-1.
- Weber, Thomas (2010). Hitler's First War: Adolf Hitler, The Men of the List Regiment, and the First World War. Oxford; New York: Oxford University Press. ISBN 978-0-19-923320-5.
- Weinberg, Gerhard (December 1964). "Hitler's Image of the United States". The American Historical Review. 69 (4): 1006–1021. doi:10.2307/1842933. JSTOR 1842933.
- Weinberg, Gerhard (1970). The Foreign Policy of Hitler's Germany Diplomatic Revolution in Europe 1933–1936. Chicago, Illinois: University of Chicago Press. ISBN 978-0-226-88509-4.
- Weinberg, Gerhard (1980). The Foreign Policy of Hitler's Germany Starting World War II. Chicago, Illinois: University of Chicago Press. ISBN 978-0-226-88511-7.
- Weinberg, Gerhard (1995). "Hitler and England, 1933–1945: Pretense and Reality". Germany, Hitler, and World War II: Essays in Modern German and World History. Cambridge: Cambridge University Press. ISBN 978-0-521-47407-8.
- Weinberg, Gerhard (2010) [2005]. Hitler's Foreign Policy 1933–1939: The Road to World War II. New York: Enigma. ISBN 978-1-929631-91-9.
- Welch, David (2001). Hitler: Profile of a Dictator. London: Routledge. ISBN 978-0-415-25075-7.
- Wheeler-Bennett, John (1967). The Nemesis of Power. London: Macmillan. ISBN 978-1-4039-1812-3.
- Wilt, Alan (December 1981). "Hitler's Late Summer Pause in 1941". Military Affairs. 45 (4): 187–191. doi:10.2307/1987464. JSTOR 1987464.
- Winkler, Heinrich August (2007). Germany: The Long Road West. Vol. 2, 1933–1990. Sager, Alexander (trans.). New York: Oxford University Press. ISBN 978-0-19-926598-5.
- Ziemke, Earl F. (1969). Battle for Berlin: End of the Third Reich. Ballantine's Illustrated History of World War II. Vol. Battle Book #6. London: Ballantine Books. OCLC 23899.

### آنلاین
- "1933 – Day of Potsdam". Landeshauptstadt Potsdam. December 2004. Archived from the original on 6 June 2012. Retrieved 13 June 2011.
- Bazyler, Michael J. (25 December 2006). "Holocaust Denial Laws and Other Legislation Criminalizing Promotion of Nazism" (PDF). Yad Vashem. The World Holocaust Remembrance Center. Archived from the original (PDF) on 27 November 2015. Retrieved 7 January 2013.
- Der Hitler-Prozeß vor dem Volksgericht in München [The Hitler Trial Before the People's Court in Munich] (به آلمانی), 1924.
- Diver, Krysia (4 August 2005). "Journal reveals Hitler's dysfunctional family". The Guardian. Guardian Media Group. Archived from the original on 24 May 2018. Retrieved 23 May 2018.
- "Documents: Bush's Grandfather Directed Bank Tied to Man Who Funded Hitler". Fox News. 17 اکتبر 2003. Archived from the original on 24 November 2014. Retrieved 1 December 2014.
- "Eingabe der Industriellen an Hindenburg vom November 1932" [Letter of the industrialists to Hindenburg, November 1932]. Glasnost–Archiv. Archived from the original on 25 April 2003. Retrieved 16 October 2011.
- Evans, Richard J. (22 June 2011). "Hitler's First War, by Thomas Weber". The Globe and Mail. Phillip Crawley. Archived from the original on 1 August 2020. Retrieved 19 April 2020.
- Frauenfeld, A. E (August 1937). "The Power of Speech". German Propaganda Archive. Calvin College. Archived from the original on 12 November 2014. Retrieved 1 December 2014.
- "Germany: Second Revolution?". Time Magazine. 2 July 1934. Archived from the original on 17 April 2008. Retrieved 15 April 2013.
- Glantz, David (11 اکتبر 2001), The Soviet‐German War 1941–45: Myths and Realities: A Survey Essay, Clemson, SC: Strom Thurmond Institute of Government and Public Affairs, Clemson University, archived from the original (PDF) on 22 July 2017, retrieved 12 June 2017.
- Goebbels, Joseph (1936), The Führer as a Speaker, Calvin College, archived from the original on 12 November 2014, retrieved 1 December 2014.
- Gunkel, Christoph (4 February 2010). "Medicating a Madman: A Sober Look at Hitler's Health". Spiegel Online International. Archived from the original on 26 June 2019. Retrieved 12 December 2013.
- Hinrichs, Per (10 March 2007). "Des Führers Pass: Hitlers Einbürgerung" [The Führer's Passport: Hitler's Naturalisation]. Spiegel Online (به آلمانی). Archived from the original on 12 November 2014. Retrieved 1 December 2014.
- "Hitler's Last Days". mi5.gov.uk. MI5 Security Service. Archived from the original on 6 February 2016. Retrieved 19 April 2020.
- Hoffman, David (creator, writer) (1989). How Hitler Lost the War (television documentary). US: Varied Directions. Retrieved 19 April 2020.
- "Introduction to the Holocaust". United States Holocaust Memorial Museum. Archived from the original on 1 October 2017. Retrieved 19 April 2020. {{cite web}}: Unknown parameter |encyclopedia= ignored (help)
- Jones, Bill (creator, director) (1989). The Fatal Attraction of Adolf Hitler (television documentary). England: BBC. Retrieved 27 April 2016.
- Kotanko, Florian. "House of Responsibility". House of Responsibility – Braunau am Inn. HRB News. Archived from the original on 1 August 2020. Retrieved 19 April 2020.
- "Leni Riefenstahl". The Daily Telegraph. London: TMG. 10 September 2003. ISSN 0307-1235. OCLC 49632006. Archived from the original on 17 April 2020. Retrieved 10 May 2013.
- Longerich, Heinz Peter (2003). "Hitler's Role in the Persecution of the Jews by the Nazi Regime". Holocaust Denial on Trial. Atlanta: Emory University. 15. Hitler and the Mass Shootings of Jews During the War Against Russia. Archived from the original on 22 July 2012. Retrieved 31 July 2013.
- Longerich, Heinz Peter (2003). "Hitler's Role in the Persecution of the Jews by the Nazi Regime". Holocaust Denial on Trial. Atlanta: Emory University. 17. Radicalisation of the Persecution of the Jews by Hitler at the Turn of the Year 1941–1942. Archived from the original on 9 July 2009. Retrieved 31 July 2013.
- "Man of the Year". Time Magazine. 2 January 1939. Archived from the original on 18 April 2019. Retrieved 31 December 2019.
- Martin, Jonathan (creator, writer) (2008). World War II In HD Colour (television documentary). US: World Media Rights. Archived from the original on 28 February 2015. Retrieved 27 August 2014.
- McMillan, Dan (October 2012). "Review of Fritz, Stephen G. , Ostkrieg: Hitler's War of Extermination in the East". H-Genocide, H-Net Reviews. Archived from the original on 19 December 2012. Retrieved 16 October 2012.
- "Parkinson's part in Hitler's downfall". BBC News. 29 July 1999. Archived from the original on 21 January 2011. Retrieved 13 June 2011.
- Phayer, Michael (2000). "The Response of the Catholic Church to National Socialism" (PDF). The Churches and Nazi Persecution. Yad Vashem. Archived from the original (PDF) on 15 September 2018. Retrieved 30 October 2020.
- "Poles: Victims of the Nazi Era: The Invasion and Occupation of Poland". ushmm.org. United States Holocaust Memorial Museum. Archived from the original on 3 March 2013. Retrieved 1 December 2014.
- Pontin, Mark Williams (20 October 2008). "The Alien Novelist". MIT Technology Review. Retrieved 19 April 2020.
- Porter, Tom (24 August 2013). "Adolf Hitler 'Took Cocktail of Drugs' Reveal New Documents". IB Times. Archived from the original on 17 May 2014. Retrieved 22 November 2015.
- Redlich, Fritz C. (22 March 1993). "A New Medical Diagnosis of Adolf Hitler: Giant Cell Arteritis—Temporal Arteritis". Arch Intern Med. 153 (6): 693–697. doi:10.1001/archinte.1993.00410060005001. PMID 8447705.
- Rees, Laurence (writer, director) Kershaw, Ian (writer, consultant) (2012). The Dark Charisma of Adolf Hitler (television documentary). UK: BBC. Retrieved 6 September 2014.
- Sharkey, Joe (13 January 2002). "Word for Word/The Case Against the Nazis; How Hitler's Forces Planned To Destroy German Christianity". The New York Times. Archived from the original on 4 March 2009. Retrieved 7 June 2011.
- Weber, Thomas (2010a). "New Evidence Uncovers Hitler's Real First World War Story". BBC History Magazine. UK: Immediate Media Company. Archived from the original on 21 November 2012. Retrieved 19 November 2016.
- Wilson, Bee (9 October 1998). "Mein Diat – Adolf Hitler's diet". New Statesman. UK: Questia. Archived from the original on 13 December 2013. Retrieved 22 May 2008.(نیازمند آبونمان)
- Zialcita, Paolo (2019). "Hitler's Birth Home In Austria Will Become A Police Station". NPR. Archived from the original on 1 August 2020. Retrieved 2020-05-29.